# Femmes au Moyen Âge
L'histoire centrée sur la situation des femmes au Moyen Âge permet d'enrichir l'historiographie. En effet, la plupart des textes sources, qui servent aux historiens et aux historiennes, sont écrits par des hommes. À cela s'ajoute le fait que l'histoire a longtemps été une discipline dont les auteurs étaient majoritairement des hommes, ce qui a pu induire un regard particulier sur les événements.
La majorité des hommes et des femmes du Moyen Âge vivent dans un milieu rural, dans un ensemble social qualifié de société d'ordres puisque l'ensemble de la société est divisée en trois ordres : paysans, nobles et clercs.
Les villes apparaissent à partir du XIe siècle, ainsi que le développement du commerce. La société se transforme et un nouveau modèle social se forge. L'existence des femmes et leurs rôles et possibilités évoluent également[réf. souhaitée]. Durant toute cette période, la religion structure fortement la société, les institutions religieuses œuvrent dans de multiples domaines (instruction, soins, aide des pauvres, etc.) et interagissent avec la population laïque à divers niveaux.

## Les événements familiaux qui rythment la vie des femmes

### L'enfance

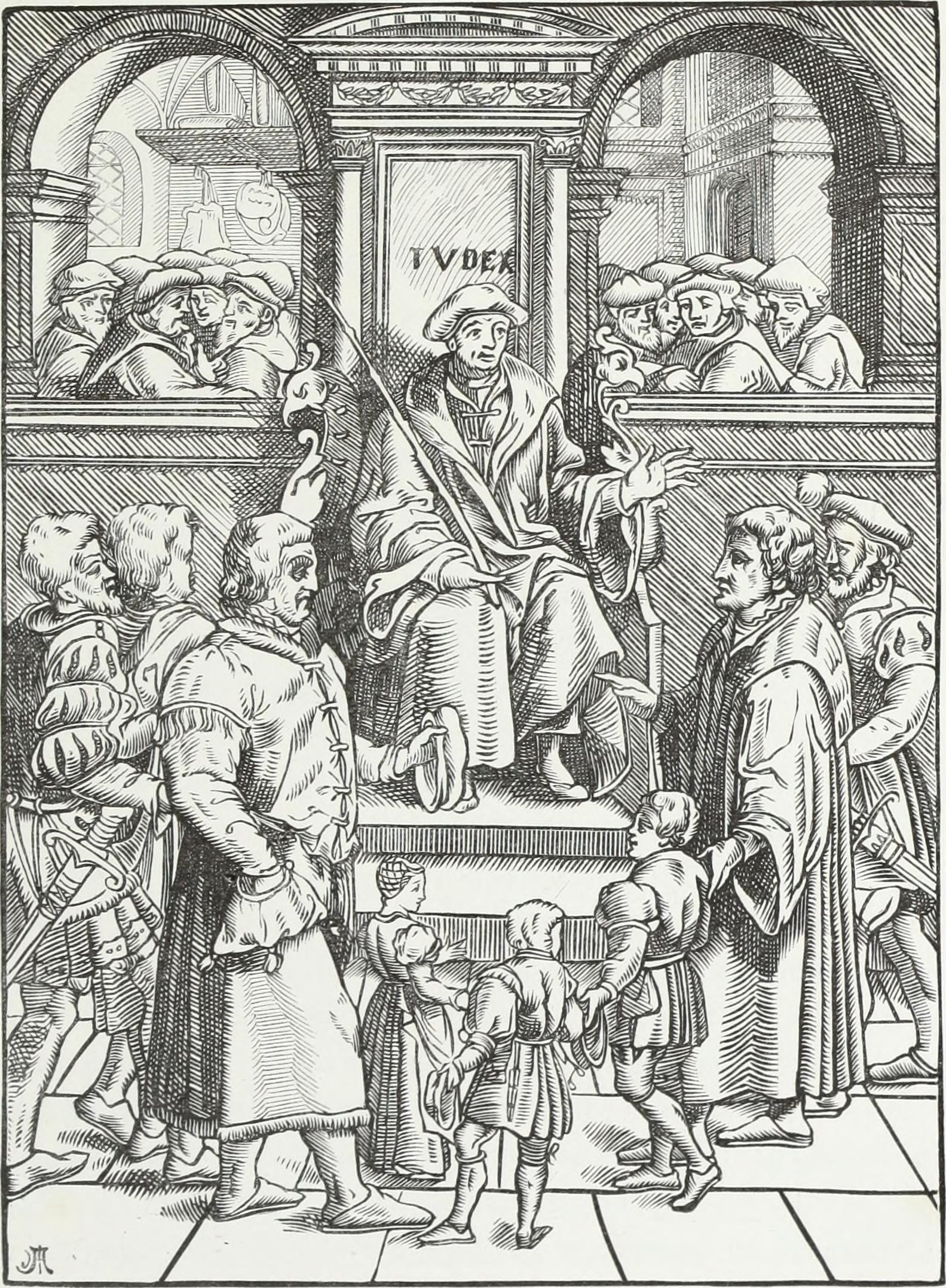
Le présidial au grand bailliage ; adoption d'enfants. Fac-similé dune gravure sur bois de l'ouvrage de J. Damhoudère : Refuge et garand des pupilles, orphelins. (Anvers, J. Bellere, 1567).

Au cours de la période des « relevailles » de la mère, qui dure une quarantaine de jours après son accouchement, c'est le père qui, en plus de son travail, s'occupe de tout le quotidien de la maison et de la famille, à moins qu'il puisse payer une servante pour le faire, ce qui n'est pas le cas de la majorité des familles. Si les autres enfants sont assez âgés, ils participent aux soins des petits. Le père a un rôle important dans les soins, l'éducation, la protection et la formation des enfants. Dans les milieux populaires, il donne le bain aux bébés, leur fait et donne à manger, il joue avec eux, les surveille et les soigne. C'est cependant la mère qui fait le plus gros du travail autour des jeunes enfants. L'allaitement dure longtemps. L'éducation morale et religieuse des enfants est essentiellement faite par la mère, notamment en milieu rural. En ville, les mères enseignent parfois les bases de l'instruction intellectuelle à leurs enfants ; les filles aussi peuvent recevoir une éducation et nombre d'épouses de petits artisans du XIIIe siècle savent lire, écrire et compter et aident leur mari. Durant l'enfance, filles et garçons des paysans accompagnent leur père pour les travaux des champs, aux vendanges ou marché pour vendre les produits. Filles et garçons sont égaux face aux tâches domestiques, seul l'aîné de tous les enfants a une responsabilité supplémentaire qui est de veiller sur les autres. Cependant, les rôles des enfants leur sont appris : les filles restent davantage dans l'espace de la ferme pour seconder leur mère, tandis que les garçons dès 8 à 10 ans aident leur père dans les champs, au bois, pour la tonte des moutons, au marché et apprennent les gestes et implications de son métier. Les filles peuvent aussi être amenées à apprendre des métiers de fileuse, tisseuse, couseuse de toile de lin, broderie, décorations en perles, etc..
Bien que la naissance d'un garçon comme premier-né soit socialement plus valorisée que celle d'une fille, du fait d'une organisation sociale dans laquelle le mariage des filles coûte cher, les enfants des deux sexes sont généralement autant aimés les uns que les autres. Les filles sont éduquées dans la perspective de développer des qualités morales, la fidélité à leurs parents et sont complimentées sur certaines de leurs caractéristiques physiques (beauté ou robustesse, par exemple). Dans certains systèmes juridiques d'héritage, en France et en Europe, elles sont placées à l'égal des garçons, mais pas dans tous.
Dans les familles les plus pauvres, les nouveau-nés sont installés dans un couffin d'osier mis dans le lit conjugal ou suspendu au-dessus dans un hamac. Les artisans qui peuvent se le permettre achètent un berceau. Les enfants des citadins les plus riches ont une chambre bien à eux, dans un lieu abrité et aéré de l'habitation et avec du mobilier adapté à leur taille. Les vêtements sont spécifiques mais asexués jusqu'à ce que l'enfant ait 2 à 3 ans. Les familles pauvres comptent des jouets fabriqués avec des objets de récupération ou issus de la nature, parfois fabriqués par les parents à temps perdu, et des poupées de chiffons et de paille ; les petits jouent dans la nature et participent aux fêtes et aux danses. Les enfants des familles riches ont eux nombre de jouets : dînettes, poupées, sculptées, soldats de plomb, et ils peuvent assister aux spectacles de marionnettes. Certains jouets préparent aux métiers et rôles sociaux qu'auront les enfants plus tard, en fonction de leur famille et de leur milieu : charrettes en bois miniatures pour le paysan, bateaux en bois pour le marin.
Le sentiment de l'enfance au Moyen Âge est aussi lié au culte religieux et à l'image de l'Enfant Jésus et de sa famille.
Au Moyen Âge, en Europe occidentale, à 12 ans les filles deviennent majeures, tandis que les garçons entrent dans une période de pré-majorité qui dure jusqu'à leurs 14 ans,.

### L'accès à l'instruction dépend de la situation familiale

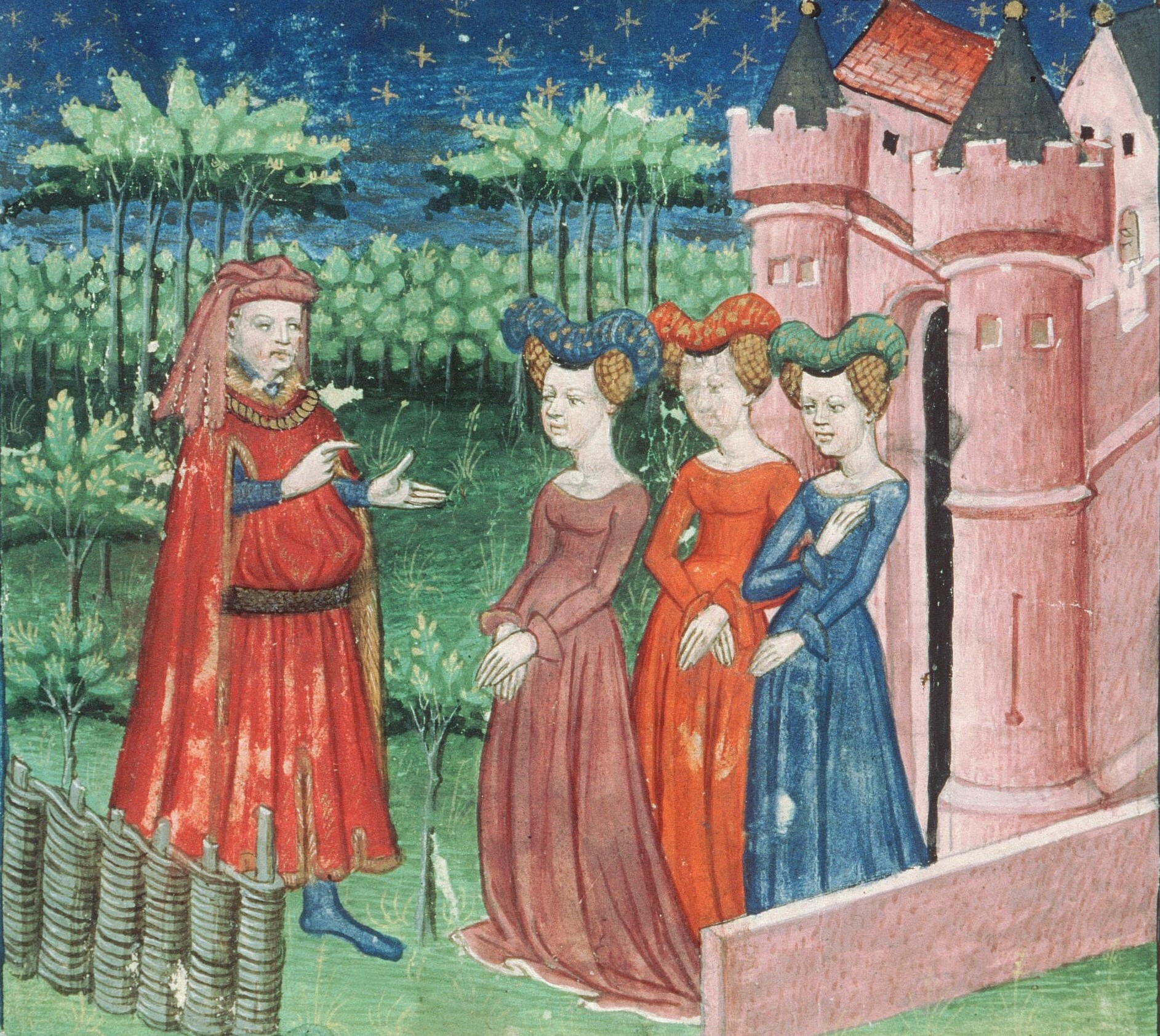
Geoffroi de La Tour Landry enseignant à ses filles, enluminure d'un manuscrit du Livre pour l'enseignement de ses filles, un traité didactique du XIV écrit à l'intention des jeunes filles nobles.

Ce sont les parents et les nourrices qui permettent les premiers apprentissages des enfants. Quand vient l'âge d'apprendre les bonnes manières, les aristocrates utilisent pour certains les conseils de traités, livres dont l'usage se répand ensuite auprès des bourgeois citadins au XIIIe siècle. L'enseignement religieux fait également partie de l'éducation. Dans le peuple, la différence d'éducation entre les filles et certains garçons se fait par la suite, les garçons pouvant continuer leur instruction religieuse au presbytère en vue du sacerdoce.
Bien que plusieurs universités aient été créées à la fin du XIIe siècle, les femmes n'y ont pas accès, ni pour étudier, ni pour enseigner.
Les auteurs médiévaux ne sont pas unanimes sur les apprentissages féminins. Certains prétendent qu'il ne faut surtout pas apprendre quoi que ce soit aux filles, comme Philippe de Novare qui écrit vers le milieu du XIIIe siècle : « Il n'est pas bien que les filles sachent lire et écrire, à moins de vouloir être religieuse car elles peuvent, lorsque l'âge viendra, écrire ou recevoir des billets doux ». À la même époque, parmi les religieux, le dominicain Vincent de Beauvais est, au contraire, tout à fait favorable à l'éducation des filles pour leur éviter d'avoir des mauvaises pensées. Un siècle et demi plus tard, Christine de Pisan, dans La Cité des Dames, défend une égalité des dispositions naturelles : « Si c'était la coutume d'envoyer les petites filles à l'école et de leur enseigner méthodiquement les sciences comme on le fait pour les garçons, elles apprendraient et comprendraient les difficultés de tous les arts et de toutes les sciences aussi bien qu'eux ». En revanche, tout le monde est d'accord pour dire que le latin n'est pas une affaire de femmes. Le chevalier de La Tour Landry écrit pour ses filles un traité d'éducation morale entre 1371 et 1373, où il explique qu'elle doivent apprendre le français. À la fin du XIVe siècle, l'auteur du Ménagier de Paris conseille aussi à sa jeune épouse de lire des romans, « de bons livres en françois ».

### Le mariage

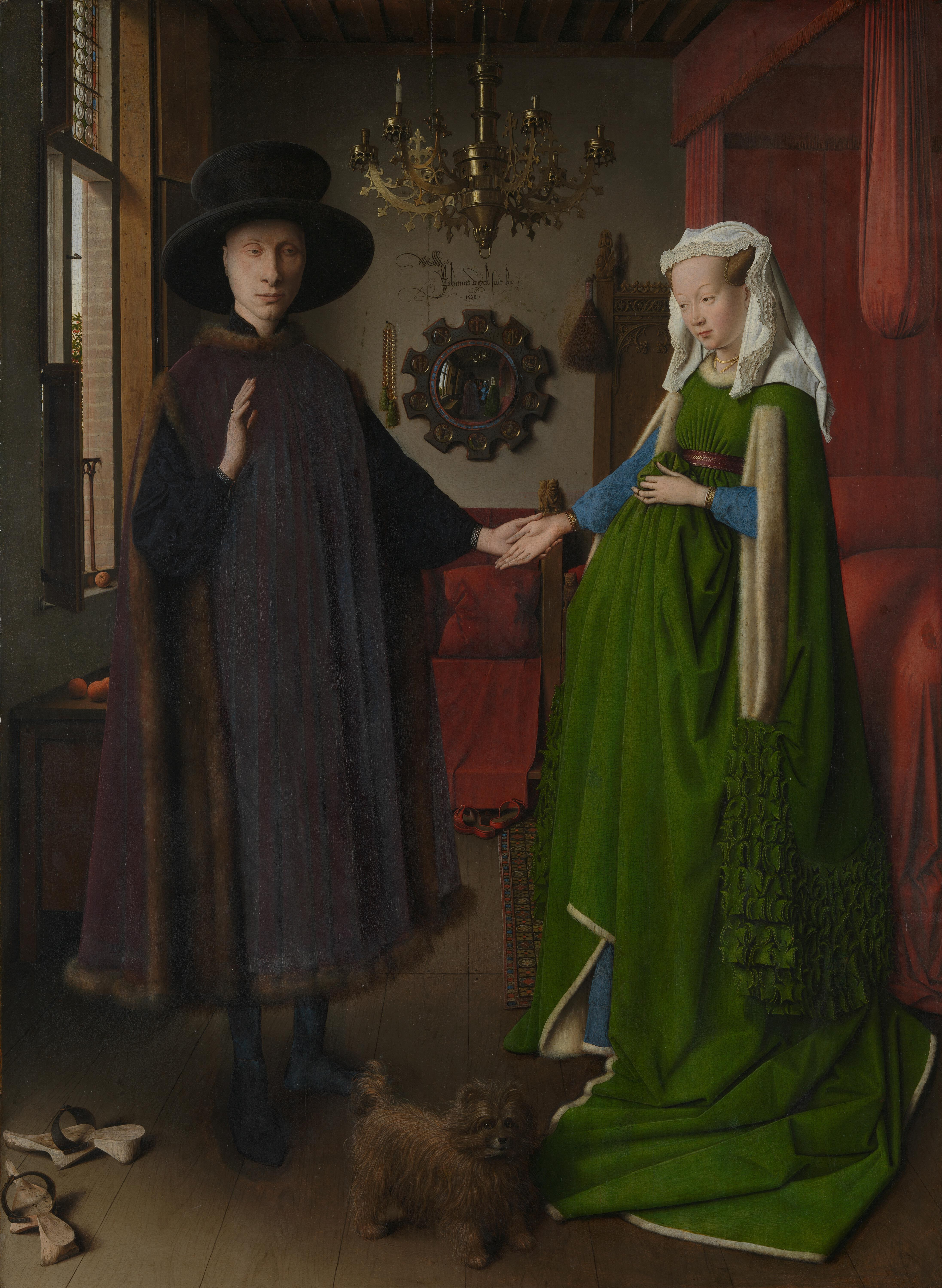
Sans titre, dit en français Le Mariage des Arnolfini, Les Époux Arnolfini, ou Arnolfini et sa femme. Portrait par Jan van Eyck datant de 1434.

Vers la fin du Moyen Âge, l'âge minimum des fiançailles est fixé à 7 ans et l'âge du mariage à 12 ans par le droit ecclésiastique. Les garçons ne peuvent pas se marier avant 14 ans. L'Église a pourtant la possibilité de faire des exceptions lorsque l'union peut rétablir la paix entre deux familles. Se marier jeune est normal à cette époque où la durée de vie et donc la durée de la jeunesse sont très courtes. Pendant l'Ancien Régime, il n'y a plus que 4 % de femmes qui se marient avant 17 ans. Les femmes les plus jeunes sont majoritairement issues de classes élevées, et se marient avec des hommes souvent beaucoup plus âgés. Dans les familles plus modestes, les mariés ont des âges plus proches. Les âges moyens au mariage durant les trois derniers siècles du Moyen Age sont entre 17 et 19 ans pour les filles et entre 27 et 30 ans pour les garçons.
Saint Augustin a exprimé en trois mots les objectifs du mariage : progéniture, fidélité, sacrement. La progéniture n'est elle-même pas indispensable, aucune disposition du croit canon n'interdisant de se marier passé l'« âge canonique ». La stérilité n'entraîne pas la nullité d'un mariage, bien que sa non-consommation puisse le faire.
L'amour n'est pas un fondement de l'union, mais un effet fréquent de vie commune, comme dans une famille. Le mariage est vu précisément comme une union de deux familles, qui apaise les disputes et y entraîne souvent la paix. Comme dans les sociétés primitives, donner une femme en mariage est la plus commune et plus simple méthode de forger des liens entre clans et nations. Elle l'est aussi de constituer un patrimoine apportant une meilleure sécurité dans un monde incertain.
Des cadeaux, champs, troupeaux, familles de travailleurs liés au domaine ou bijoux sont parfois offerts pour dédommager la famille de la femme. Mais parfois offerts par celle-ci, certaines sociétés estimant que la femme sera tellement chère à entretenir que son père doit payer pour s'en défaire. Les biens apportés par le mari sont appelés « douaire ». Ceux déboursés par la famille de la mariée, « dot ». Ces pratiques sont si courantes, qu'un mariage sans dot ou douaire n'est pas considéré comme valable. Les pauvres s'échangent aussi des biens pour le mariage, même si ces cadeaux ne sont alors que symboliques. Les transactions matérielles sont bien au centre de l'engagement. Le banquet de noces où se retrouvent parents, alliés et amis fait partie du même rite. Les familles dépensent sans compter pour satisfaire les convives en nourriture, vins et spectacles.
La douaire étant majoritaire en Occident au début du Moyen Âge, il est remplacé peu à peu par la dot vers le XIIe siècle. Ce changement bouleverse la nature sociale du mariage et les stratégies matrimoniales. Alors que le douaire était relatif à l'hypergamie, les femmes épousant des hommes de rang inférieur, et que la femme en est l'usufruitière, la dot rend l'hypogamie majoritaire, ce n'est alors plus un jeune homme ambitieux qui achète son ascension sociale, mais la famille de la mariée. La femme est donc inférieure à son mari, ce qui détériore sa condition. Les filles dotées n'ont plus accès à l'héritage de leur père, les maris ont plus de pouvoir sur les biens de leur couple et quelquefois même la tutelle ou curatelle des enfants est retiré aux mères veuves. Si le mari meurt avant l'épouse, la dot revient à l'épouse ou à ses parents. La femme est alors presque considérée comme une mineure tout le long de sa vie, passant de l'autorité de son père à celle de son mari.
Mais à cette époque se répand aussi la théorie du libre consentement, nécessaire à la validité du mariage. L'égalité des époux est posée dans l'échange des consentements, mais la femme reste pourtant sous l'autorité de son mari. L'homme endosse la responsabilité de l'honneur de la famille en même temps que la charge de défendre celle-ci. Son épouse lui doit obéissance et donc soumission. L'époux règne par principe sur sa famille, même s"il ne la gouverne pas toujours, comme le montre la Farce du Cuvier. Les châtiments physiques sont admis dans les classes sociales n'ayant pas de rang à tenir devant leur domesticité, ce qui explique une grande tolérance de la société d'alors pour la violence conjugale. Le mari est même autorisé à tuer sa femme en cas d'adultère, la condamnation d'un homme à travailler quinze ans pour élever l'enfant d'un autre au détriment des siens étant jugée inacceptable. À la Réforme, le statut d'épouse est revalorisé. La responsabilité est partagée et le père de famille doit être juste, ce qui exclut toute tyrannie. À la seconde moitié du XVIe siècle, les autorités séculaires réduisent l'arbitraire parental en diminuant l'influence des parents sur le choix du conjoint de leur enfant. Elles offrent aussi plus de débouchés aux femmes qui dénoncent leur mari comme étant violent.
Après le mariage, la femme est accueillie dans la famille de son mari. Elle doit alors honorer ses beaux-parents. Facteur d'une bonne entente dans le couple, cette attention consiste à manifester son respect en paroles et gestes humbles, à ne jamais créer de conflit et à chercher à éliminer toutes leurs causes par la douceur et la gentillesse. La femme doit à ses beaux-parents les mêmes égards qu'à ses propres parents. L'épouse est obligée d'aimer son mari. Cela résume en quelque sorte les devoirs de la femme à son époux. L'amour de la femme devant être parfait, l'homme ne doit quant à lui qu'aimer avec retenue, plus avec jugement qu'avec passion, ce qui entraînerait la jalousie et même la folie.
La maison est typiquement l'espace de la femme. Elle contrôle le travail domestique et s'occupe de tout le reste. Elle file, tisse, soigne, nettoie, prend soin des animaux et accueille les amis de son mari. Elle doit aussi s'occuper des enfants et des serviteurs. Sans se mettre en travers de l'autorité de son mari, elle prend en charge l'instruction, le contrôle moral et l'affection dus aux serviteurs.
Le divorce est interdit par l’Église, cependant, des séparations existent dans l'aristocratie (séparations géographiques, fuites, entrée au couvent, etc.).
Lorsque l'un des membres du couple meurt, ce qui est plus souvent le cas du père, l'autre époux doit souvent se remarier, notamment les femmes ayant charge d'enfant. Les beaux-pères et belles-mères (ou « marâtres ») sont donc nombreux.

Les scènes de mariage représentées dans les manuscrits et en enluminures
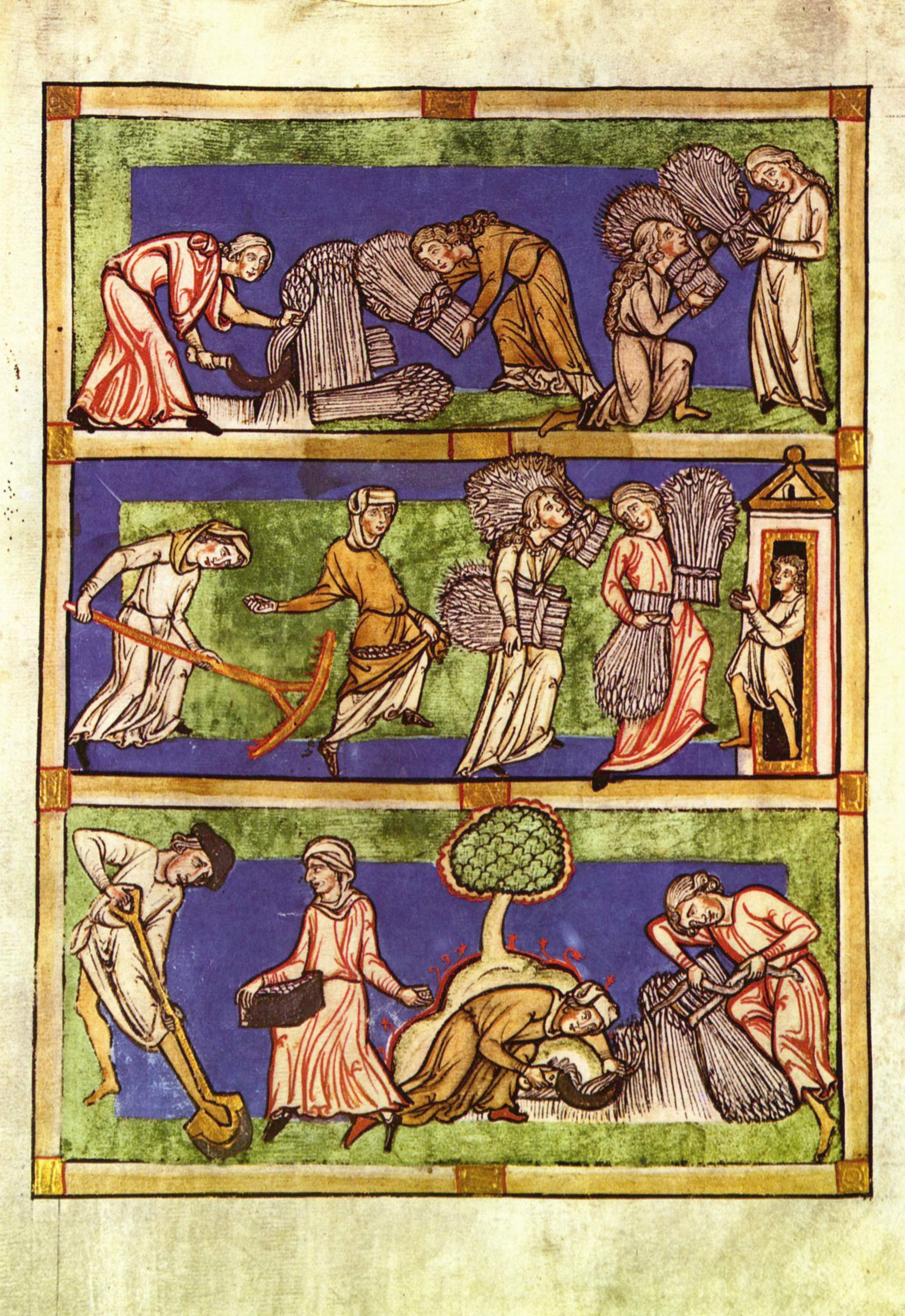
Fragment de Speculum Viriginum datant de la fin du XIIIe siècle ou du début du XIVe siècle. Illustration montrant dans une allégorie la "triple condition des femmes" : vierges, veuves et épouses.
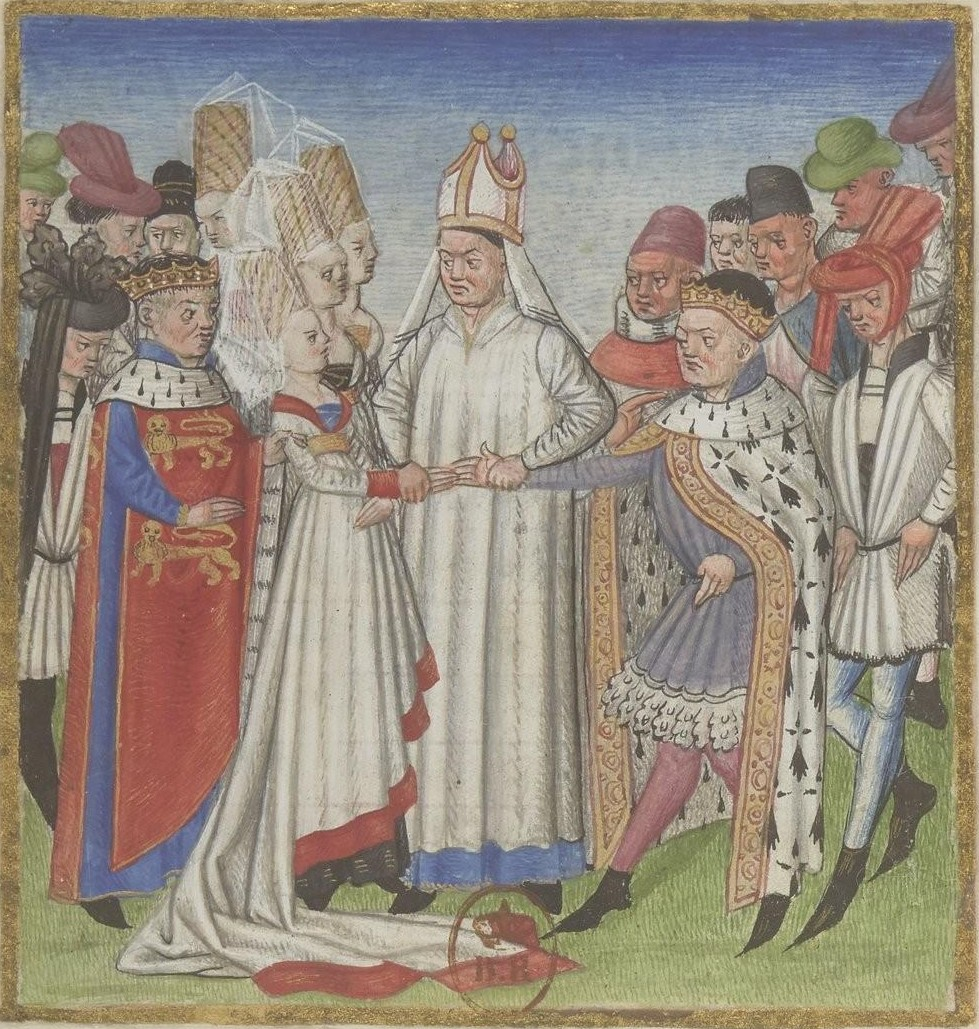
Enluminure de 1460 représentant le mariage (vers 996) de Geoffroi, comte de Rennes et duc de Bretagne avec Havoise de Normandie, sœur de Richard II, duc de Normandie.
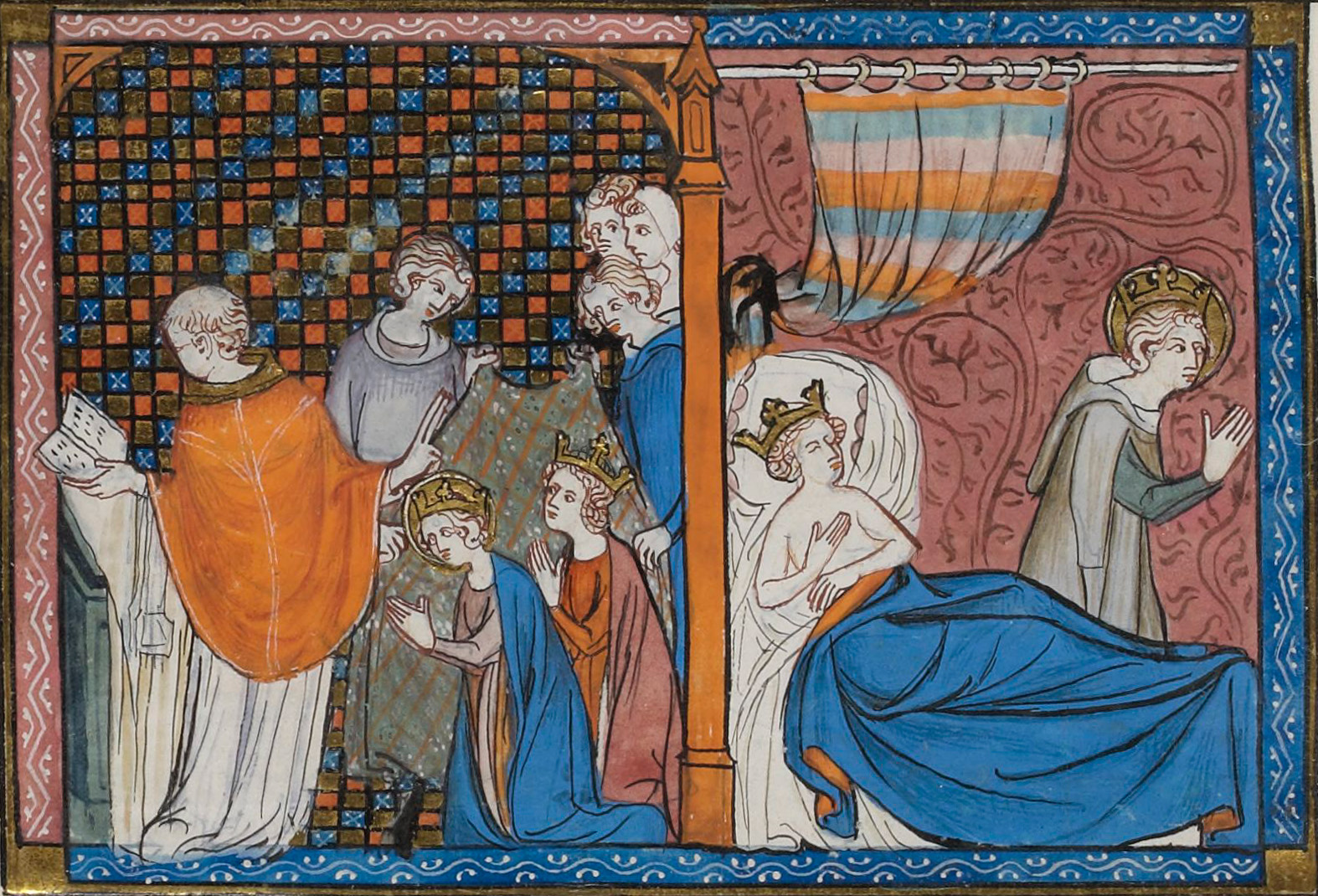
Mariage de (1214-1270) et de Marguerite de Provence (1221-1295). Saint Louis (Louis IX) pratiquant l'abstinence. Miniature extraite de Vie et miracles de saint Louis.
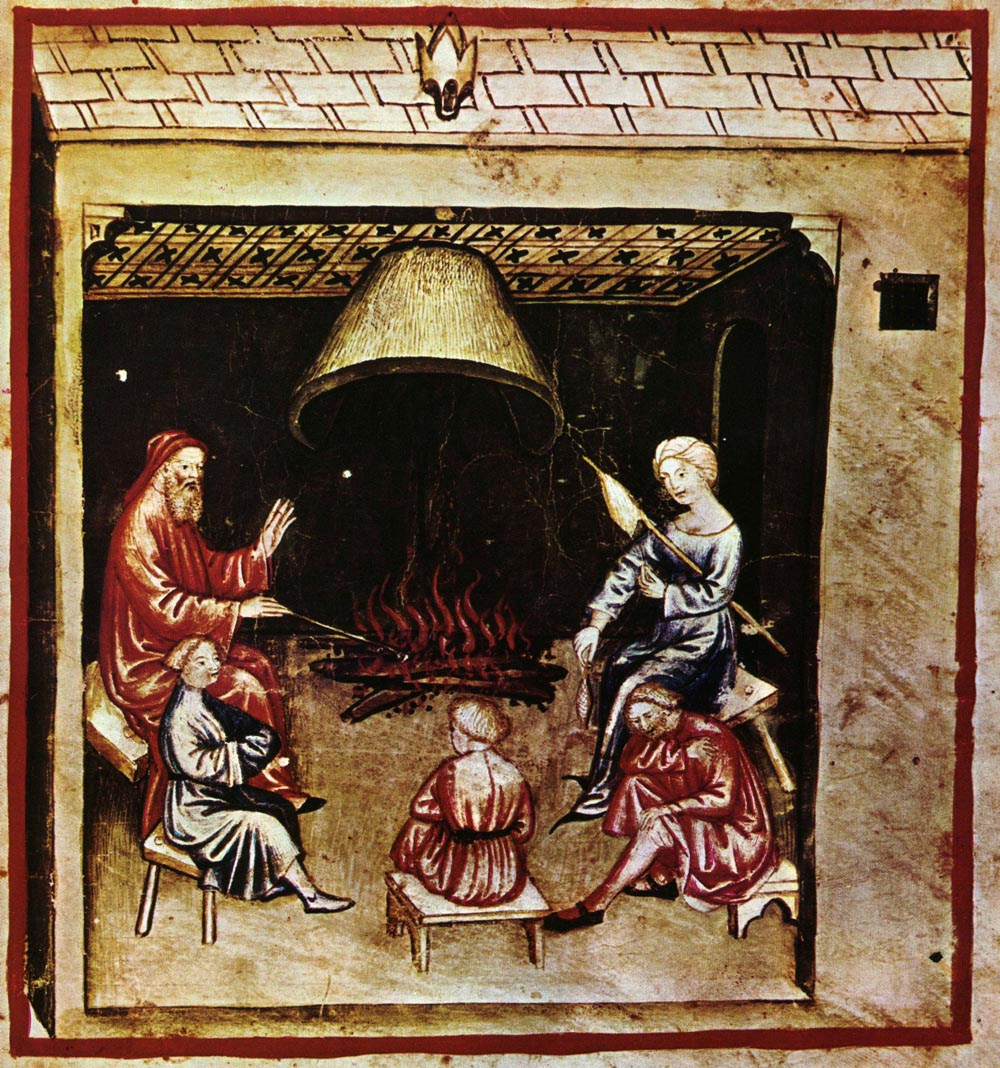
Enluminure représentant une veillée familiale, dans le Tacuinum sanitatis.
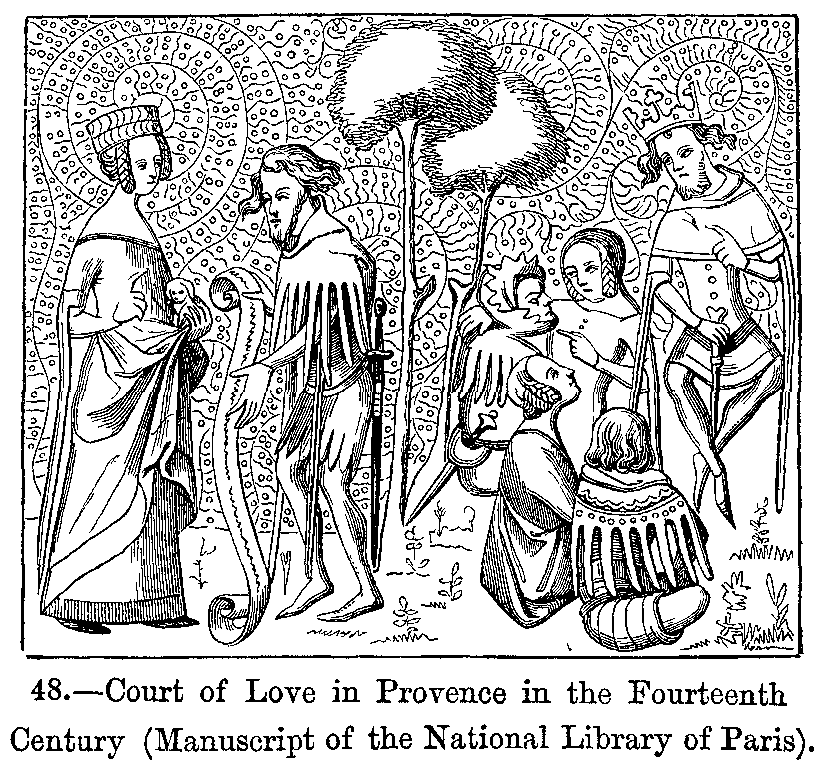
Cour d'amour en Provence, Manuscrit du XIVe siècle, Bibliothèque nationale de Paris.
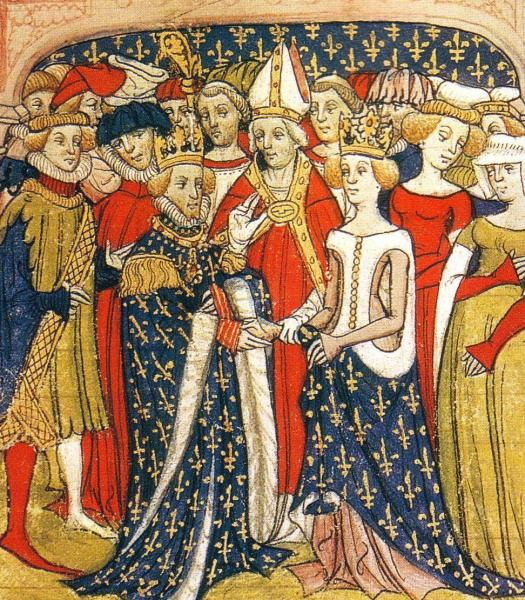
Mariage en 1274 de Marie de Brabant et du roi Philippe III de France. Manuscrit des Chroniques de France ou de Saint Denis datant de la fin du XIVe siècle.

### La maternité

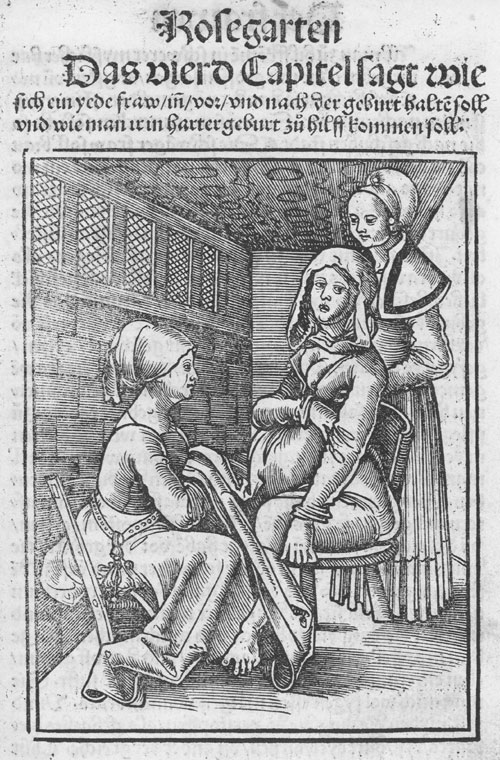
Une femme donnant naissance sur une chaise d'accouchement, Eucharius Rösslin, Der Swangern frawen vnd hebamme(n) roszgarte(n), 1515.

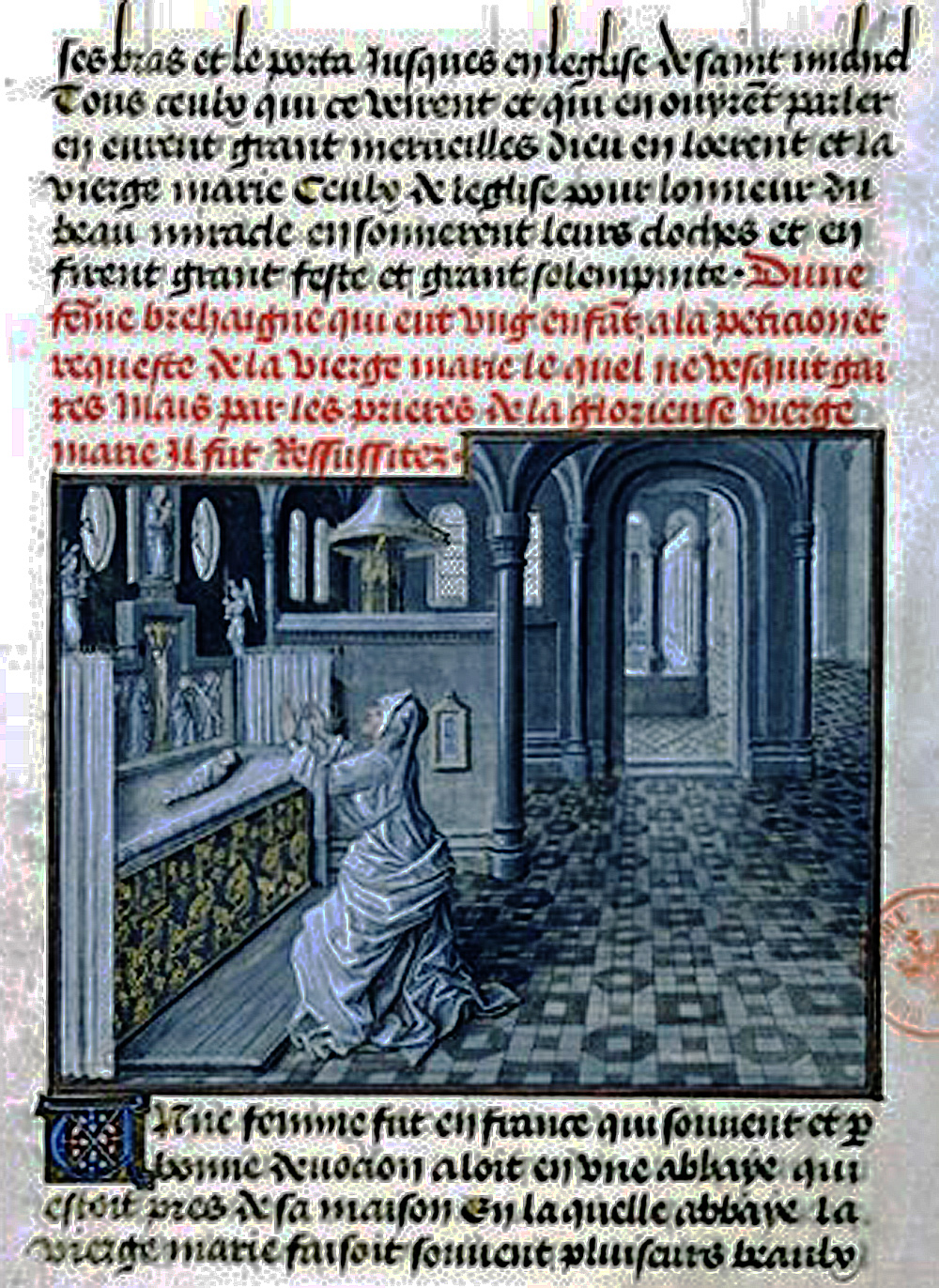
Un nouveau-né emmailloté, défunt, est déposé sur l'autel dans un sanctuaire dédié à la Vierge Marie, protectrice des enfants. La mère est en prière dans l'espoir d'une résurrection. Gauthier de Coincy (1178-1236), Miracles de Notre Dame, Flandre, exemplaire du milieu du XVe siècle.

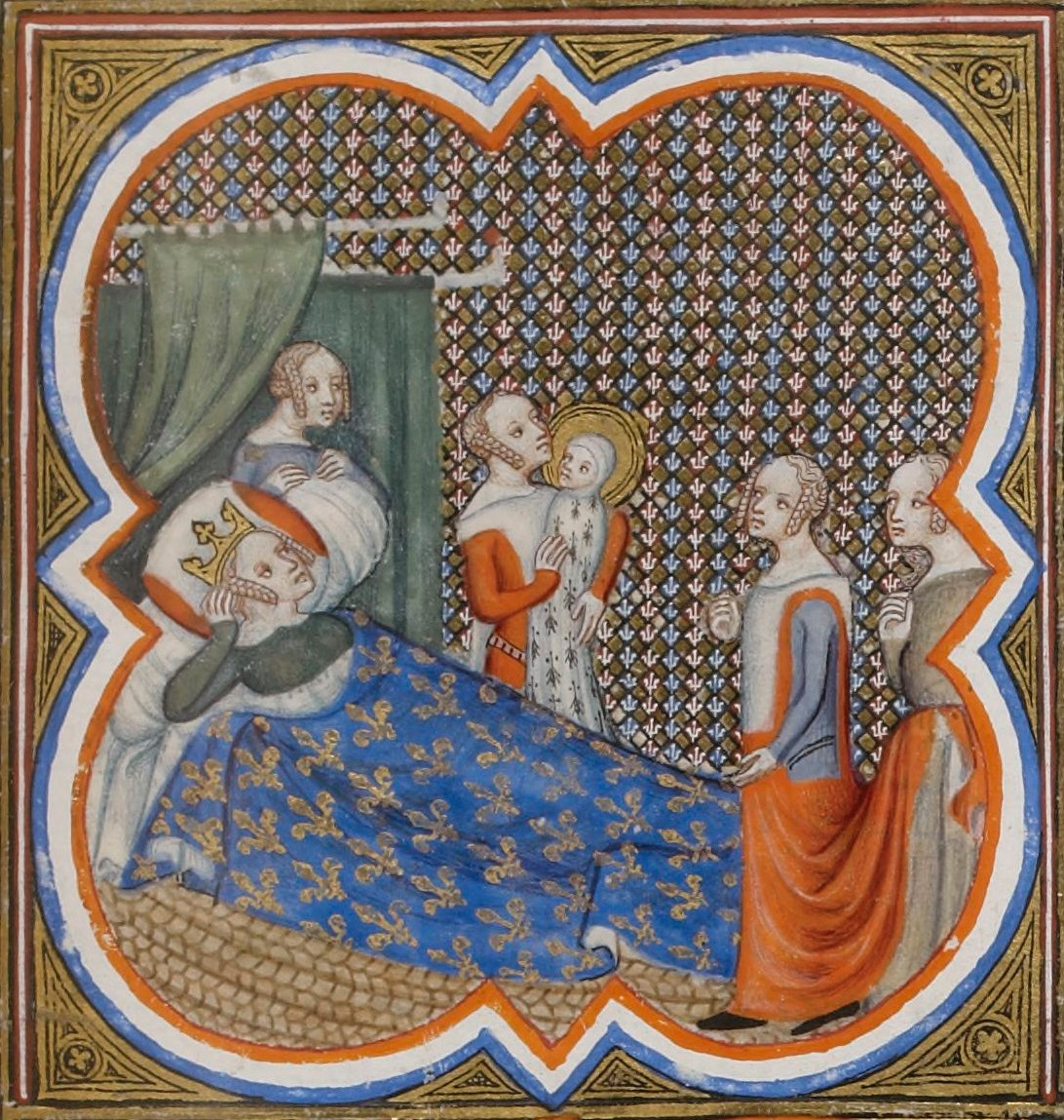
La naissance du futur roi de France Saint Louis (1214-1270), sa mère étant Blanche de Castille, enluminure du XIVe siècle.

Au Moyen Âge, la maternité est l'un des devoirs principaux de la femme mariée. Les femmes stériles sont alors parfois répudiées après des années de mariage non fécond.
Dans les classes supérieures, les mères ne sont pas forcées de veiller constamment aux besoins de leurs enfants. Les nourrices et les domestiques s'occupaient souvent de nettoyer, baigner, langer et nourrir les bébés. Comme les femmes sont de plus mariées très tôt, cela amène de nombreuses naissances, en moyenne de 8 à 10.
Les femmes de milieu artisan ou paysan s'occupent bien plus de leur progéniture. Aussi, la descendance est moins nombreuse que dans la noblesse. Malgré tout, il n'est pas toujours facile de conjuguer travail obligatoire et soins aux enfants. Les plus jeunes, laissés sans surveillance, sont donc souvent victimes d'accidents. À partir de 4 ans, ils commencent à aider leurs mères dans le travail de la maison ou du jardin.
Les enfants ont comme première fonction d'assurer les vieux jours de leurs parents[réf. nécessaire]. Nombre d'enfants sont désirés et ensuite entourés d'affection par leurs parents.
Les techniques utilisées lors des accouchements sont très peu documentées. En tout cas, quelle que soit leur origine sociale, les femmes appréhendaient leurs couches. La position d'accouchement est assise, ou accroupie. À cette époque et pendant longtemps, l'accouchement engendre de nombreux risques. Les sages-femmes, aussi appelées ventrières, et les matrones n'ont qu'accès à des méthodes limitées. Elles exercent leur activité par solidarité, avec en contre-partie des subsides fournis par la famille. La césarienne, par exemple, n'est autorisée que sur des femmes mortes. Toutefois elle connaissent des gestes tels que le retournement du bébé in utero, et la technique consistant à découper un enfant mort in utero pour l'en extraire est connue. Le nombre de femmes mortes en couches est donc très élevé. Il arrive souvent que la naissance se passe mal (la moindre complication, une présentation par le siège, un bras sorti avant la tête ou la présence de jumeaux provoquent souvent la mort de la mère épuisée par des heures de souffrance ainsi que celle du bébé). Alors que les sages-femmes ont le monopole de l’accouchement, à la fin du Moyen Âge, et que leur activité se professionnalise (à partir du XIIIe siècle apprentissage jusqu'à 3  ans auprès d'une autre sage-femme, rémunération par certaines municipalités), les médecins qui l’acceptent mal tentent de prendre le contrôle de l’obstétrique, sans tout à fait y parvenir d’ailleurs. Les sages-femmes restent les maîtresses du jeu, mais elles sont désormais étroitement surveillées par les autorités ecclésiastiques et civiles.
Les moyens de contraception de l'époque étant très illusoires, les femmes ne pouvant ou ne voulant pas assumer une grossesse ou une naissance sont parfois obligées d'avorter, de tuer ou d'abandonner leurs enfants à la naissance. La difficulté de l'avortement vient de l'impossibilité de déterminer assez rapidement que la femme est enceinte. Les risques sont alors de plus en plus importants. La plupart du temps, la mère meurt en même temps que le fœtus. Le meurtre ou l'abandon sont donc sûrement plus pratiqués, bien qu'ils soient aussi dangereux, l'Église ou les lois laïques les condamnant à mort. L'abandon d'enfant était la solution ultime des pauvres, surtout dans les villes. Même les pires menaces ne dissuadaient pas les mères désespérées. Vers la fin du XIVe siècle, des orphelinats et des hospices pour enfants abandonnés commencent à apparaître dans les villes.
La mortalité infantile, en raison de diverses causes, atteint en moyenne un enfant sur trois avant l'âge de 5 ans, mais le taux varie fortement selon les périodes. Durant la Peste noire de 1348, presque tous les enfants meurent. La mort d'un enfant est une grande douleur pour chacun de ses deux parents. Sur tout le Moyen Âge, une personne sur deux seulement atteindra l'âge de 20 ans.

## Travail et métiers pour la majorité des femmes à l'époque médiévale

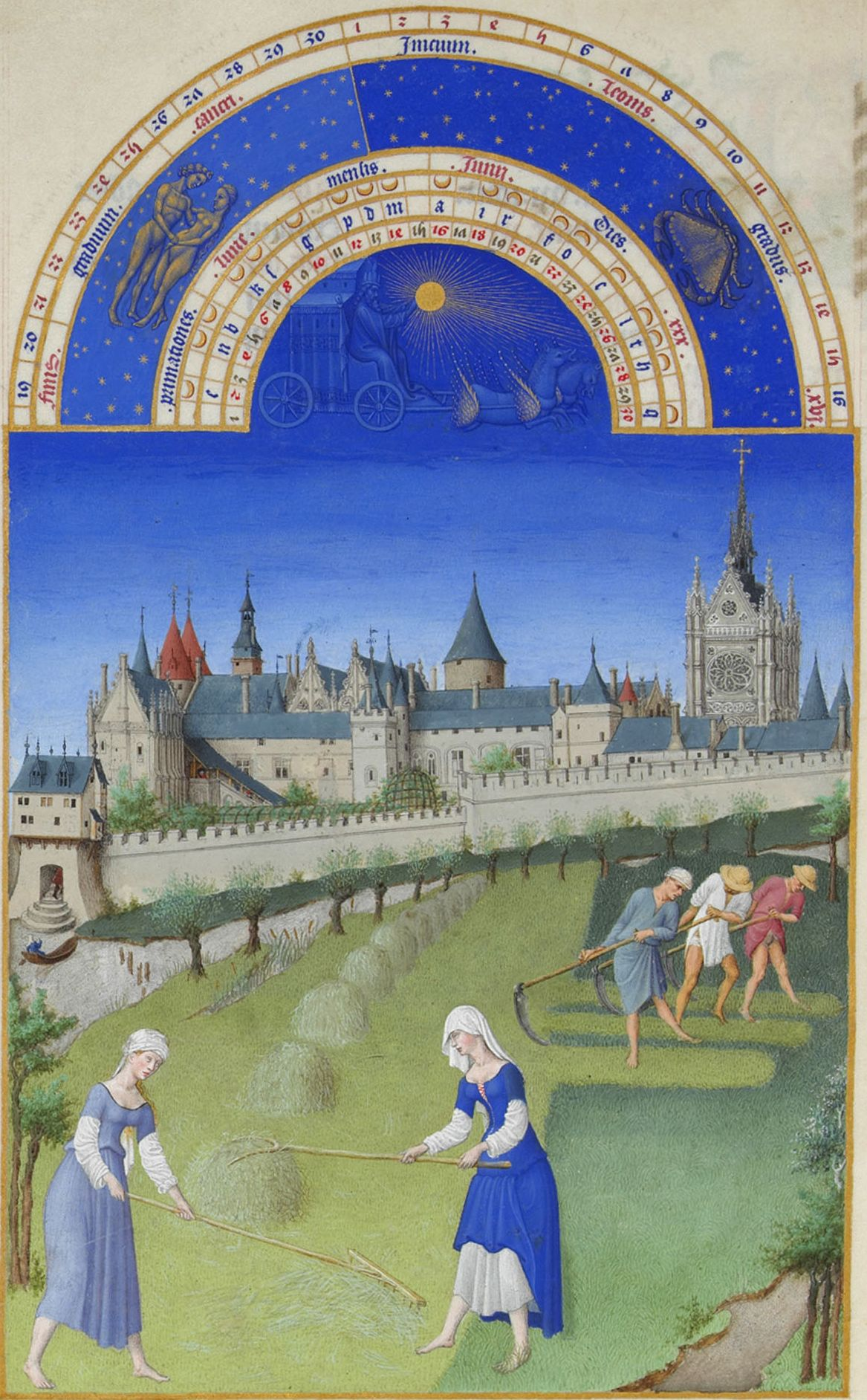
Les Très Riches Heures du duc de Berry Folio 6, verso : juin. Scène de fenaison. Au premier plan, une femme râtelle du foin et une autre le met en meule à l'aide d'une fourche, au second plan, trois faucheurs forment des andains.

Les jeunes filles sont destinées à se former en attendant le mariage, à des travaux ménagers ou féminins. Souvent, elles sont dans un premier temps placées dans d’autres familles pour être leur servante et exécuter leurs tâches ménagères afin de se constituer une dot (voir chapitre du mariage). Une fois adultes, elles sont généralement embauchées comme apprenties par des maître(sse)s afin d’être formées et de se spécialiser dans la profession « choisie ». Par contre, à la fin du Moyen Âge, les femmes sont peu à peu évincées du travail artisanal, à cause de la concurrence qu’elles créent : une loi interdit même aux femmes d’exercer une activité artisanale.
Certaines femmes sont nourrices, parfois au domicile de l'enfant qu'elles allaitent et duquel elles contribuent à l'éducation. La nourrice se retrouve dans tous les milieux, aristocrates aussi bien que paysans, dès que la famille de l'enfant a suffisamment de moyens pour la payer.

### Entreprise paysanne, artisanale ou marchande

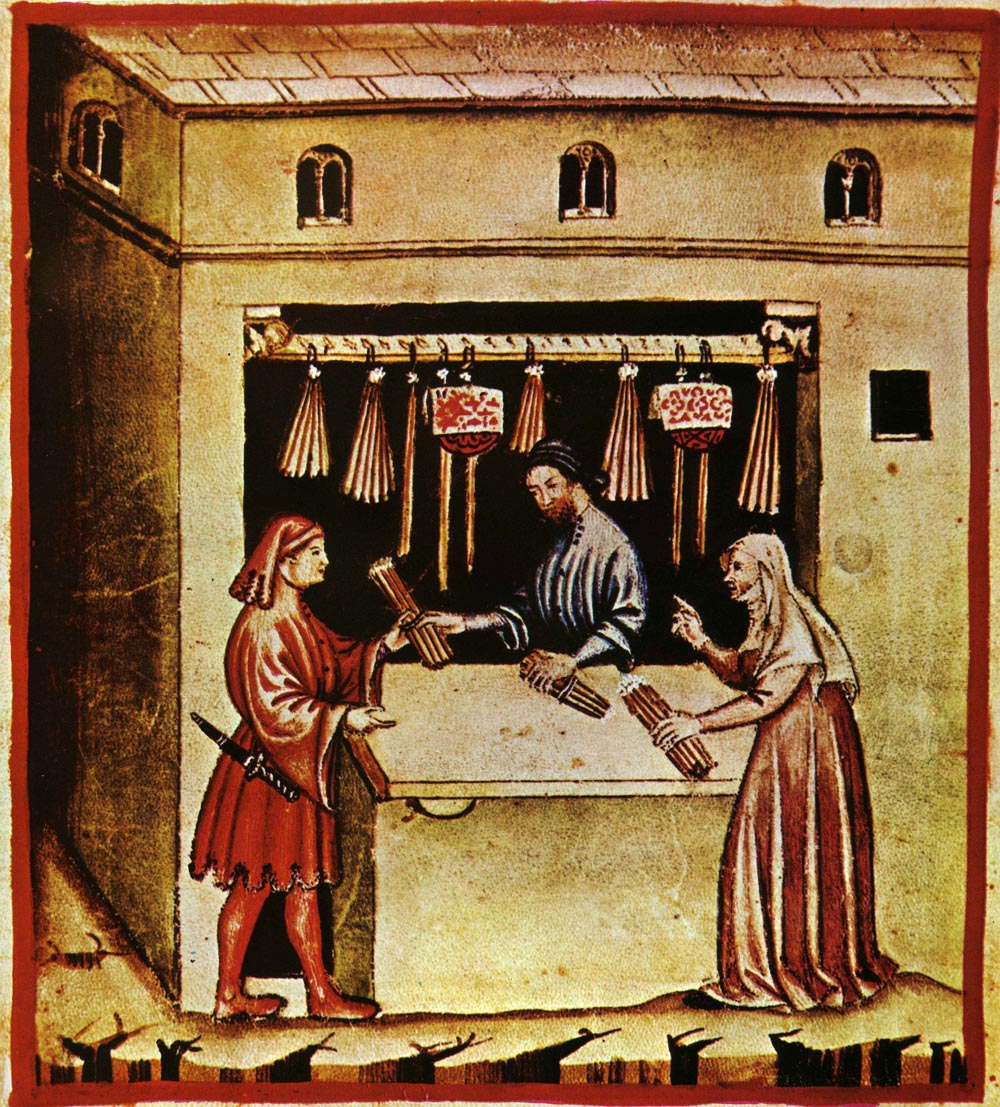
Enluminure représentant une scène de la vie quotidienne dans le Tacuinum sanitatis.

Dans les zones rurales, les femmes travaillent souvent aux champs, tandis qu'en ville elles peuvent être vendeuses de rue ou porteuses d'eau, par exemple.
À la fin du Moyen Âge, la main-d’œuvre féminine tient une place décisive dans l’économie européenne, mais avant cela, au début du XIIe siècle, de nombreuses modifications ont été opérées dans ce domaine. Ces modifications ont permis aux femmes d’exercer un plus grand choix de métiers. Elles travaillent généralement avec leur mari, dans l’entreprise familiale artisanale, marchande ou paysanne.

#### Dans la famille
Cependant, les femmes célibataires doivent rester sous la dépendance d’une famille jusqu’à leur mariage, ou jusqu’à leur mort si elles ne trouvent pas de mari. Durant la même période, la culture des céréales ou des produits agricoles s’intensifie dans le milieu rural, ce qui diminue l’activité artisanale. C’est par ces activités que la campagne se distingue de la ville. Malgré ces modifications, la femme est très souvent cantonnée aux travaux ménagers, à l’éducation de ses enfants, au métiers du secteur du textile, du petit commerce et de l’alimentation et seules les femmes peuvent exercer des métiers dans le milieu de l’obstétrique et de la puériculture.
Dans les entreprises familiales paysannes, les femmes s’occupent principalement de l’élevage, de la fabrication du pain, de la bière, et de la production laitière (sauf si cette production était spécifique à l’entreprise, dans ce cas, l’activité était réservée aux hommes). Le but recherché par les familles est de gagner un maximum d’argent, car leurs revenus sont parfois insuffisants pour leur permettre de vivre et de se nourrir, et on peut constater que dans les milieux où la pauvreté est élevée, 9 travailleuses sur 10 sont des paysannes.
Certaines activités rurales sont essentielles à la production urbaine, comme la culture du lin, ou la viticulture. En ville, certaines femmes font du commerce en vendant ce qu’elles ont elles-mêmes produit (petit commerce), et parfois, elles se regroupent et font alors du grand commerce, mais elles ne doivent pas s’éloigner de leur foyer afin de pouvoir continuer à remplir leurs devoirs familiaux.

#### Hors du milieu familial
Les veuves ou les célibataires sont très pauvres étant donné le très petit salaire qu’elles perçoivent, et pour survivre elles mendient, volent, se prostituent ou se réfugient dans un monastère. Là-bas elles peuvent lire, chanter, filer et tisser.
À la fin du XIIIe siècle, Paris compte par exemple 21 maîtresses d'école qui dirigent des écoles élémentaires de jeunes filles, la séparation filles et garçons étant obligatoire dans les écoles. Les femmes sont également présentes dans l’artisanat, par exemple dans la production de vêtements ou dans la transformation de la laine, mais aussi dans des métiers très éprouvants tels que la métallurgie, le bâtiment ou le brassage de la bière, car elles représentent une main-d’œuvre à très bas prix, bien moins chère que la main-d’œuvre masculine. Dans ces métiers aujourd’hui dits masculins, elles ne sont jamais élevées au rang de maîtresse de métier. Cependant, à certaines époques, elles ont pu entrer dans des corporations d'artisans, parfois avec des droits identiques à ceux des hommes.
À la fin du Moyen Âge, les femmes sont peu à peu évincées du travail artisanal, à cause de la concurrence qu’elles créent. Ce n'est que deux siècles plus tard, en 1688, qu'une loi fut créée par Adrian Beier interdisant aux femmes d’exercer une activité artisanale.

Des exemples de métiers illustrés dans des manuscrits
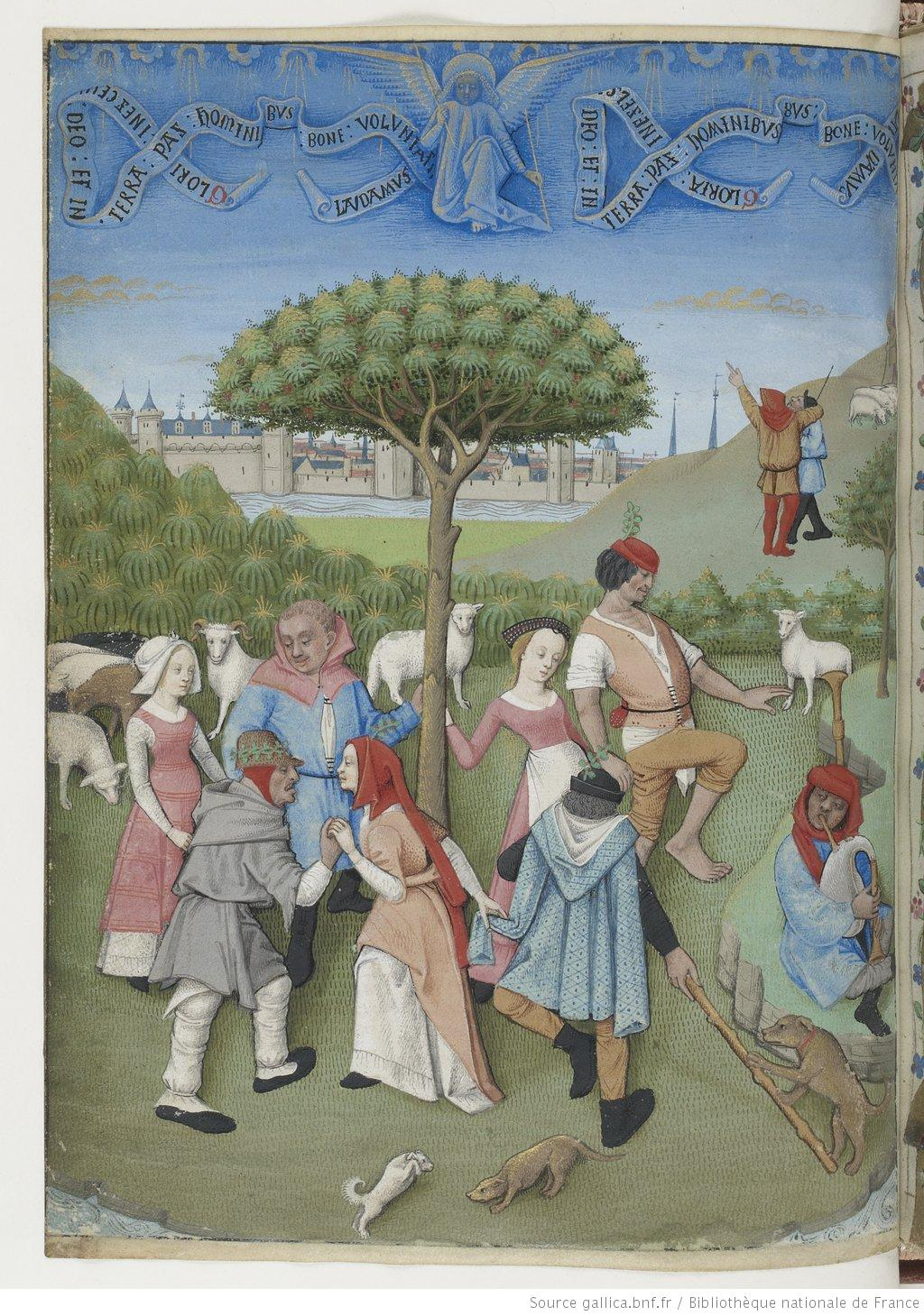
Danse paysanne, Heures de Charles d'Angoulême, livre d'heures datant de la fin du XVe siècle.
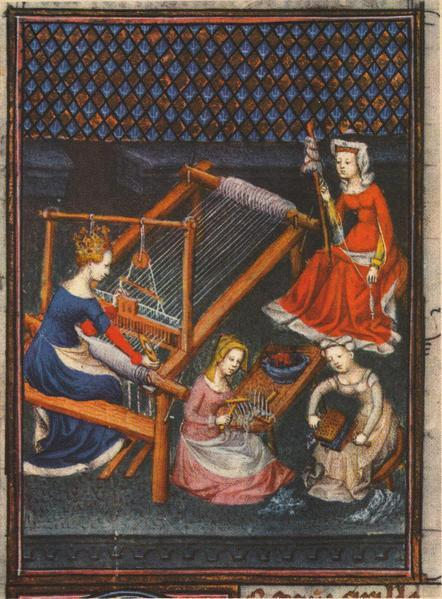
Tisserandes, enluminure du De mulieribus claris, XVe siècle.
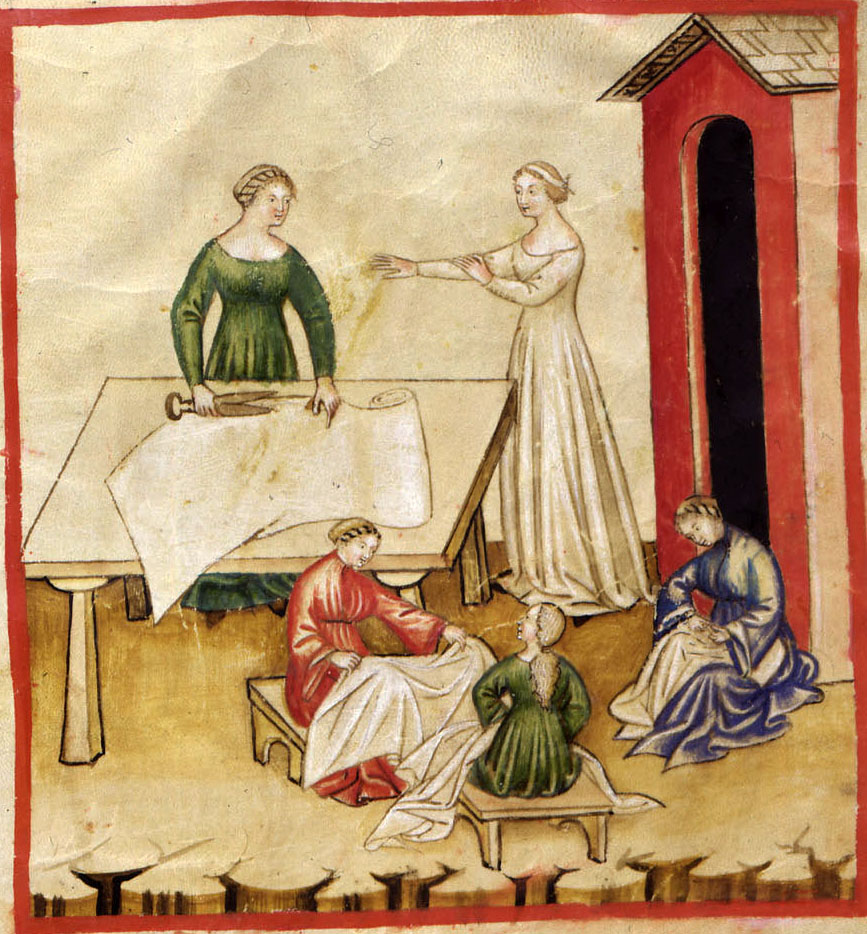
Scène de la vie quotidienne, Tacuinum sanitatis.
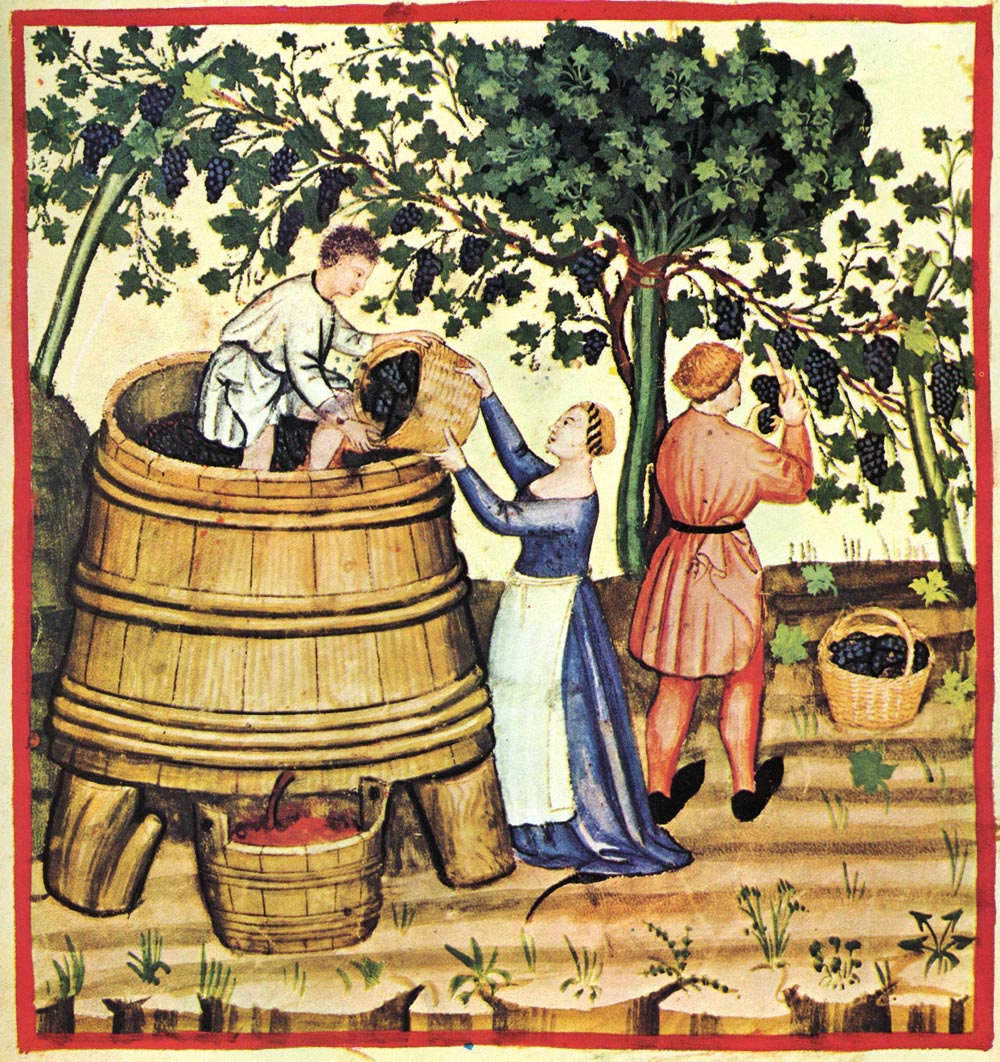
Enluminure dans le Taccuinum Sanitatis, XIVe siècle.
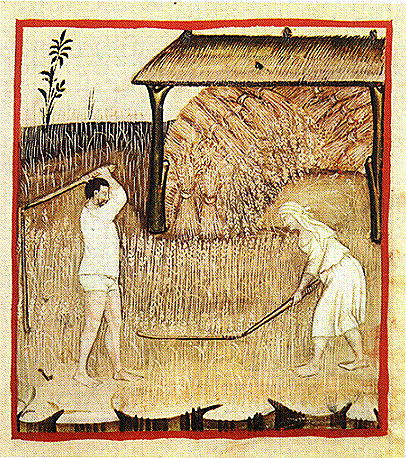
Travaux agricoles.
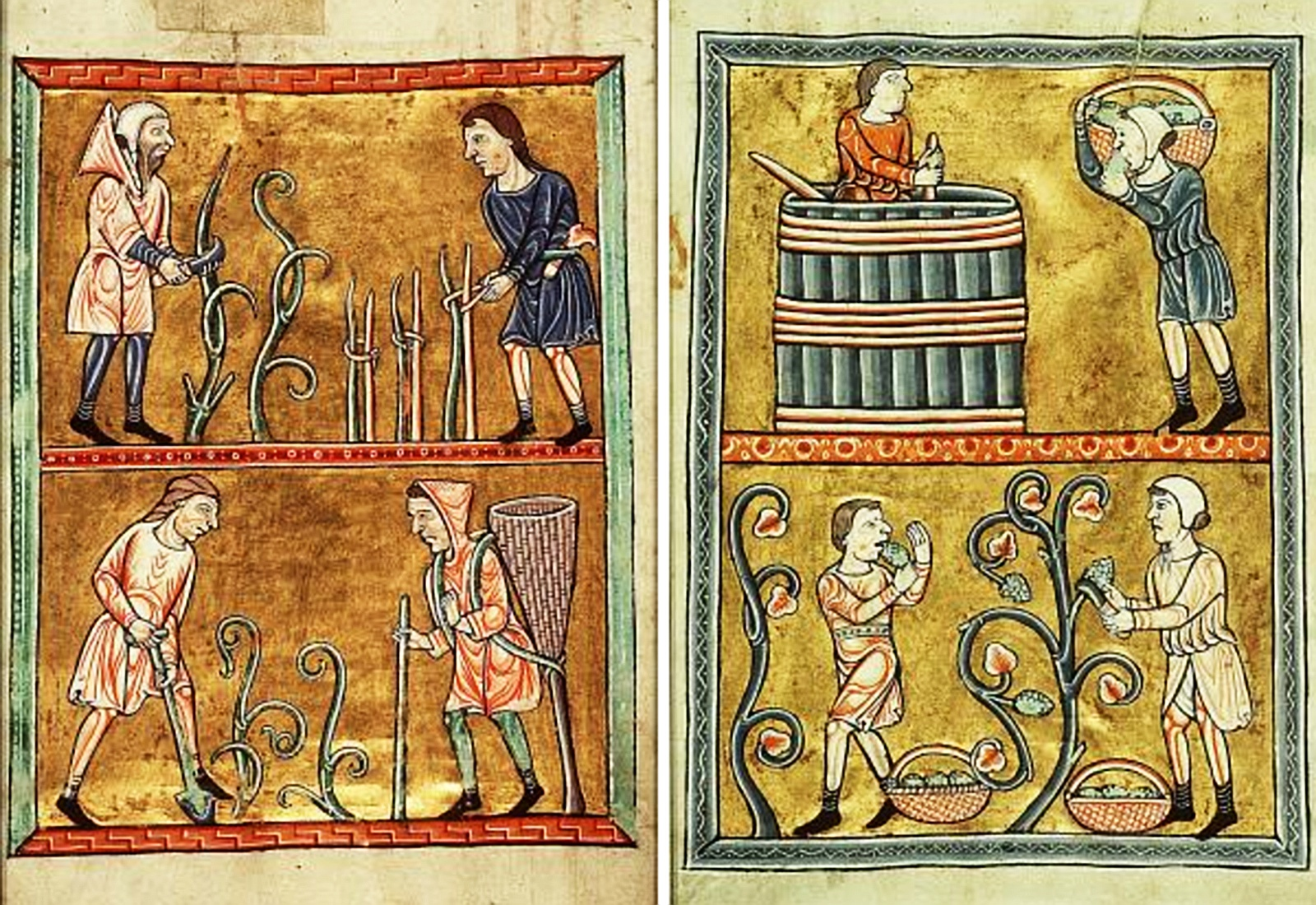
Tacuinum sanitatis : les quatre saisons du travail de la vigne dans un manuscrit du XIIe siècle

## La vie religieuse, une alternative au mariage pour les femmes

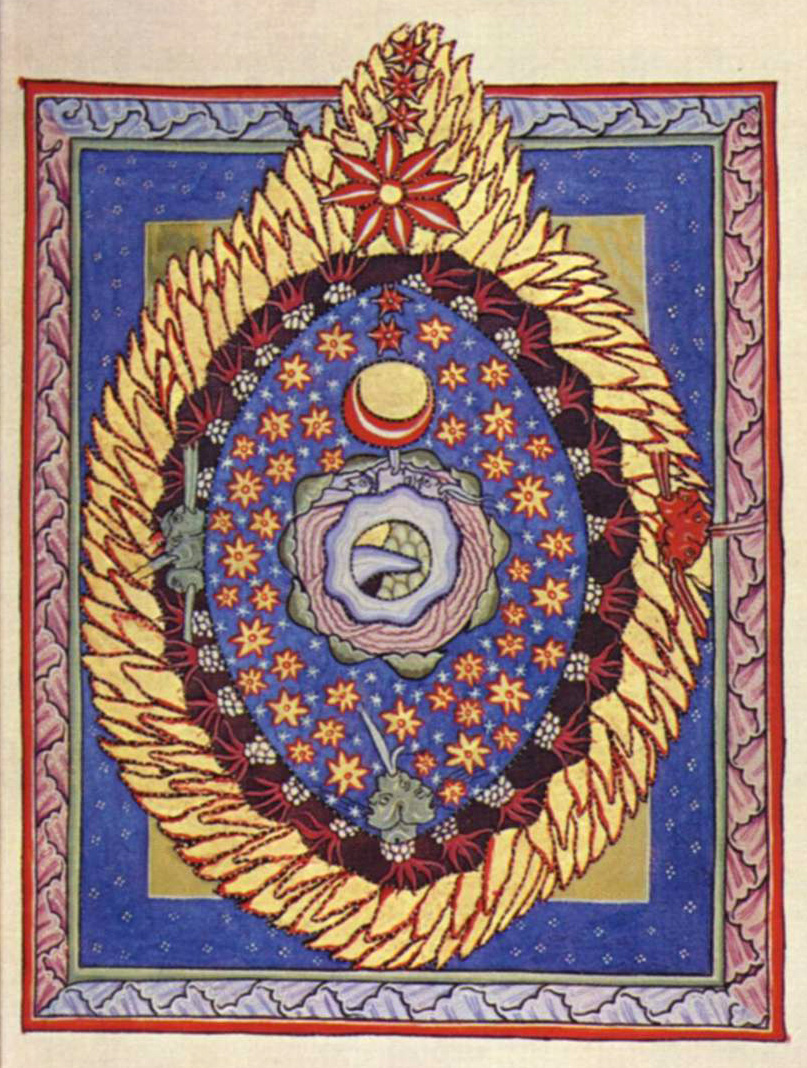
Enluminure dans le Scivias d'Hildegarde de Bingen, manuscrit de 1165.

Au Moyen Âge, la religion permet aux femmes de bonne naissance et aux jeunes filles de riches familles citadines d'acquérir une position influente,. Parfois, des femmes d'origine plus modeste peuvent également acquérir une certaine autorité grâce à leur personnalité. Les couvents constituent donc une occasion de montrer leurs talents et d'acquérir, en dehors du mariage, une certaine reconnaissance de la société.
Depuis le Ve siècle les femmes ont l’interdiction de recevoir les ordres sacrés,[réf. nécessaire]. En revanche les ordres monastiques et les communautés religieuses acceptent les femmes. Elles sont même un nombre très important. En 1760, un abbé dénombre 80 000 religieuses sur 206 000 ecclésiastiques (religieux - religieuse). Ces 80 000 religieuses sont réparties dans 253 abbayes et 64 prieurés qui bénéficient d’une organisation spéciale. À la tête des abbayes il y a l’abbesse qui normalement est élue par les religieuses mais le plus souvent c’est le roi qui la désigne avec le vote de la communauté. Au-dessous de l’abbesse, il y a une prieure qui l’aide dans l’administration et si pour une raison quelconque (maladie, interdite par l’évêque) l’abbesse est incapable d’exercer c’est la prieure qui s’en charge. La prieure prend parfois le nom de coadjutrice ou d’assistante. Une économe ou trésorière est chargée de l’administration financière et de la comptabilité.
Les pouvoirs des abbesses ont été très grands au Moyen Âge, en revanche leurs pouvoirs spirituels sont très limités à cause de l’interdiction aux femmes de recevoir les ordres religieux. Mais, les abbesses les plus importantes ont quand même le droit de nommer les prêtres qui exercent en leur nom les fonctions spirituelles. Des textes formels ont interdit aux abbesses d’entendre les confessions des religieuses et aucun texte n’indique qu’elles y étaient opposées.
Les religieuses ne sont contraintes à presque aucune obligation à part à celle du célibat. À l’église, elles sont habillées comme toutes les autres dames, sauf qu’elles portent un voile blanc sur la tête et un grand manteau pendant la messe.

La vie religieuse est une alternative fréquente
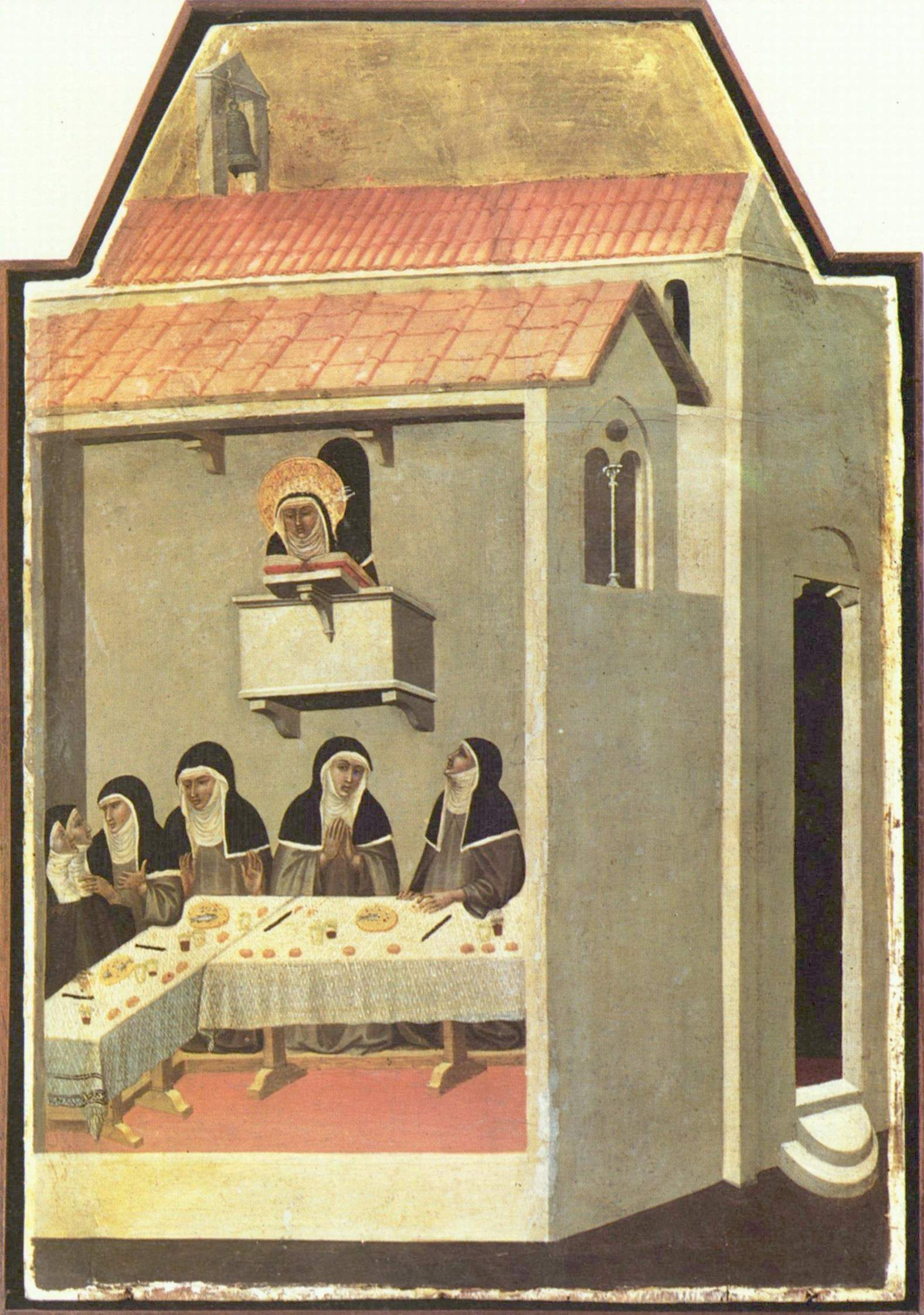
Nonnes dînant en silence, tout en écoutant la lecture de la Bible (Humilité, Pietro Lorenzetti, 1341).
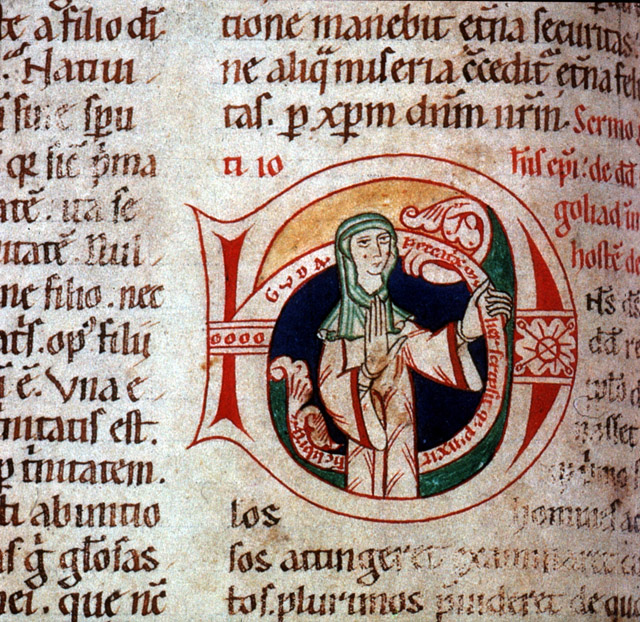
Autoportrait dans une lettrine de l'enlumineuse de manuscrit Guda (milieu du XIIe siècle).
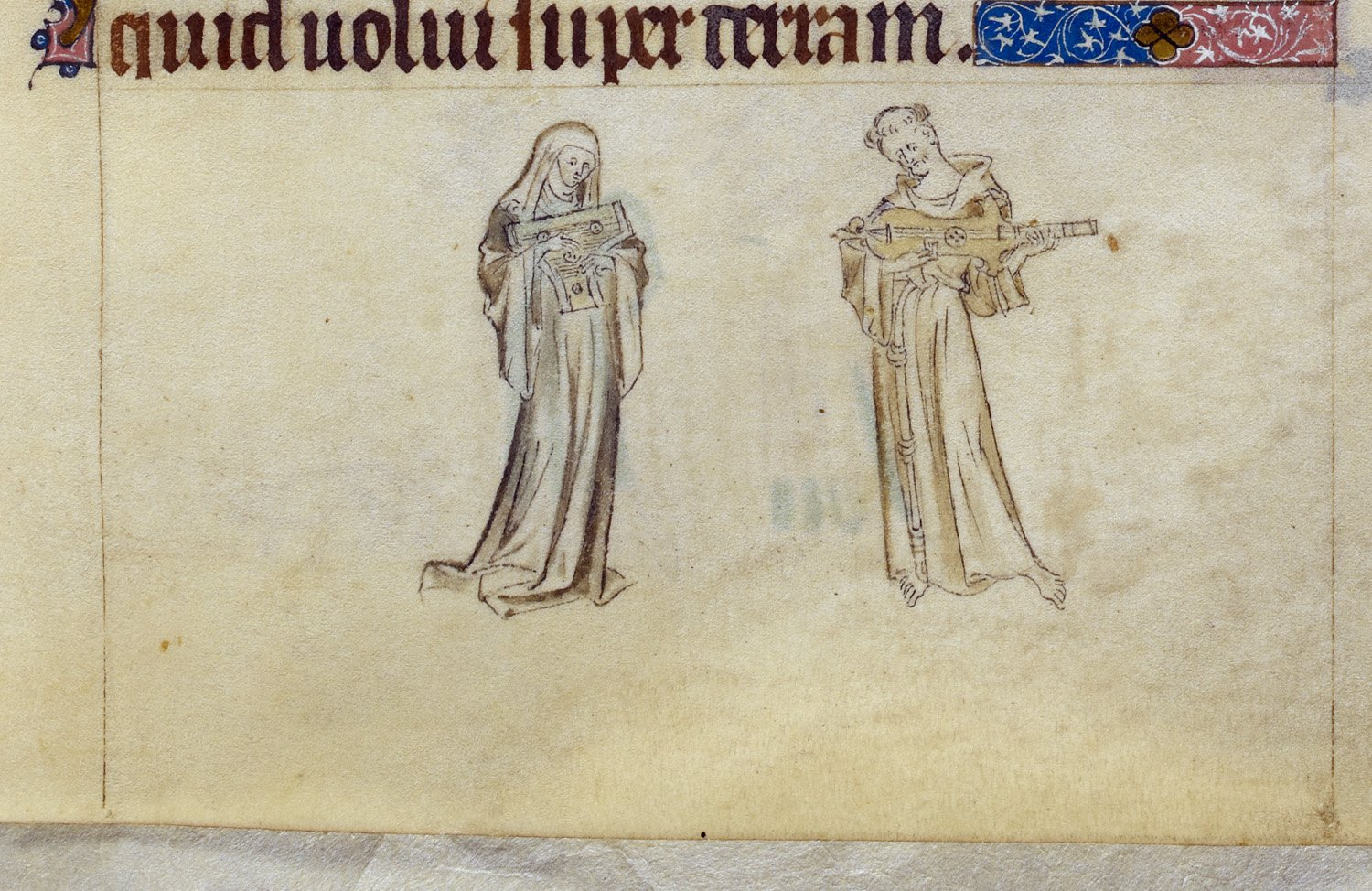
Nonne et moine jouant d'instruments de musique, détail d'un bas de page du Psautier de la reine Marie, vers 1320. British Library image Royal 2 B VII f. 177.

## Les responsabilités politiques
Au Moyen Âge, le pouvoir et l'intervention des femmes en dehors de la sphère privée sont faibles et se limitent principalement à deux catégories : les reines et les abbesses. Le pouvoir des reines au Moyen Âge reste peu étudié puisque généralement, la reine disparaît derrière l'image du roi et de son pouvoir. De plus, les sources manquent car par leurs fonctions, les femmes participent rarement aux diplômes royaux.
Afin d'étudier la place de ces femmes, il est nécessaire de redéfinir les limites de la notion de pouvoir pour la période médiévale. Ce « pouvoir » des femmes du Moyen Âge tient bien souvent des notions d'agency et d'empowerment. Il s'agit donc plutôt de l'exercice d'une influence, qu'une réelle autorité.
Il faut noter que dans la société médiévale, il n'y a pas de place pour la femme célibataire. La femme ne peut donc espérer acquérir du pouvoir qu'au moment de son mariage, ou en choisissant la seule alternative possible au mariage : le couvent.
À la fin du Moyen Âge ou au début de la Renaissance, vers les XVe et XVIe siècles, les femmes de seigneur jouissent d'une bonne éducation et d'autonomie de gestion. Par le mariage, elles apportent souvent pouvoir et argent. Ce rôle est important car l'affirmation du couple seigneurial, avec une répartition des rôles très genrée, consolide le pouvoir politique. Cependant cette qualité du mariage est affaiblie par la pratique, assez courante, de l'adultère ; globalement, les hommes y ont droit, tandis que les femmes, non. Mais beaucoup de femmes transgressent cet ordre masculin, et alors peuvent être sauvagement punies par leur époux - qui peut punir également le courtisan. De cette façon, l'époux réaffirme son pouvoir politique. Cette propriété de l'adultère est si forte qu'il arrive que le seigneur invente des adultères de toutes pièces pour se débarrasser de sa femme.

### La reine

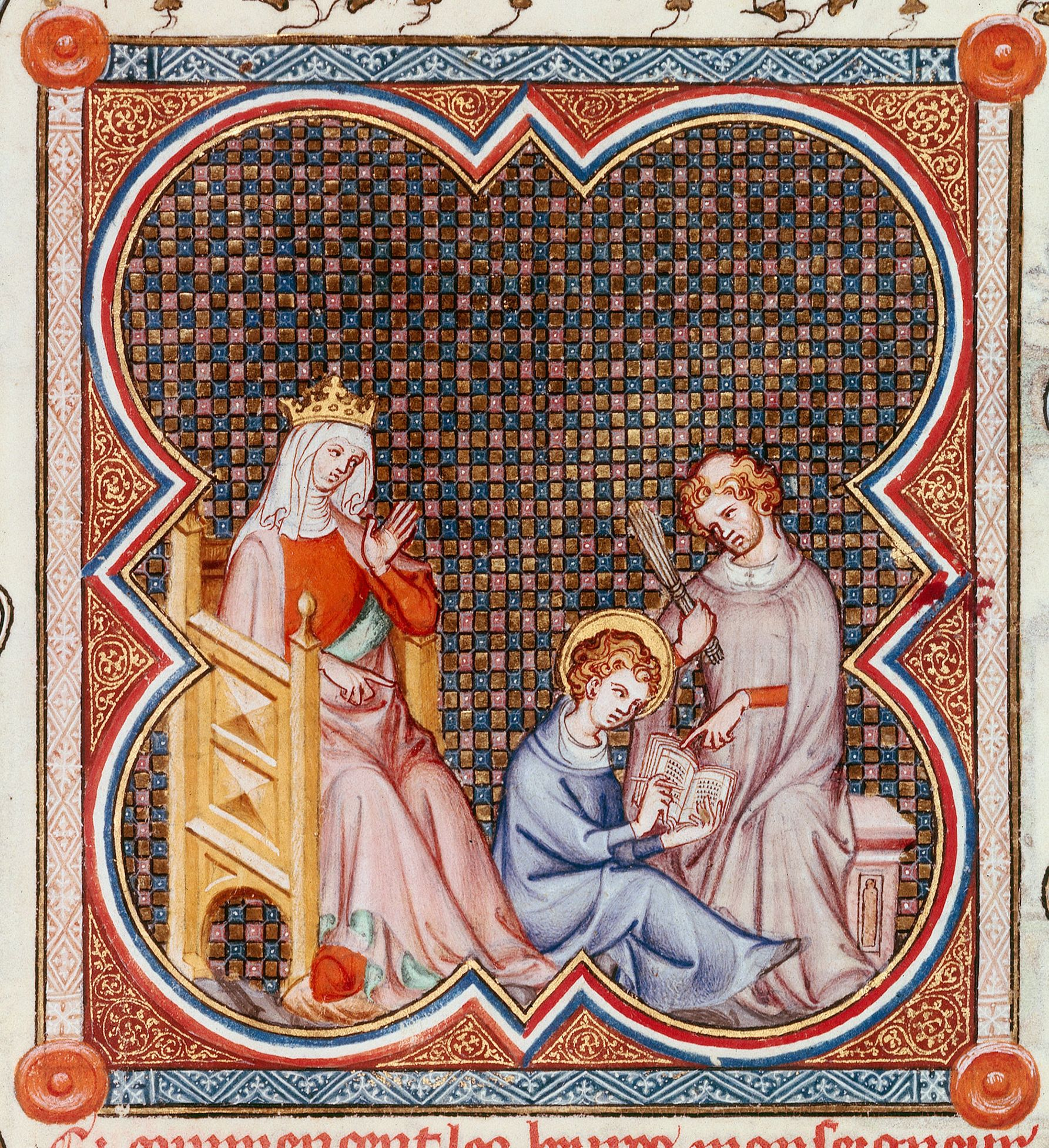
La leçon de lecture de Saint Louis, en présence de Blanche de Castille, enluminure du XIVe siècle.

Comme toute femme du Moyen Âge, la reine est en premier lieu responsable de la sphère domestique. Le pouvoir étant intrinsèquement présent dans la sphère familiale royale, la reine vit naturellement en présence de ce pouvoir.

#### Haut Moyen Âge

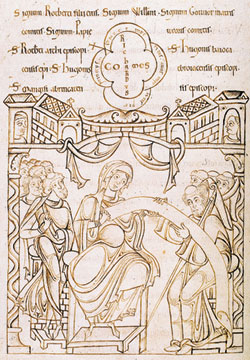
Gunnor (vers 950-1031), épouse du duc de Normandie Richard Ier, confirmant la charte de l'abbaye du Mont-Saint-Michel, enluminure du XIIe siècle.

Dans le haut Moyen Âge, le pouvoir et les systèmes d'alliances s'affirment avec les échanges interfamiliaux de femmes en vue de mariages. Même si en se mariant la reine perd du pouvoir auprès de sa famille d'origine, elle en gagne auprès du roi. En tant qu'épouse, elle peut jouer un rôle important d'intermédiaire entre sa famille d'origine et celle de son nouveau mari.
Dès le IXe siècle, cette simple présence dans une sphère de pouvoir s'affirme et permet peu à peu à ces femmes d'acquérir un pouvoir d'action. Depuis l'époque carolingienne, la reine, parallèlement au roi, est bénie et ointe. Si au moment de son mariage, elle est faite reine, c'est lors du sacre qu'elle acquiert son pouvoir. Malgré cela, elle ne dispose que d'un pouvoir délégué à celui de son mari. Au IXe siècle, l'archevêque de Lyon Agobard présente la reine de la manière suivante : elle est une auxiliaire du roi et doit gouverner à ses côtés>.
La reine des Francs Adélaïde d'Aquitaine (vers 945-1004) est présentée comme une associée au trône et capable de représenter son mari à l'extérieur du royaume. Accompagnant son mari durant ses voyages, la reine y confère un caractère public et solennel. Elle va parfois même participer aux expéditions militaires et y jouer un rôle actif, comme garder une ville fortifiée en commandant des garnisons d'hommes armés. Sans son mari, elle peut également être chargée de missions diplomatiques, comme lorsqu'à la demande de son époux Hugues Capet, Adélaïde part rencontrer l'impératrice Theophano (alors régente de son fils Otton III). Adélaïde (tout comme d'autres reines comme Gerberge de Saxe) acquiert encore plus de pouvoir au moment de la mort du roi. Veuves ou régentes, les reines interviennent alors bien plus souvent dans les diplômes royaux.

#### Moyen Âge central et tardif
La plupart des reines sont considérées comme des consors et non comme des consors regni (associées au pouvoir royal). Cependant, certaines d'entre elles exercent un pouvoir qui semble plus fort. Une étude d'A. Wolf présente 15 reines entre 1200 et 1500 considérées comme héritières de la couronne>. Dans les documents officiels, elles sont alors nommées conjointement avec leur époux. Ce type de pratiques apparaît déjà au milieu du Xe siècle, lors du règne d'Otton Ier (912-973), à la tête du Saint-Empire et marié à Adélaïde de Bourgogne (vers 931-999). L'empereur produit alors des diplômes où leurs deux signatures sont jointes et des pièces de monnaie avec le portrait de son épouse.

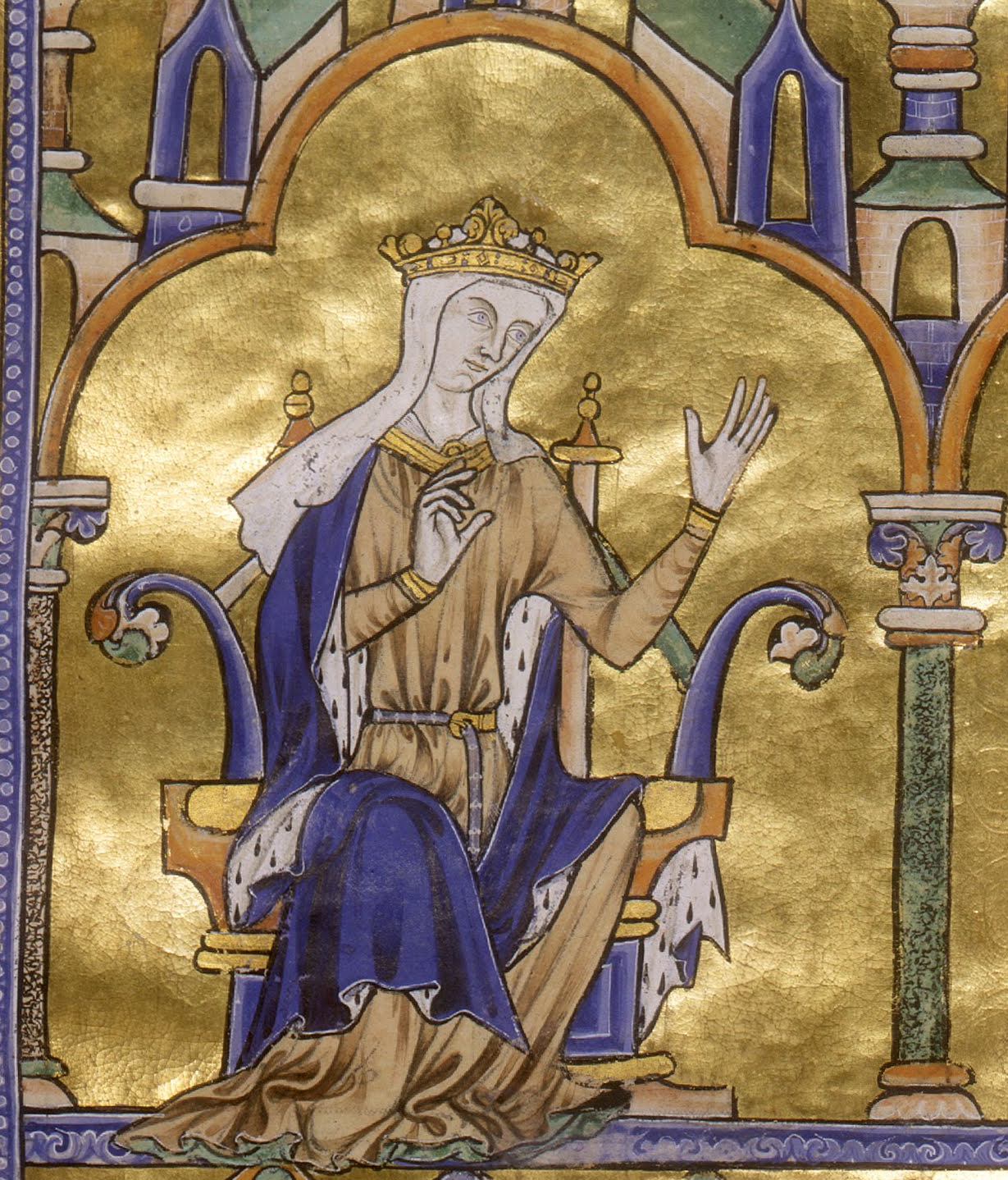
Blanche de Castille, détail d'une miniature de la Bible moralisée de Tolède, vers 1220-1240.

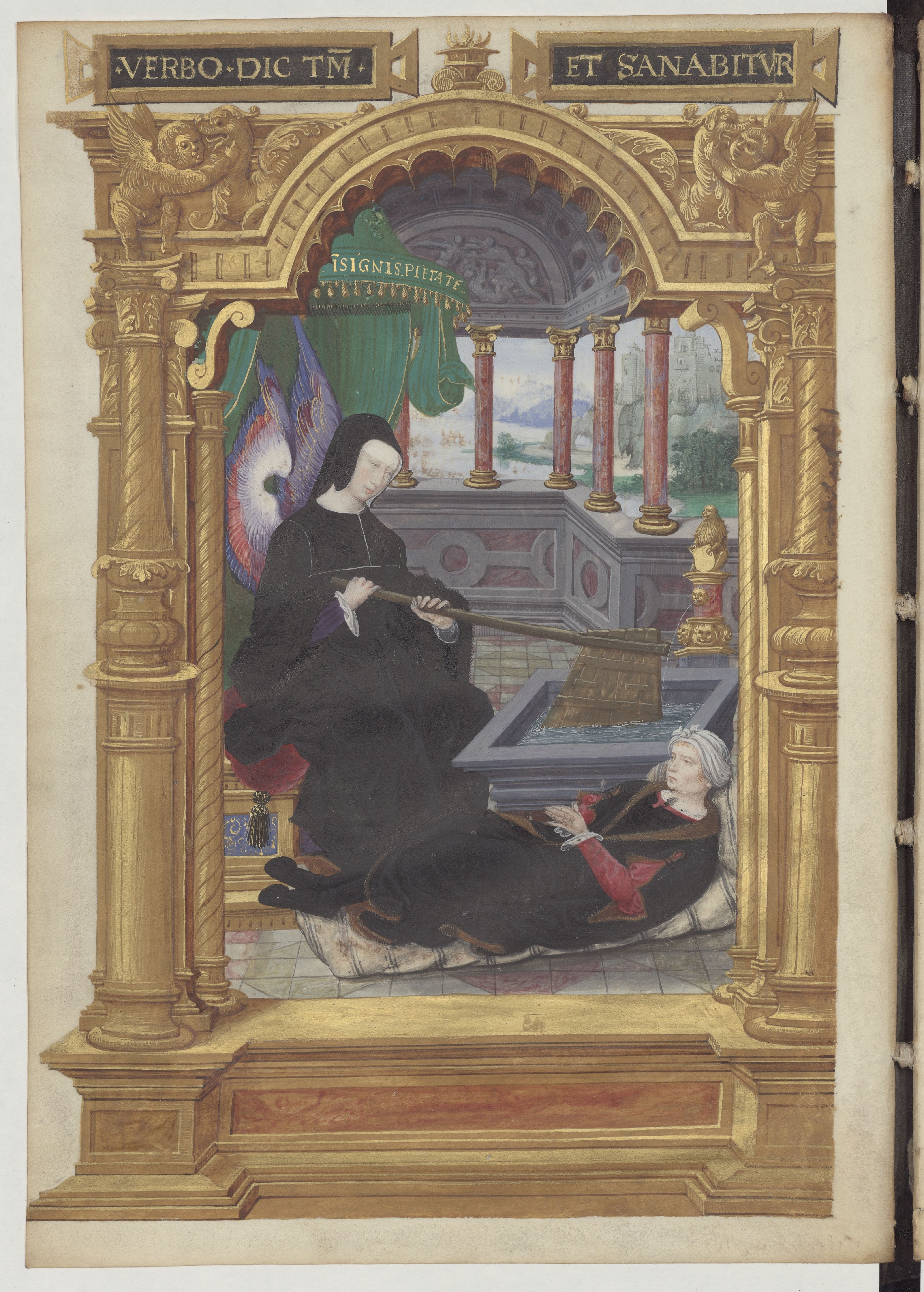
Louise de Savoie tenant un gouvernail, symbole de la régence (vers 1520-1522), miniature attribuée à Noël Bellemare tirée de la Gestes de Blanche de Castille, BNF.

Blanche de Castille (1188-1252) devient régente en 1226 pour son fils le roi de France Saint Louis (1214-1270), à la suite de la mort de son mari après seulement quarante mois de règne. Blanche n'a donc pas réellement eu le temps d'exercer son rôle de consors. Elle est bien plus habituée à l'exercice du pouvoir royal par la figure de son père Alphonse VIII de Castille. Louise de Savoie (1476-1531) accède au pouvoir en tant que régente alors qu'elle n'est pas femme mais mère d'un roi. Plus tard, elle exercera son pouvoir de régente à plusieurs reprises, notamment lors des absences de son fils. Ces femmes ont donc exercé un pouvoir concret, proche de la définition « classique » du pouvoir. Ce pouvoir a parfois été remis en question et dans le cas de Louise de Savoie, le Parlement a tenté de redéfinir ses prérogatives en tant que régente.
Les femmes ne participent donc pas toujours au pouvoir uniquement parce qu'elles sont mariées au roi, mais parfois grâce à leurs talents. Par exemple, Éléonore d'Aragon traite des affaires pendant que son mari, le duc Hercule de Ferrare, joue aux cartes. Dans le cas des régentes, ces femmes doivent prouver continuellement leurs qualités, à l'image de Catherine Sforza (vers 1463-1509), qui doit démontrer sans cesse ses capacités et sa force qui l'ont menées à l'exercice du pouvoir. Phénomène peu habituel, les règles de succession du royaume de Castille permettent à une femme d'accéder au trône si aucun homme ne détient les mêmes droits. Isabelle la Catholique (1451-1504) mènera d'ailleurs une guerre pour s'imposer comme héritière légitime du royaume à la suite du décès d'Henri IV de Castille, son demi-frère.
Globalement, le pouvoir des reines va décroître à partir du XIIe siècle, puisque le rôle qu'elles occupent aux côtés du roi va être accaparé par des conseillers, généralement des hommes issus de la noblesse. Le XVIe siècle et la Réformation de l'Église protestante vont encore faire diminuer les occasions d'intervention publique pour les femmes, notamment à cause du renforcement du pouvoir monarchique et de l'idéologie patriarcale. Le royaume de France et le Saint-Empire romain germanique interdisent aux femmes de gouverner, mais ce n'est pas le cas d'autres pays d'Europe comme l'Angleterre qui sera dirigée par Marie Tudor (1516-1558) ou Élisabeth Ire (1533-1603).

### Le gouvernement est lié aux injonctions de l’Église

#### Haut Moyen Âge

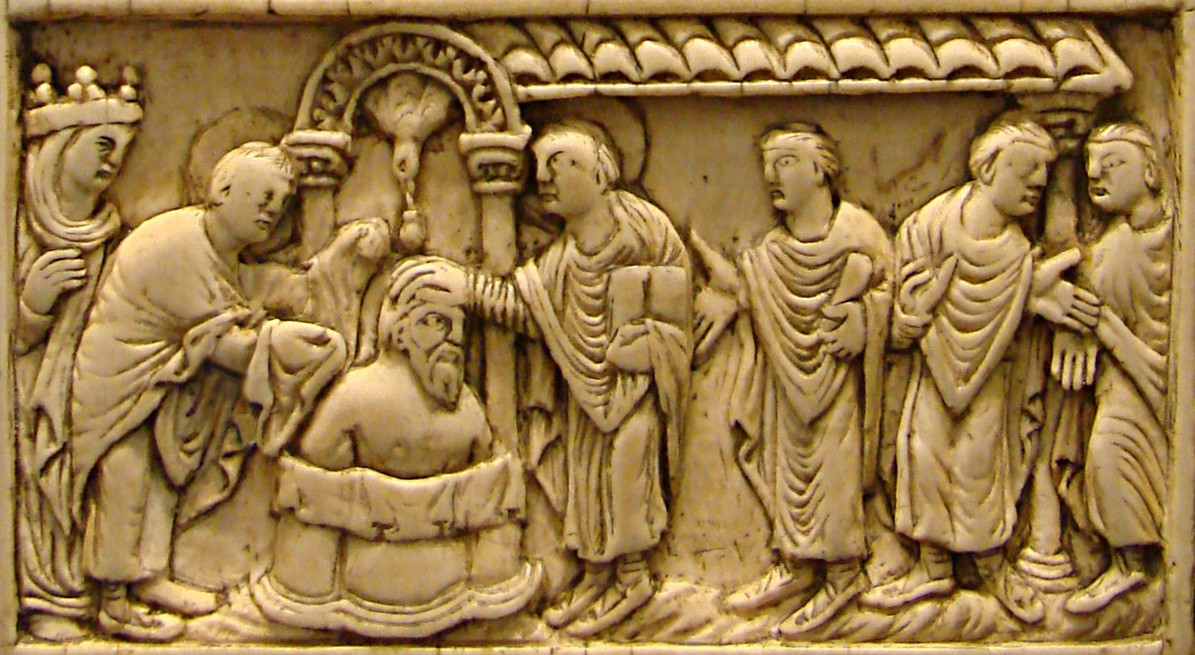
Le baptême de Clovis par saint Remy avec le miracle de la Sainte Ampoule (Plaque de reliure en ivoire, Reims, dernier quart du IXe siècle). La reine Clotilde est le personnage à gauche qui porte une couronne.

Au début de la période médiévale (Ve – VIIIe siècles), de grandes attentes de l'Église reposent sur les femmes chrétiennes, notamment pour des questions de conversion de leurs époux royaux. Par exemple, Clotilde (vers 474 ou 493-vers 511 ou 545), femme de Clovis roi des Francs, tente de convertir ce dernier au christianisme.
Les nonnes jouent également un rôle important dans la conversion des populations au christianisme. Les abbesses exercent un pouvoir pratique égal à celui des abbés. Ceux-ci, ainsi que les abbesses, exercent sur leur abbaye la même juridiction qu'un évêque sur son diocèse, la différence résidant dans l'absence de la plénitude du sacrement de l'Ordre[style à revoir] pour les hommes et de la prêtrise en général pour les femmes. Seules les reines peuvent espérer exercer un tel pouvoir.
Le concile de Nantes de 658 interdit aux femmes de résider sous le toit d'un prêtre, d'entrer dans le chœur ou de s'approcher de l'autel. Le 19e canon leur interdit de se rendre à un plaid ou à une assemblée publique, sauf si elles y sont convoquées par le prince ou l'évêque ou si elles y ont une affaire nécessaire ; dans ce cas, elles ne peuvent y aller qu'avec l'autorisation de leur évêque.
Au VIIIe siècle, le pape Paul Ier émet une injonction envers l'enseignement des femmes aux hommes[pas clair]. Dans un premier temps, cette idée est ignorée, mais dès le IXe siècle, les possibilités d'enseignement des nonnes aux jeunes hommes dans les couvents diminuent. Plus généralement, Paul Ier interdit la présence publique des femmes et encourage la réduction de leur parole à la sphère privée. La parole des femmes ne doit pas servir à des fins politiques (comme gouverner) ou d'enseignement. Quelques exceptions persistent, notamment pour les abbesses ou les régentes.

#### Moyen Âge central et tardif
Le milieu du XIe siècle va faire évoluer la situation. Les hommes d'Église redéfinissent les rôles attribués aux hommes et aux femmes, ainsi que leurs capacités respectives. Les institutions dans lesquelles les femmes avaient du pouvoir ou dans lesquelles elles étaient mêlées aux hommes sont démantelées au cours des XIe et XIIe siècles.
Plus généralement, au moment où l'Église développe son entreprise de cléricalisation, cela conduit à réserver aux clercs le contrôle du sacré et ne donne aux femmes plus qu'un rôle secondaire.
Si la Réformation de l'Église protestante limite l'intervention publique des femmes, la Grande Bretagne voit tout de même l'apparition de certaines prêtresses dans des sectes protestantes.

### Les autres rôles politiques
Aux Xe et XIe siècles, de nombreuses femmes acquièrent un pouvoir de justice, de décision militaire ou même de participation à des assemblées ecclésiastiques ou séculaires. De manière générale, les femmes de l'aristocratie doivent assurer de nombreuses responsabilités, surtout au moment de l'absence de leur mari, que celui-ci soit à la guerre, fait prisonnier ou même décédé. Un exemple en est Dhuoda (vers 800-après 843), aristocrate de l'époque carolingienne, qui a écrit un ouvrage destiné à l'éducation de son fils : Manuel pour mon fils (fait rare à cette époque) ; au fil du texte, des éléments permettent de comprendre qu'elle est intervenue dans l'administration et la protection du fief tandis que son époux et son fils étaient absents. Un autre exemple est Mathilde de Toscane (vers 1045-1115), princesse d'Italie, qui a joué un rôle important lors de la querelle des investitures (conflit ayant opposé la papauté et le Saint-Empire romain germanique entre 1075 et 1122) et dans la politique de son époque ; elle a également fondé l'abbaye d'Orval.
Globalement, au Moyen Âge, la femme est indissociable de la sphère privée. Ce n'est que dans les villes où la frontière entre sphère privée et publique s'atténue que certaines femmes, autres que les reines ou les abbesses, peuvent exercer un certain pouvoir dans la vie publique. C'est notamment le cas de la cour de Mantoue où des femmes comme Isabella d'Este ont pu jouir d'une certaine influence auprès de la cour.
Jeanne d'Arc (1412-1431) est une héroïne de l'histoire de France de la fin du Moyen Âge ayant eu une influence majeure dans la guerre de Cent Ans. D'origine paysanne, femme et jeune, elle est cependant parvenue à rencontrer Charles VII, a conduit victorieusement les armées françaises contre celles anglaises, a fait lever le siège d'Orléans et a conduit le roi au sacre à Reims.

### Les femmes et les guerres
Des femmes ont participé aux croisades, ce sont les croisées ; des familles entières y participaient et il y avait donc aussi des enfants ; de plus, de nombreux enfants sont nés dans les pays parcourus alors. Certaines étaient les épouses des seigneurs et des chevaliers, comme Godvere de Toesny (Godehilde de Tosny) avec Baudoin de Bourgogne, Marguerite de Provence (au XIIIe siècle) avec son époux le roi Saint-Louis, Béatrice de Provence avec son mari Charles d'Anjou, Elvire d'Aragon avec Raymond de Saint-Gilles. Parmi ces femmes, quelques-unes participent aux combats, équipées de cottes de mailles, casques et épées pour certaines, telles des épouses des Normands de Sicile, Florine de Bourgogne ou Ida de Cham, margravine consort d'Autriche (partie en croisade en 1101) ; d'autres actionnent des mangonneaux, portent des pierres dans les fossés pour aider à approcher les murailles des cités assiégées ; la plupart des femmes endossent cependant les rôles d'auxiliaires, fournissant l'eau, soignant les blessés, etc.. Il ne faut oublier le cas emblématique de Jeanne d'Arc durant la guerre de Cent Ans.

Images de femmes participant à des guerres
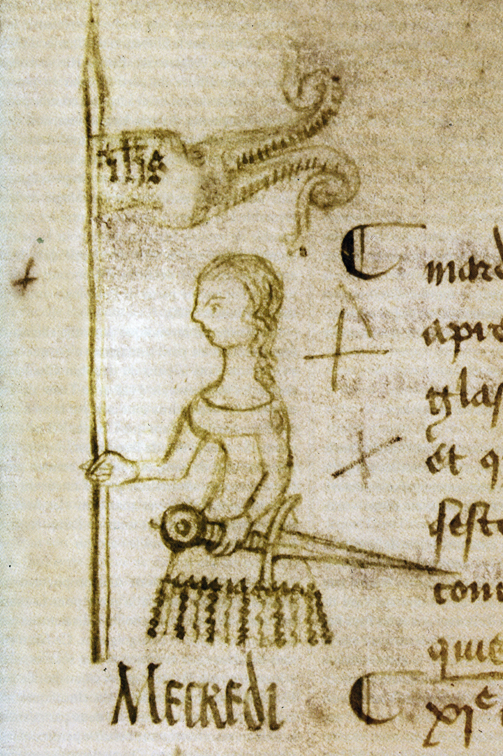
Jeanne d'Arc, esquisse en marge d'un registre par Clément de Fauquembergue, greffier du parlement de Paris, le 10 mai 1429. Archives nationales, Registre du Parlement de Paris, 1429.
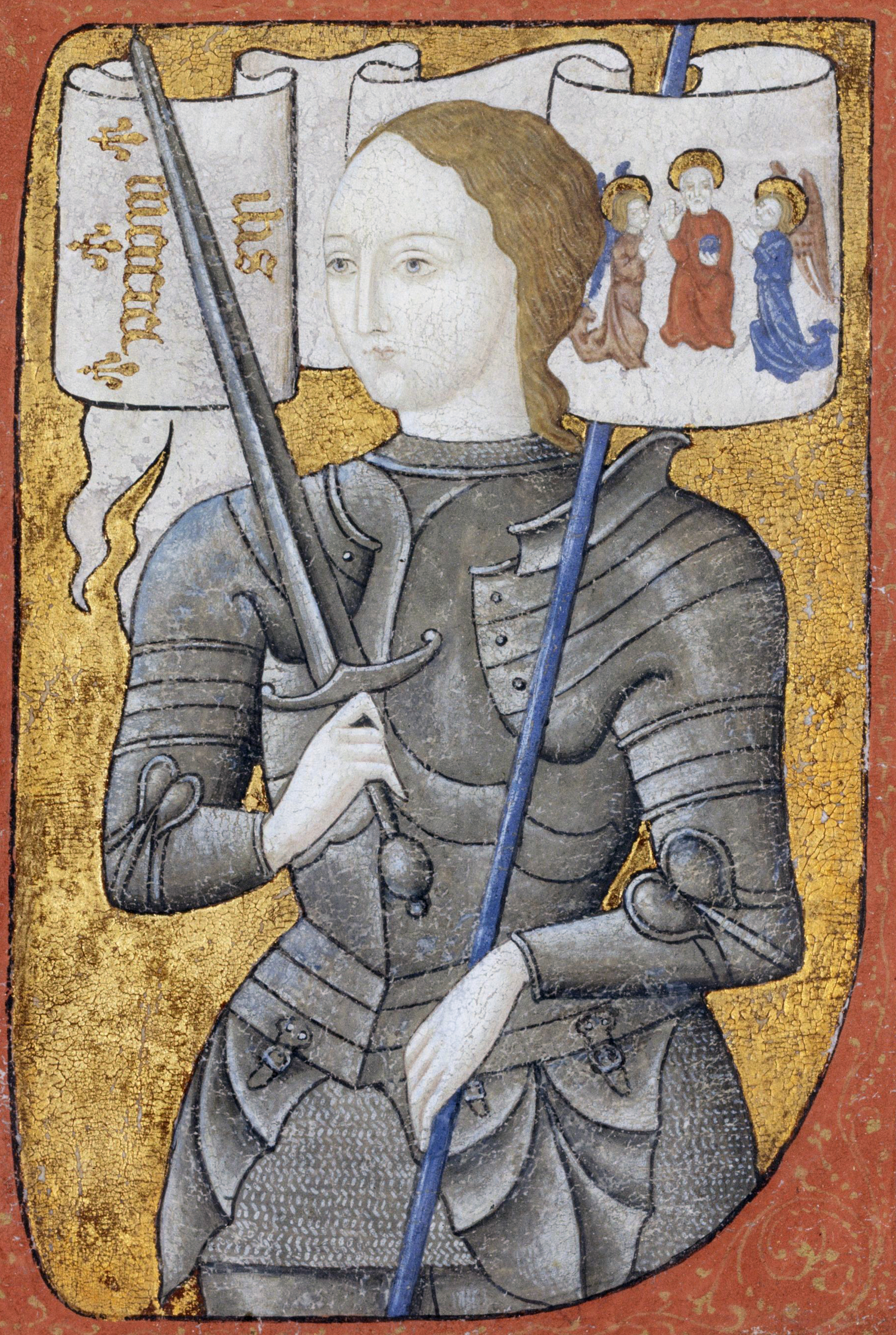
Jeanne d'Arc (vers 1412-1431), huile sur parchemin, entre 1450 et 1500.
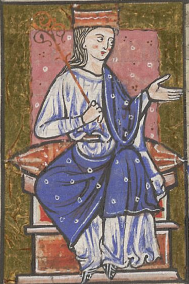
Æthelflæd dans le cartulaire de l'abbaye d'Abingdon, vers 1220 (manuscrit de la British Library, Cotton MS Claudius B VI, f.14).
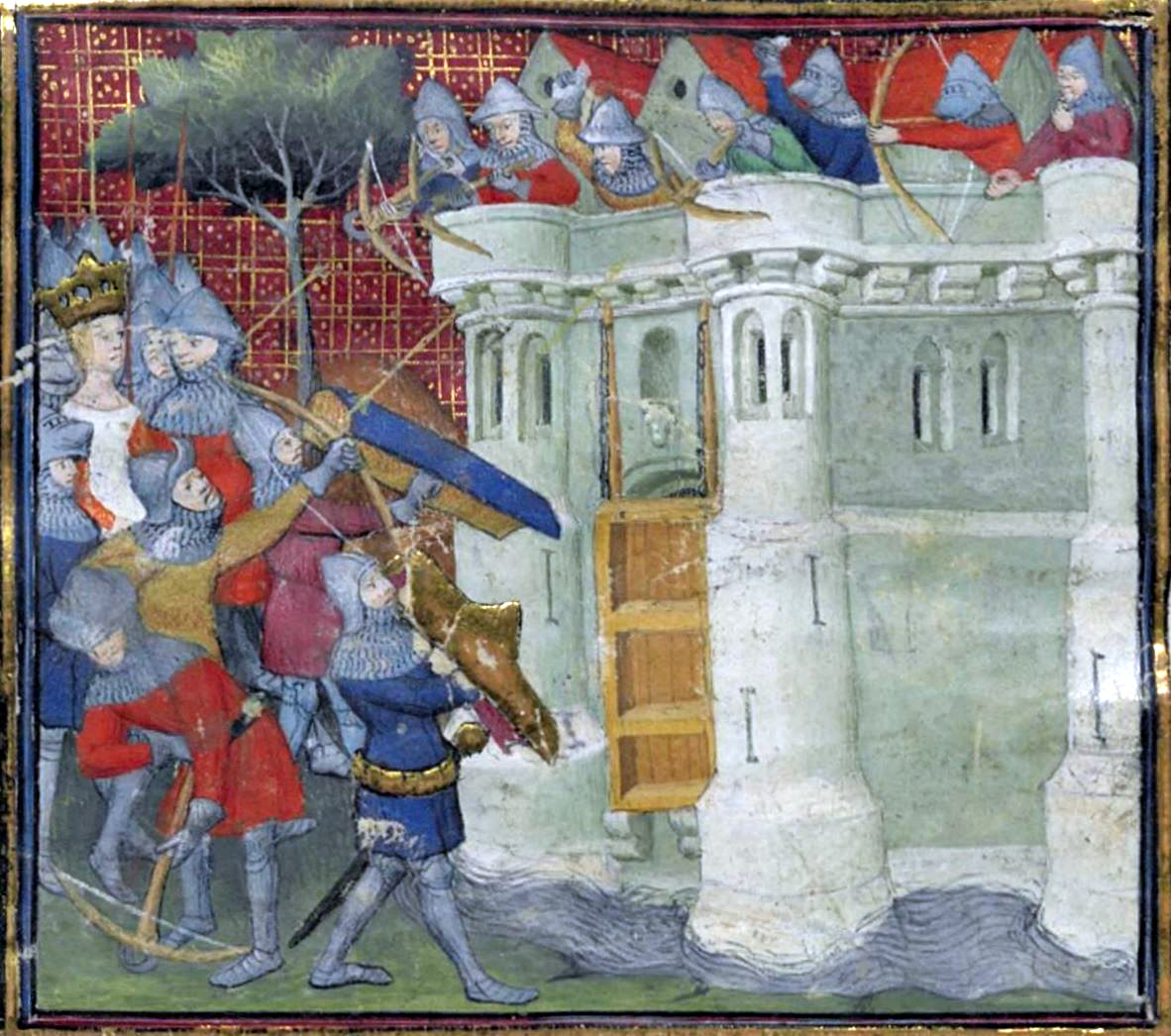
Le siège de Bristol en 1326 par la reine d'Angleterre Isabelle, dans le cadre de l'invasion de l'Angleterre.

## Les femmes et les sciences

Illustrations des travaux de femmes scientifiques, et reconnues comme tel, au Moyen Âge
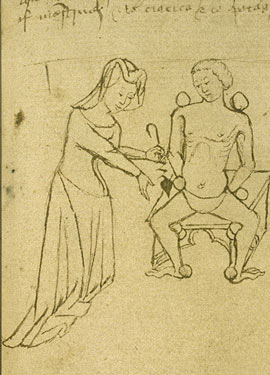
Femme médecin du Moyen Âge. Manuscrit anglais du début du XVe siècle.
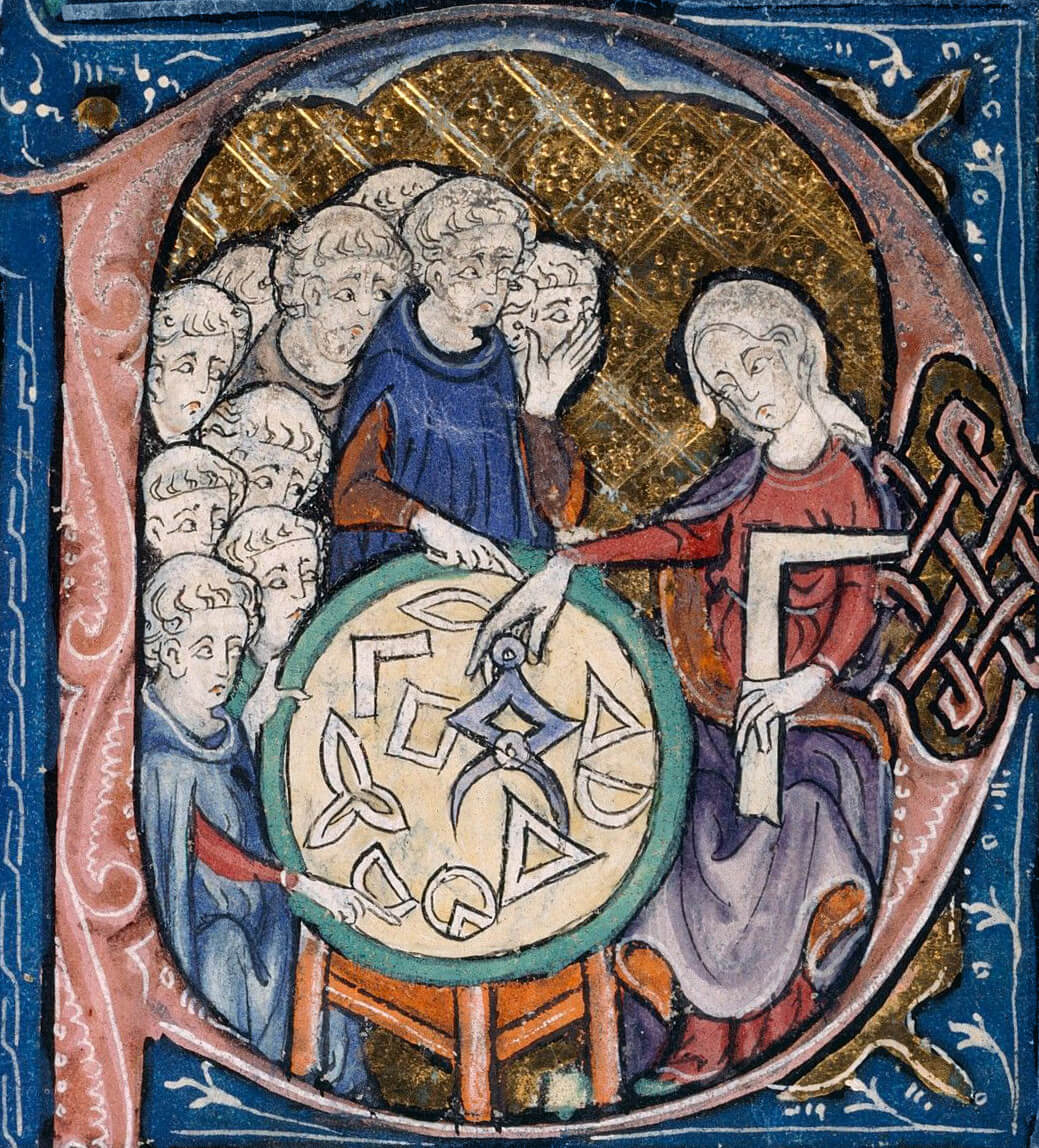
Une femme géomètre (elle porte une équerre d'une main et utilise un compas de l'autre pour mesurer des distances sur un diagramme, XIVe siècle, Éléments d'Euclide)[Note 4].
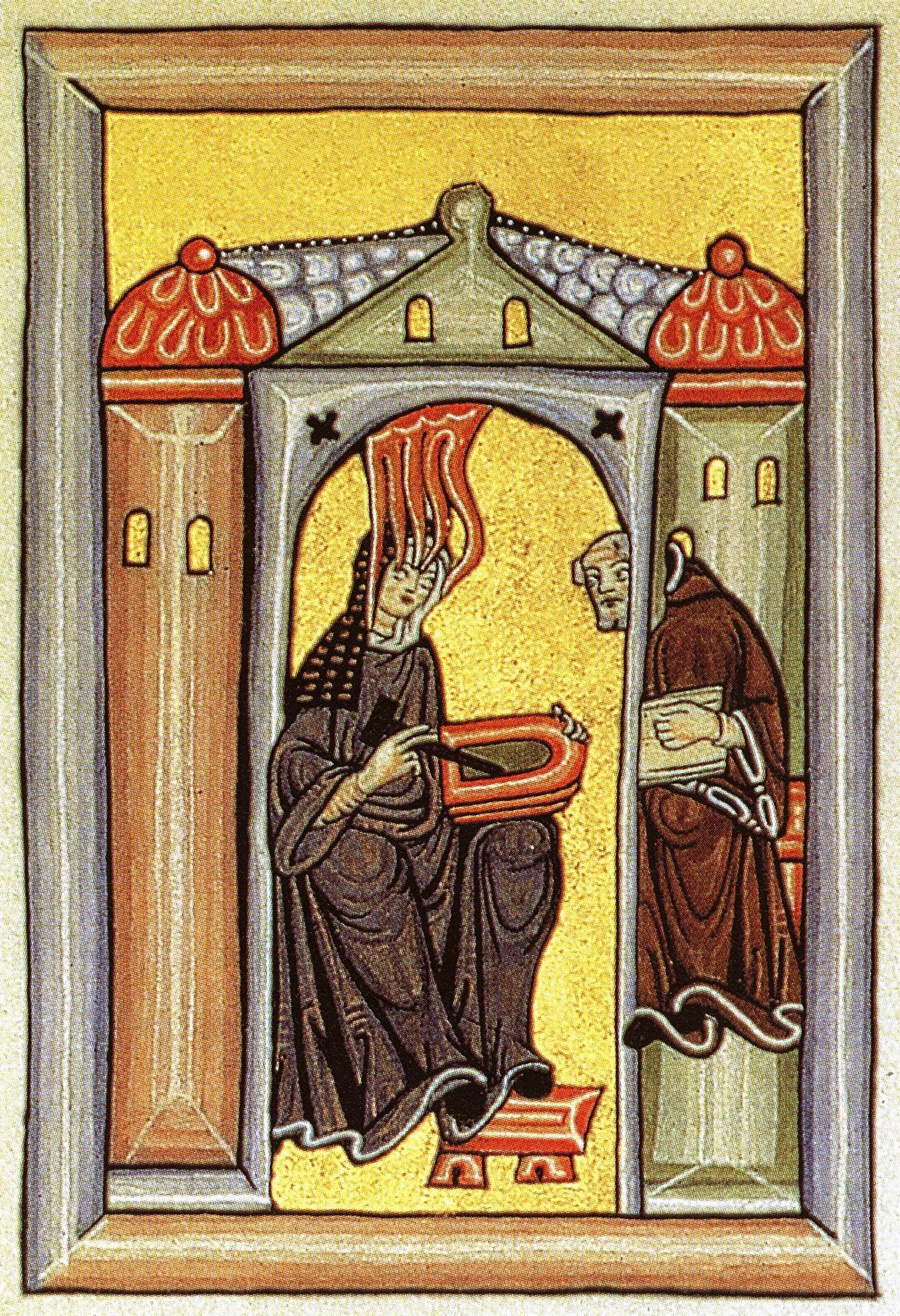
Hildegarde de Bingen
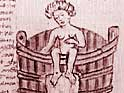
Illustration du De passionibus mulierum curandarum (« Le soin des maladies de femmes ») de Trotula de Salerne.

### Entreprise scientifique
La première partie du Moyen Âge européen est marquée par le déclin de l'Empire romain d'Occident. La portion latine occidentale de la civilisation gréco-romaine est alors aux prises avec de grandes difficultés affectant négativement la production intellectuelle du continent. Bien que la nature était toujours vue comme un système qui est compréhensible par la raison, il y a peu d'initiative ou d'innovation scientifique. Toutefois, les siècles suivant l'an mil ont amené davantage de prospérité et une augmentation rapide de la population, ce qui a entraîné plusieurs changements et donné une poussée à la production scientifique.
Malgré les succès de certaines femmes dans le domaine scientifique, le biais culturel a affecté leur éducation et leur participation à la réalisation de travaux scientifiques en leur nom, durant le Moyen Âge. Par exemple, Thomas d'Aquin, bien qu'il soit docteur de l’Église a pu écrire à propos des femmes en général : « Elle est mentalement incapable de tenir une position d'autorité ». Ces propos, bien que méprisants, étaient tolérés.

### Les couvents: des lieux propices au développement de la culture scientifique
Durant cette période, les couvents était un lieu central pour l'éducation des femmes et dans certaines communautés, il était possible aux femmes de s'adonner à la recherche scientifique. Un exemple est l'abbesse allemande Hildegarde de Bingen (1098-1179), dont les écrits prolifiques incluent des traitements d'une variété de sujets scientifiques, dont la médecine, la botanique et l'histoire naturelle (c.1151–58). Un autre exemple est celui de Herrade de Landsberg (vers 1125-1195) qui devient célèbre en tant qu'auteure et illustratrice de l'Hortus deliciarum (Le Jardin des délices), composé entre 1169 et 1175. Première encyclopédie écrite par une femme, c'était un superbe manuscrit à vocation essentiellement didactique.
Au XIe siècle, émergent les premières universités, bien que les femmes y fussent en général exclues. Il existe des exceptions, dont l'université de Bologne, qui permit l'accès des femmes aux cours, dès sa fondation en 1088.

### Femmes médecins italiennes
Pour ce qui est de la place des femmes en médecine en Italie, elle apparaît avoir joui d'une attitude davantage libérale qu'ailleurs en Occident. On croit que la femme médecin Trotula de Salerne a tenu une chaire à l'école de médecine de Salerne au XIe siècle où elle enseignait à des italiennes nobles, d'où le surnom de ses étudiantes : « les dames de Salerno ». On attribue à Trotula plusieurs textes d'influence sur la médecine féminine, couvrant les champs de l'obstétrique et de la gynécologie, entre autres sujets.
Dorotea Bocchi (1360–1436), une autre femme médecin italienne, a détenu une chaire de philosophie et de médecine à l'université de Bologne dès 1390 et pendant plus de 40 ans,,,. D'autres Italiennes de l'époque dont les contributions en médecine sont notées sont entre autres : Abella, Jacqueline Félicie de Almania, Alessandra Giliani, Rebecca de Guarna, Margarita (en), Mercuriade (XIVe siècle), Constance Calenda, Calrice di Durisio (XVe siècle), Constanza (en), Maria Incarnata (en) et Thomasia de Mattio (en),.

## Les femmes intellectuelles et artistes au Moyen Âge

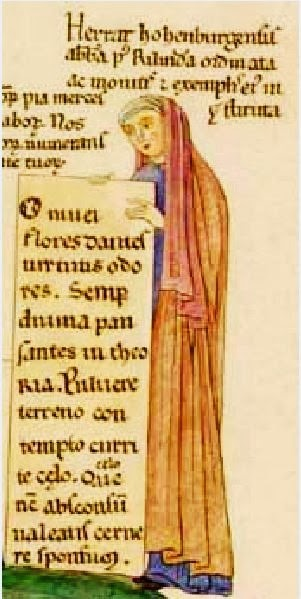
Autoportrait d'Herrade de Landsberg tenant un parchemin où est écrit un de ses poèmes, vers 1180.

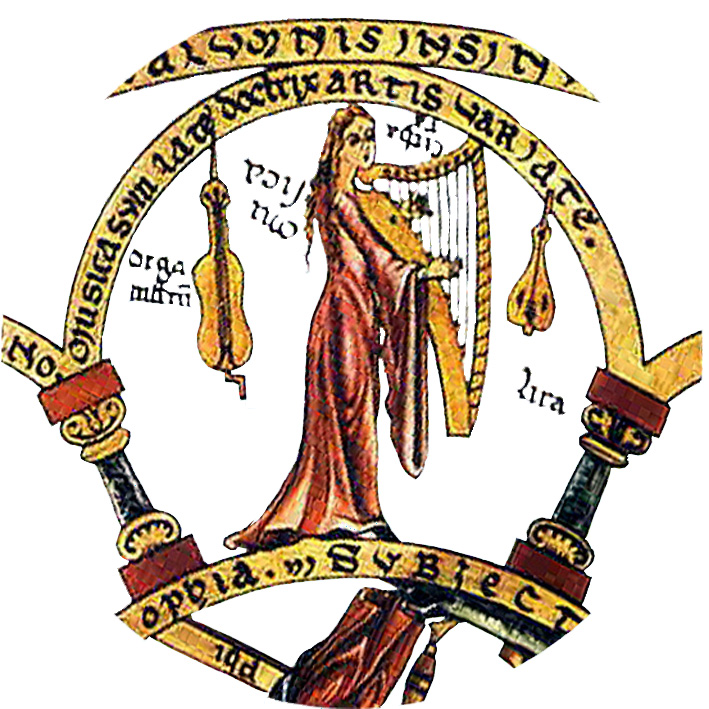
Organistrum, détail de l'enluminure représentant les sept arts libéraux dans lHortus Deliciarum d'Herrade de Landsberg.

Anne Comnène (1083-v. 1153), princesse Byzantine, étudie l'histoire et la philosophie et écrit l'Alexiade, ouvrage dans lequel elle rapporte les exploits de son père l'empereur Alexis Ier ; c'est également une source d'informations sur la première croisade (fin du XIe siècle).
Héloïse (vers 1095-1164) est la première femme à suivre l'enseignement des arts libéraux, élève puis épouse d'Abélard, elle est une figure intellectuelle du Moyen Âge et la première abbesse du Paraclet.
Bien qu'en moins grand nombre que les hommes, les femmes ont laissé leur empreinte dans les œuvres artistiques médiévales. Hrotsvita de Gandersheim (Xe siècle) est une chanoinesse, écrivaine et poétesse. Marie de France (XIIe siècle), Christine de Pizan (XVe siècle) ou Marguerite Porete (vers 1250-1310) sont ainsi auteures de livres ; Christine de Pizan s'occupe également elle-même de la fabrication et la diffusion de ses livres. D'autres, telles Ende (vers 950–vers 1000), Guda (XIIe siècle), Bourgot (XIVe siècle) ou Anastaise (active au début du XVe siècle) réalisent les enluminures d'ouvrages. Les enluminures du Roman de la rose sont peut-être celles de Jeanne de Montbaston, épouse d'un copiste et qui avait prêté le serment des libraires comme illuminatrix et libraria en 1353. Certaines de ces femmes œuvrent dans le monde laïque, tandis que d'autres exercent leur métier au sein de monastères.
Plusieurs trobairitz (poétesses et compositrices d'expression occitane dans le sud de la France aux XIIe et XIIIe siècles) ou trouveresses (poètesses et compositrices de langue d'oïl au Moyen Âge) ont également créé des œuvres et rencontré la renommée.

## Les arts de la mode et des costumes

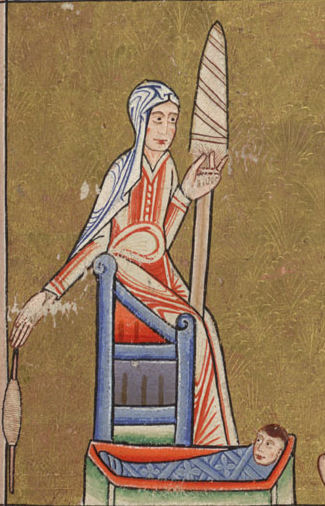
Le filage à la main est un travail typiquement féminin. Détail d'une miniature du Psautier Hunter, vers 1170.

La société médiévale très hiérarchisée impose à ses membres des signes et codes d'appartenance importants. Le vêtement, les couleurs, les matières et la coiffure dénotent de l'appartenance à une fonction et un rang social et/ou une classe d'âge. Certains objets comme des ceintures précieuses ou des tissus chers sont réservés aux nobles.

### La forme

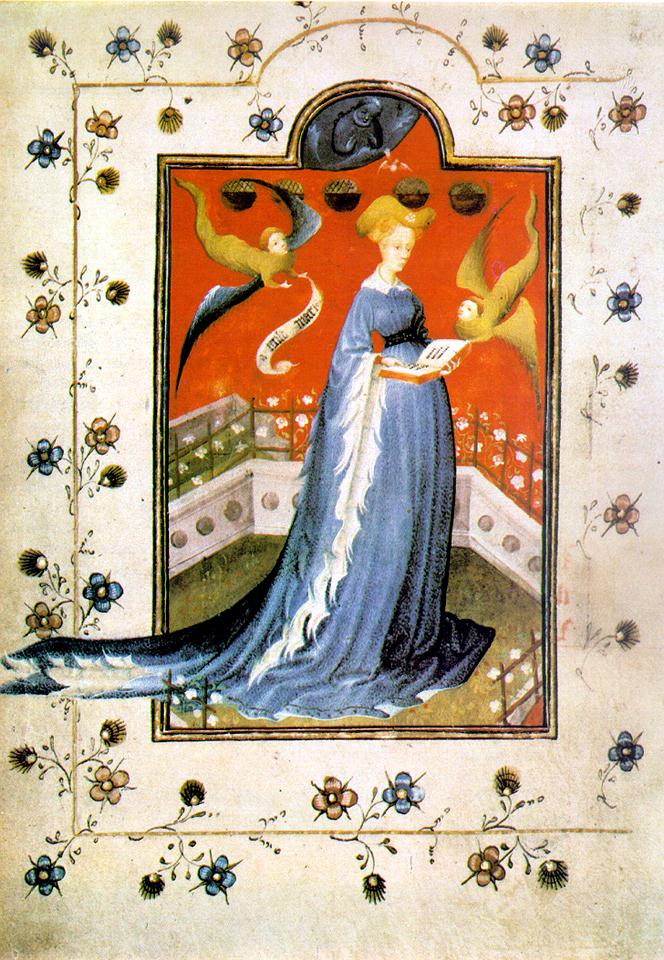
Marie d'Harcourt, fille de Jean VI, comte d'Harcourt, d'Aumale, femme de Renaud IV de Gueldre. Représentée en houppelande, folio 19 du bréviaire de Marie de Gueldres (vers 1415).

Au début du Moyen Âge, du Ve au XIIe siècle, les costumes que portent les femmes et les hommes sont identiques, les seules différences venant du fait que ceux des femmes atteignent le sol tandis que ceux des hommes ne leur arrivent qu’aux genoux et sont accompagnés d’un pantalon appelé braies. Le costume est composé d’une tunique de dessous, appelée la « chainse », généralement accompagnée d’une ceinture, et recouverte d’un bliaud. Ce n’est que plus tard, vers le XIIIe siècle qu’une distinction entre les vêtements féminins et masculins apparaît grâce à l’art gothique. Les robes sont plus décolletées, accessoirisées à l’aide de boutons et de lacets, et leurs manches s’élargissent. Les femmes portent des corsets afin d’avoir une taille très fine, et sous leurs robes, une « armature » faite de fils de fer « vertudin », qui servait à raidir et à donner une forme de cloche à leurs multiples couches de jupons. Au-dessus de l’armature, elles portent un jupon en coton, et par-dessus le tout, un deuxième jupon, décoré de broderies, dentelles et autres décorations. À partir du XIVe siècle, le « hérigaut » (manteau) et la houppelande (robe) sont portés tant par les hommes que par les femmes. Les chaussures portées par les femmes étaient en velours ou en cuir et très pointues.

### Les couleurs et les matières

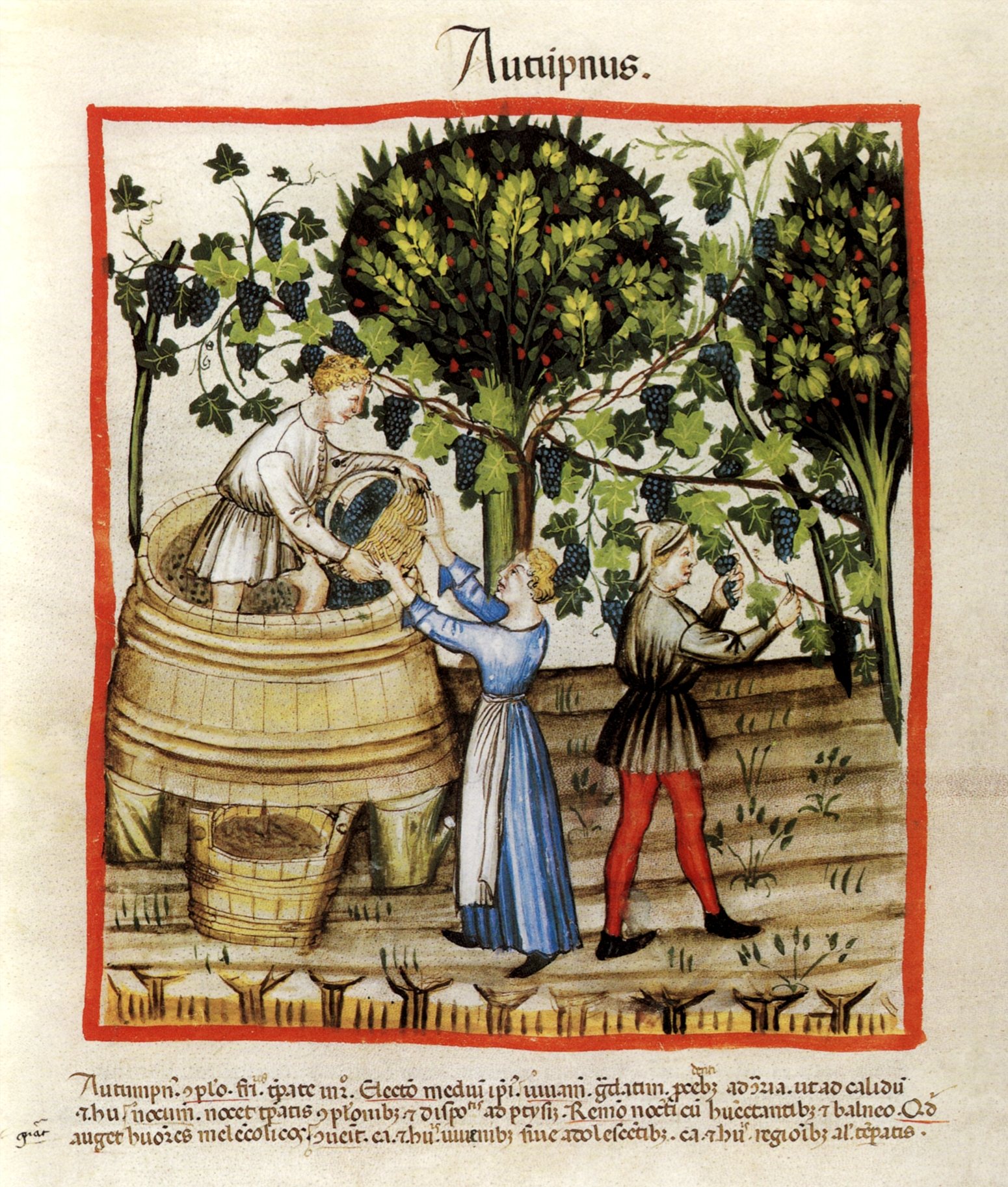
Enluminure dans le Tacuinum sanitatis in medicina (vers 1390).

Entre le Ve et le XIIe siècle, les tuniques et les bliauds sont généralement composés de lin ou de laine de lin de couleur neutre. Ce n’est que lorsque les robes sophistiquées apparaissent (à partir du XIIIe siècle) que les tissus les composant deviennent plus luxueux. Elles sont alors composées de soie d’orient, de coton d’Arabie, de velours et de dentelles. Quant aux couleurs, les plus fréquemment portées par les femmes sont le bleu, le pourpre, le noir, le violet ou encore le gris. Le rouge et le vert étaient réservés aux nobles. Les fillettes devaient être vêtues de bleu ciel. La fourrure est également utilisée pour doubler les vêtements (la peau d’hermine étant l’une des plus utilisées). Après cette période, la mode bourguignonne définit la fin du Moyen Âge. Elle dure du XIVe au XVe siècle.

### Les coiffes

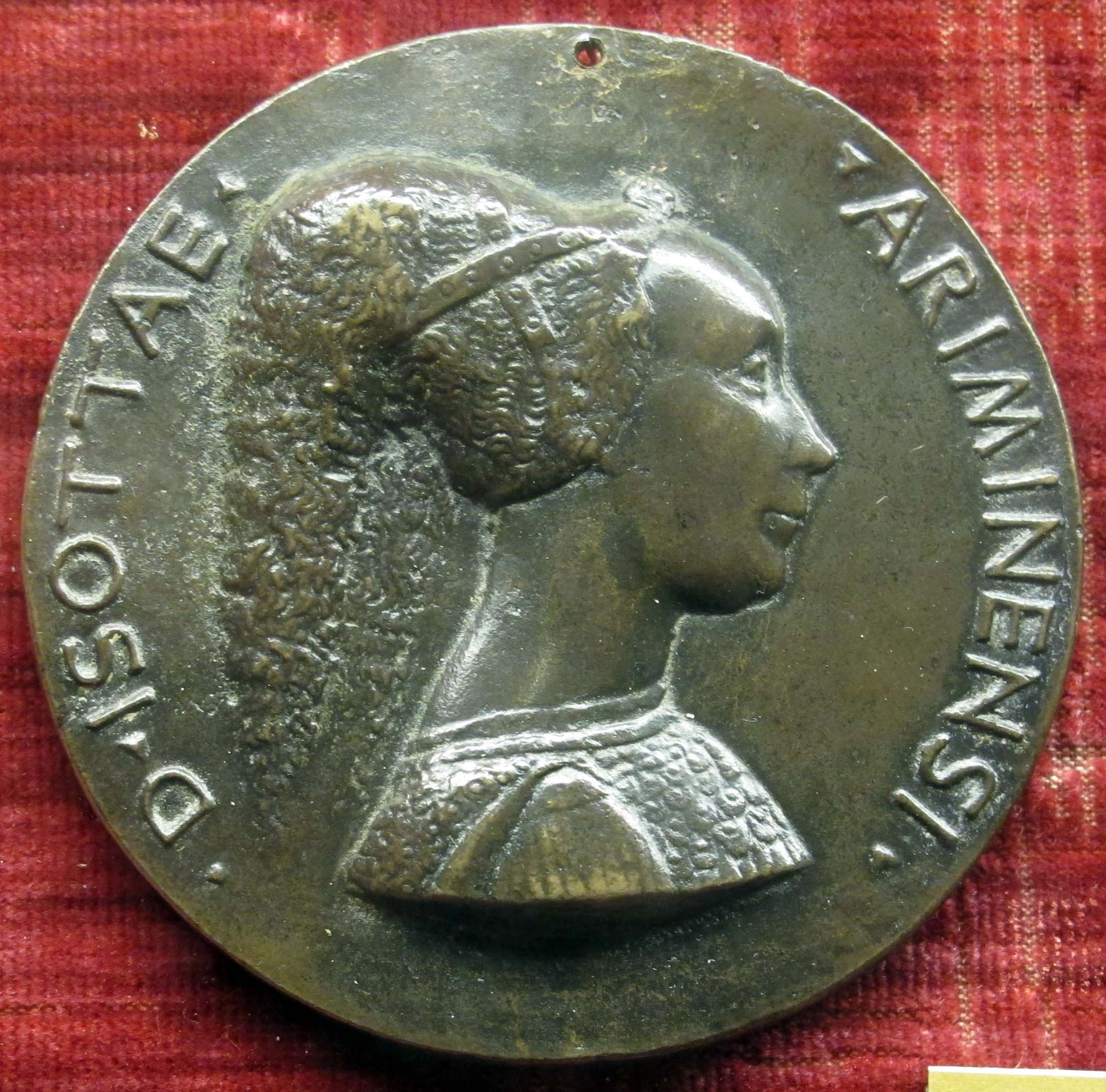
Médaille d'Isotta degli Atti, une noble italienne du XVe siècle.

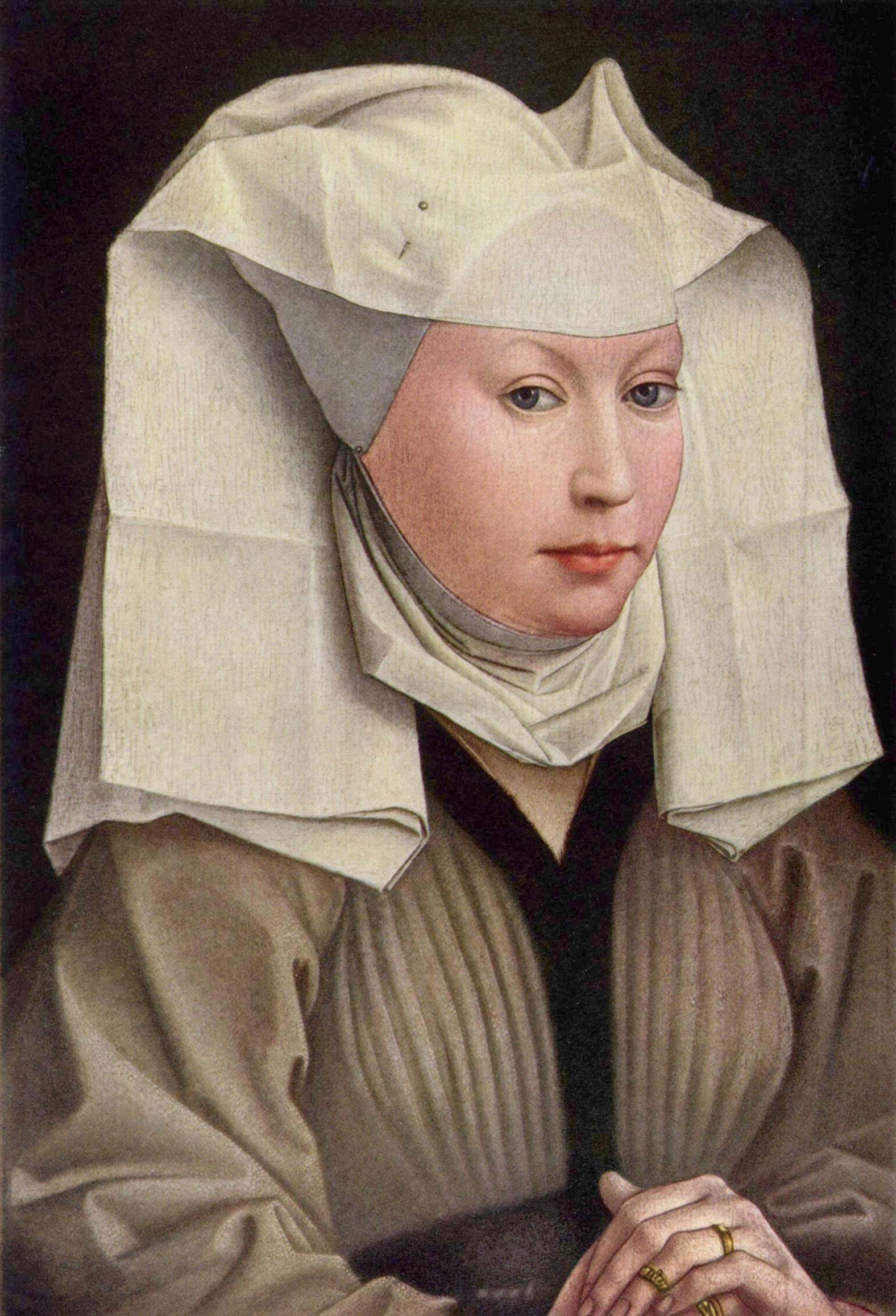
Portrait de femme, par Rogier van der Weyden, vers 1430.

Le Moyen Âge est une vaste période réunissant une multitude de coiffes, pour nobles ou roturières. Au XIIe siècle, les dames nobles se coiffent d'un long voile simplement posé sur leurs cheveux tressés, voile retenu par un cerclet en métal, précieux ou non. Plus le voile est long, plus la dame est de haute naissance. Au XIIe siècle apparaît la guimpe. D'abord coiffe commune, elle sera peu après portée par les dames pieuses, veuves, âgées, ou nonnes. Elle est constituée de deux voiles, un protégeant la gorge et l'autre posé par-dessus, sur la tête. Le barbet est aussi en vogue. Lancé, selon la légende, par Aliénor d'Aquitaine pour cacher son double menton, il est constitué d'un bande passant sous le menton, complété par un touret, cercle en tissu posé sur le tour du crâne. Le gorget ressemble à la guimpe mais possède une différence : celui-ci ne pend pas à l'extérieur de la robe comme la guimpe, mais se rentre à l'intérieur du col. Il peut être porté sans voile par-dessus. Les coiffes en tissu fin sont majoritairement blanches, mais peuvent être de couleur jaune, comme en fait mention un inventaire du XIVe siècle en parlant de « coiffes safranées ». Les demoiselles non mariées ont le droit d'être en cheveux (c'est-à-dire sans coiffe) mais doivent tout de même avoir leurs cheveux en ordre : tresses, torsades, chignons souples... Pour les jours de fêtes, les cheveux sont lâchés et ceints d'une couronne de fleur. Le chaperon est une coiffe en tissu épais ou drap de laine porté par beaucoup sans distinction de rang. À la fin du Moyen Âge seront créées diverses coiffes dont le hennin et l'escoffion.

Costumes présentés dans Mœurs, usages et costumes au moyen âge et à l'époque de la renaissance (1871)
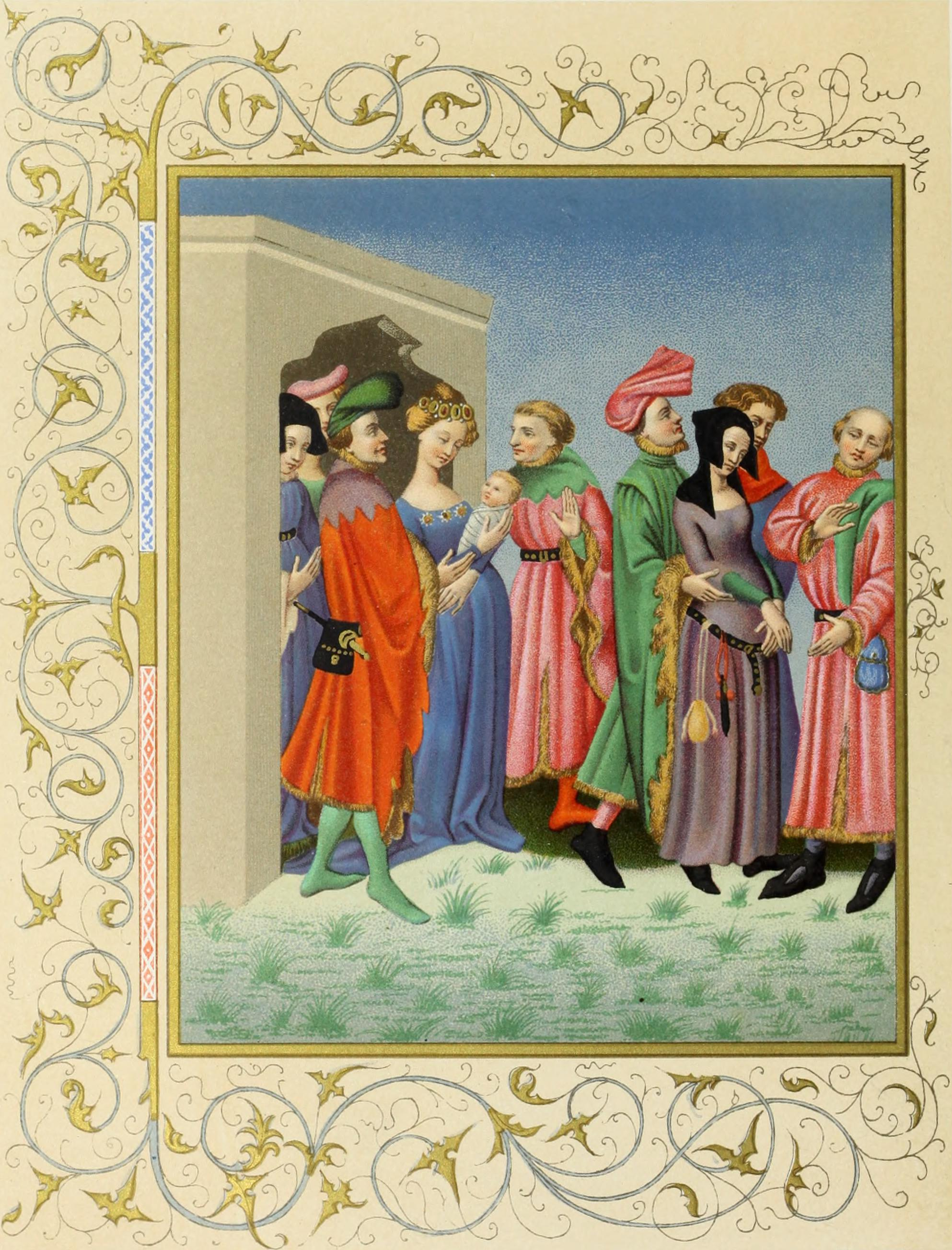
Le cortège de la jeune mère. Costumes des Parisiens de la fin du quatorzième siècle. Fac-similé dune miniature du Térence latin du roi Charles VI. Manuscrit de la Bibliothèque de l'Arsenal.
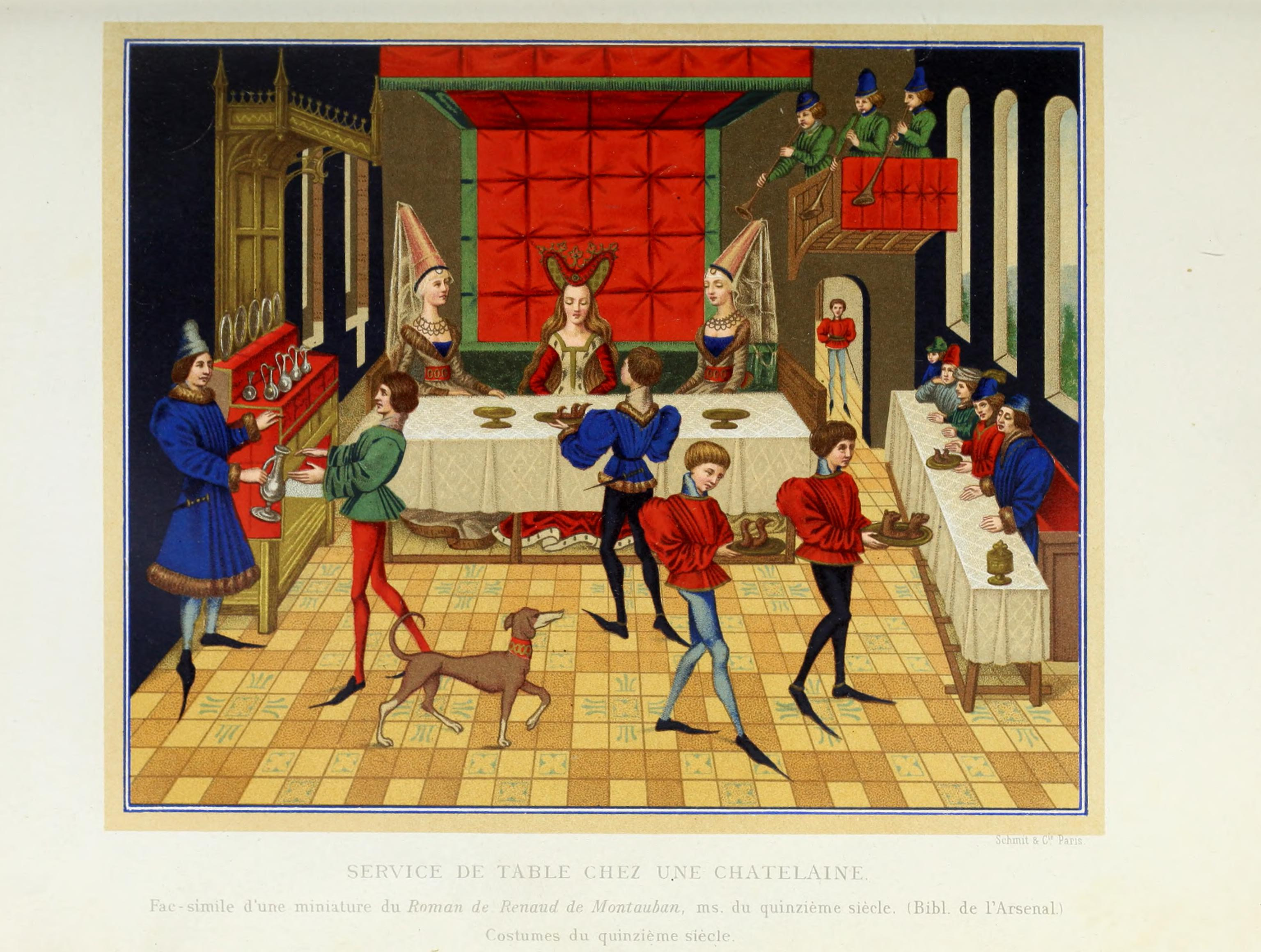
Service de table chez une châtelaine. Fac-similé d'une miniature du Roman de Renaud de Montauban, ms. du quinzième siècle. (Bibl. de l'Arsenal).
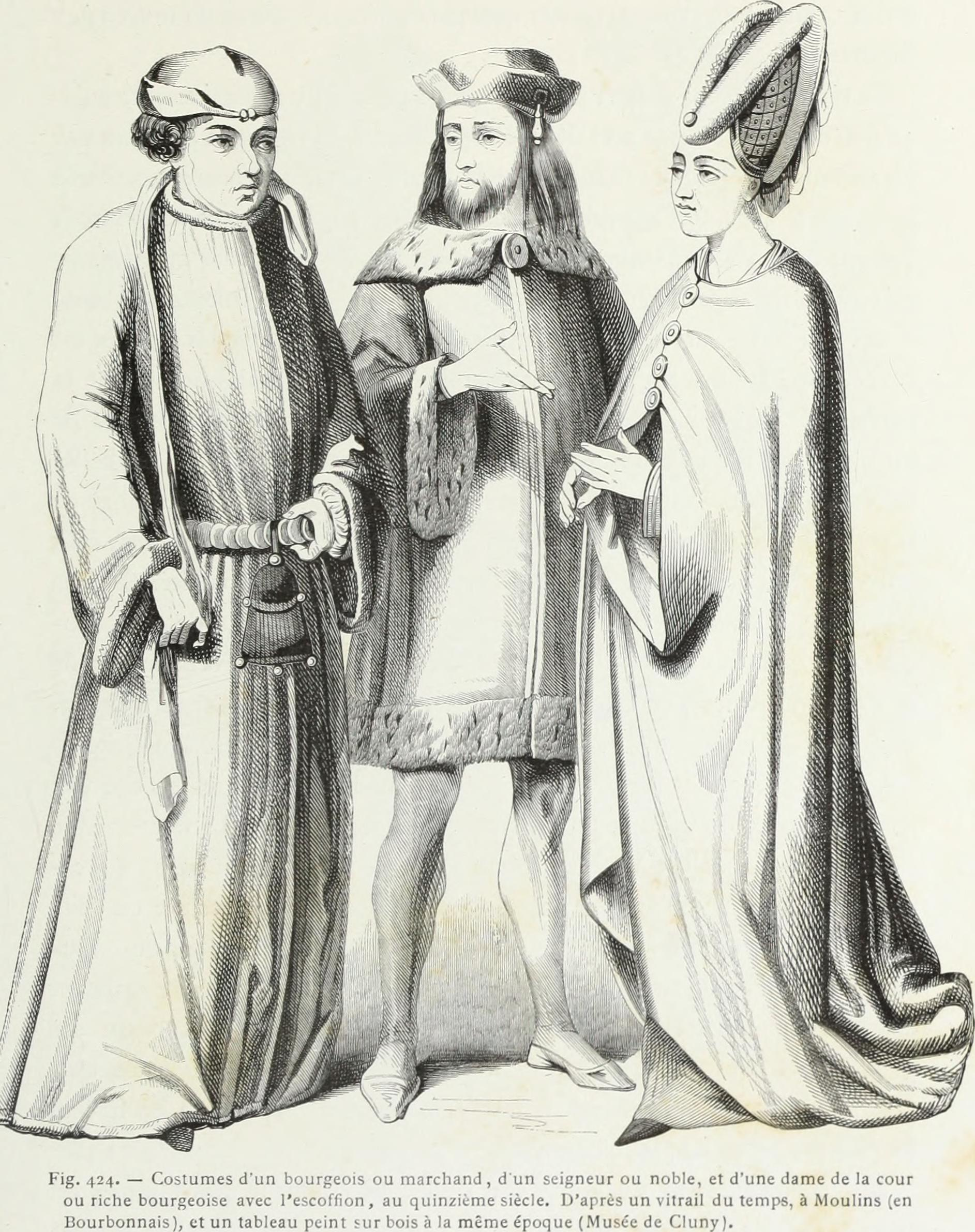
Costumes d'un bourgeois ou marchand, d'un seigneur ou noble, et d'une dame de la cour ou riche bourgeoise avec l'escoffion, au quinzième siècle. D'après un vitrail du temps, à Moulins (en Bourbonnais), et un tableau peint sur bois à la même époque (Musée de Cluny).
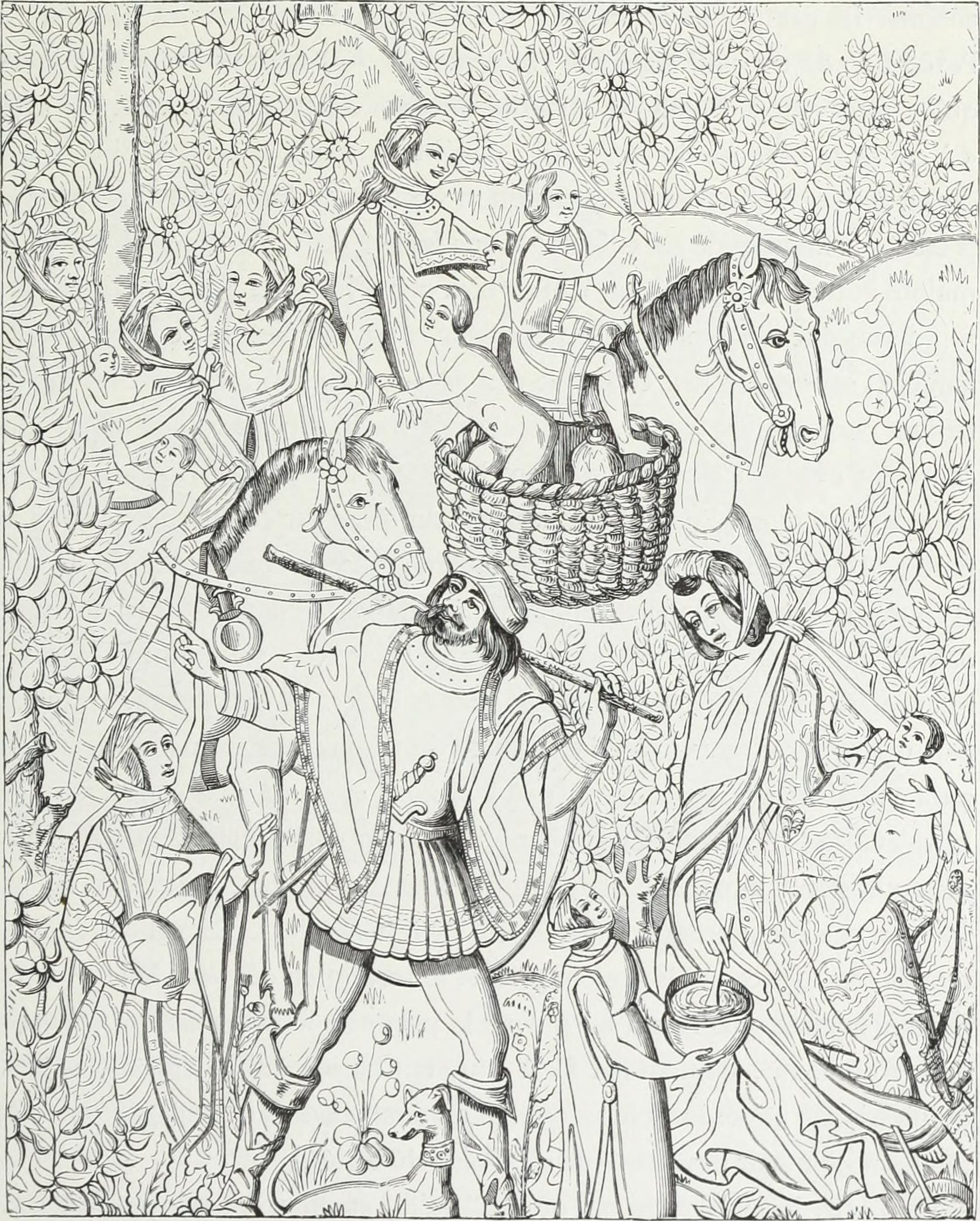
Bohémiens en marche (quinzième siècle). Fragment d'une ancienne tapisserie du château d'Effiat, communiqué par M. A. Jubinal.
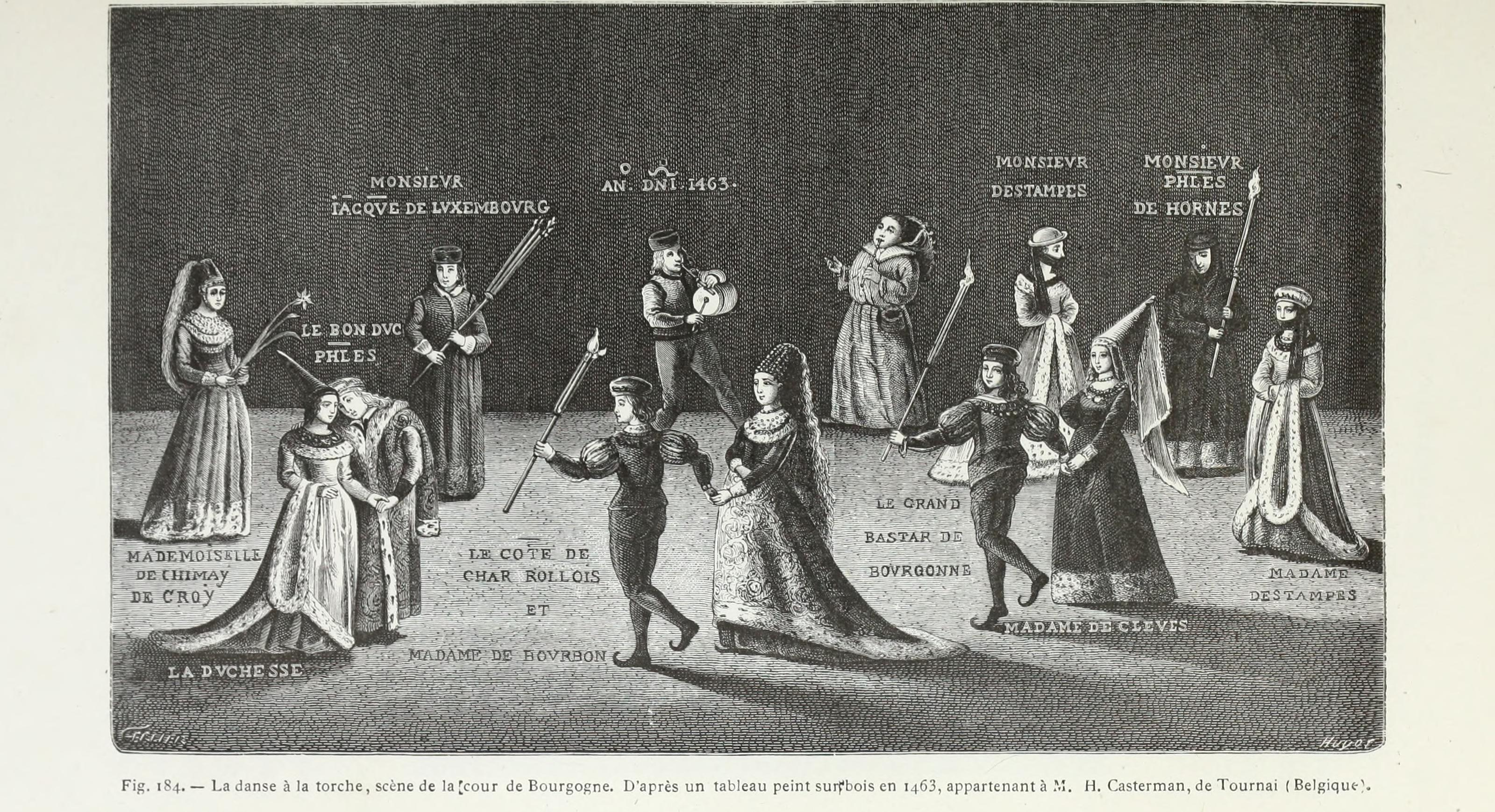
La danse à la torche, scène de la cour de Bourgogne. D'après un tableau peint sur bois en 1463.
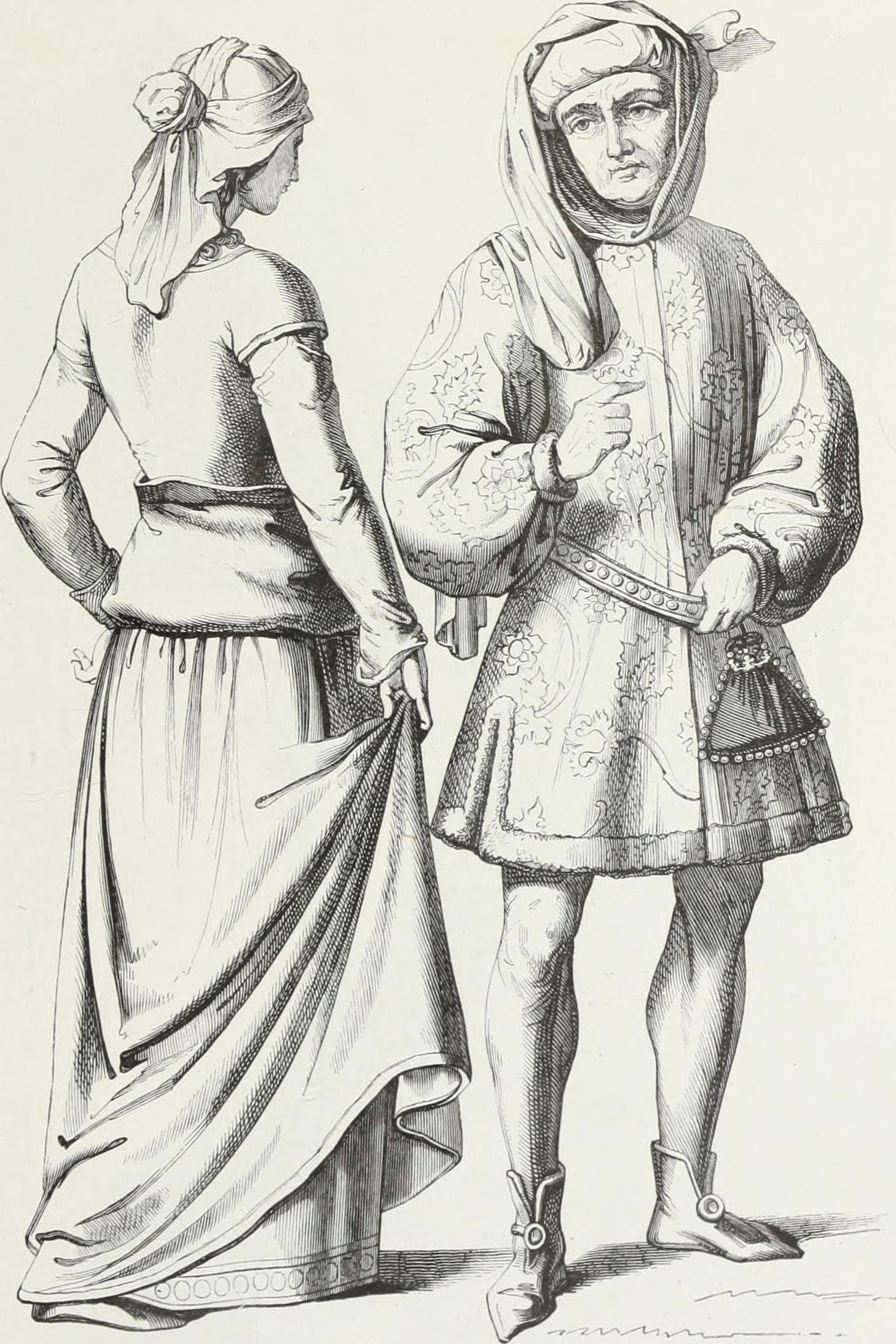
Costumes d'une femme d'artisan et d'un riche bourgeois de la fin du quinzième siècle. D'après les vitraux de la cathédrale de Moulins (en Bourbonnais).
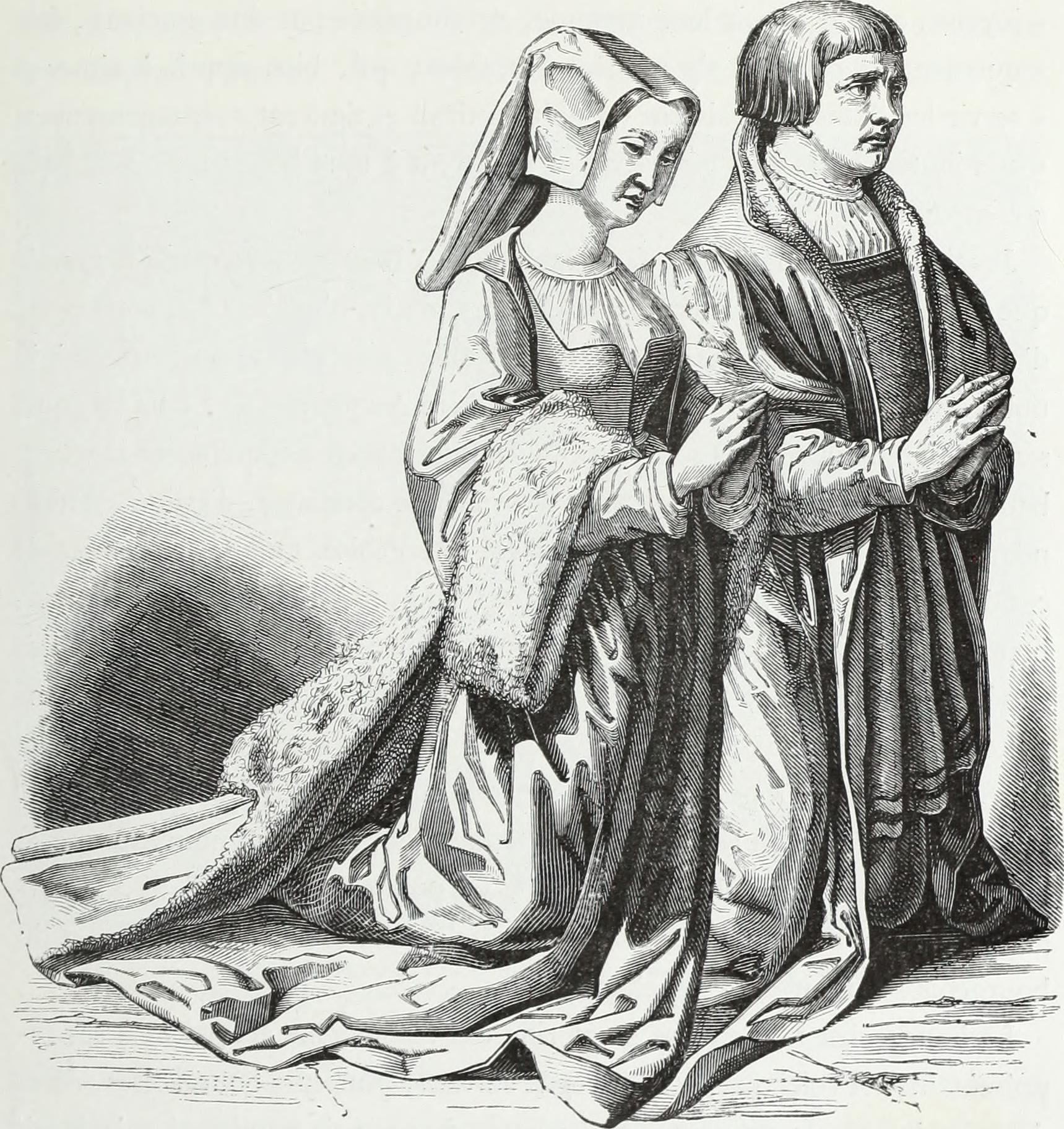
Bourgeois et bourgeoise de Gand en costume de cérémonie, agenouillés à l'église, d'après un vitrail peint, provenant d'une chapelle de cette ville. Quinzième siècle.
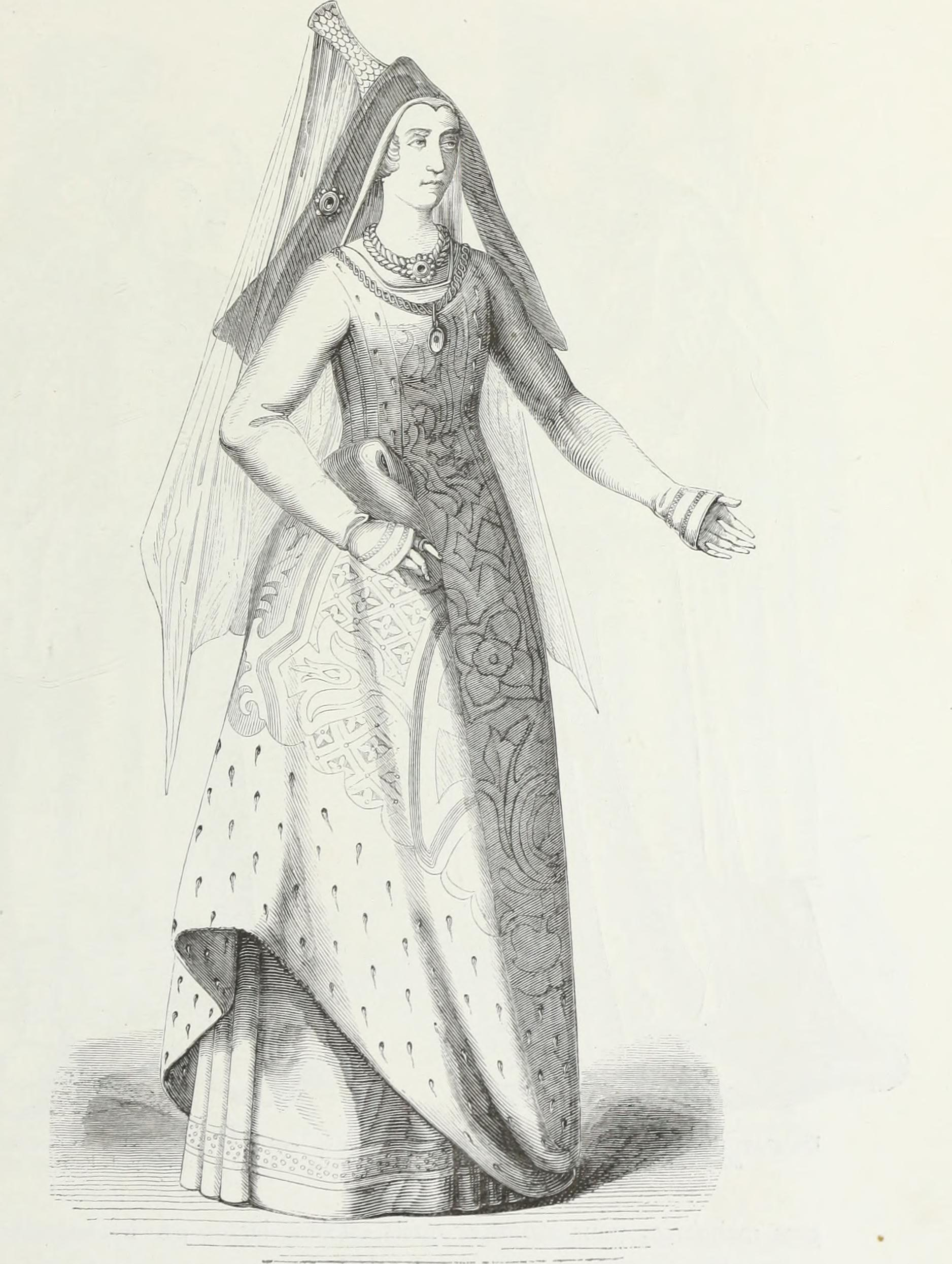
Costume de Marie de Bourgogne, fille de Charles le Téméraire, femme de Maximilien d'Autriche (fin du xve siècle). D'après une ancienne gravure à la Bibliothèque impériale de Paris, cabinet des estampes.
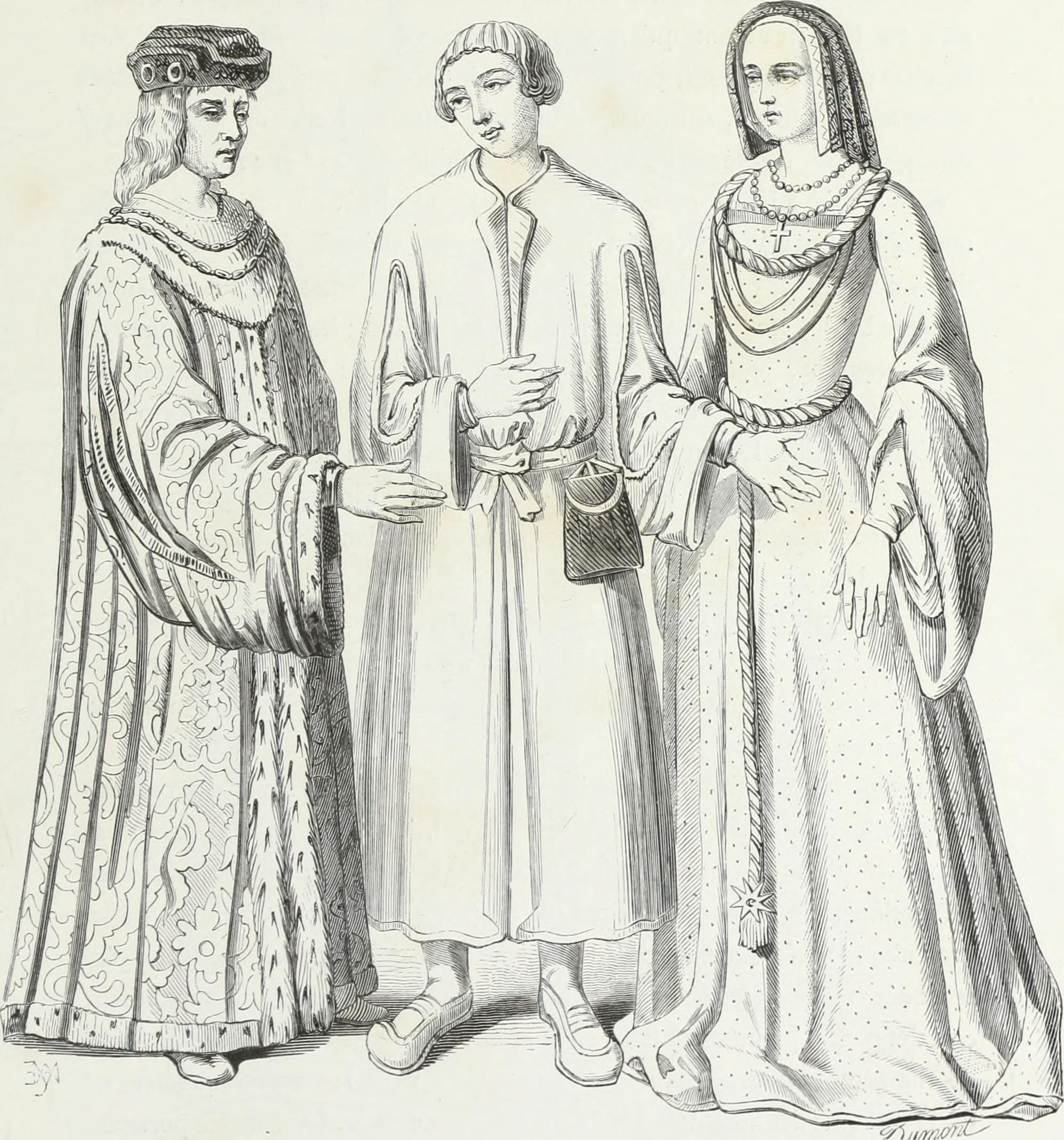
Costumes d'un seigneur ou riche bourgeois, d'un bourgeois ou marchand, et d'une dame noble ou riche bourgeoise, à l'époque de Louis XII (1462-1515).

### Les critères de beauté à l'époque médiévale

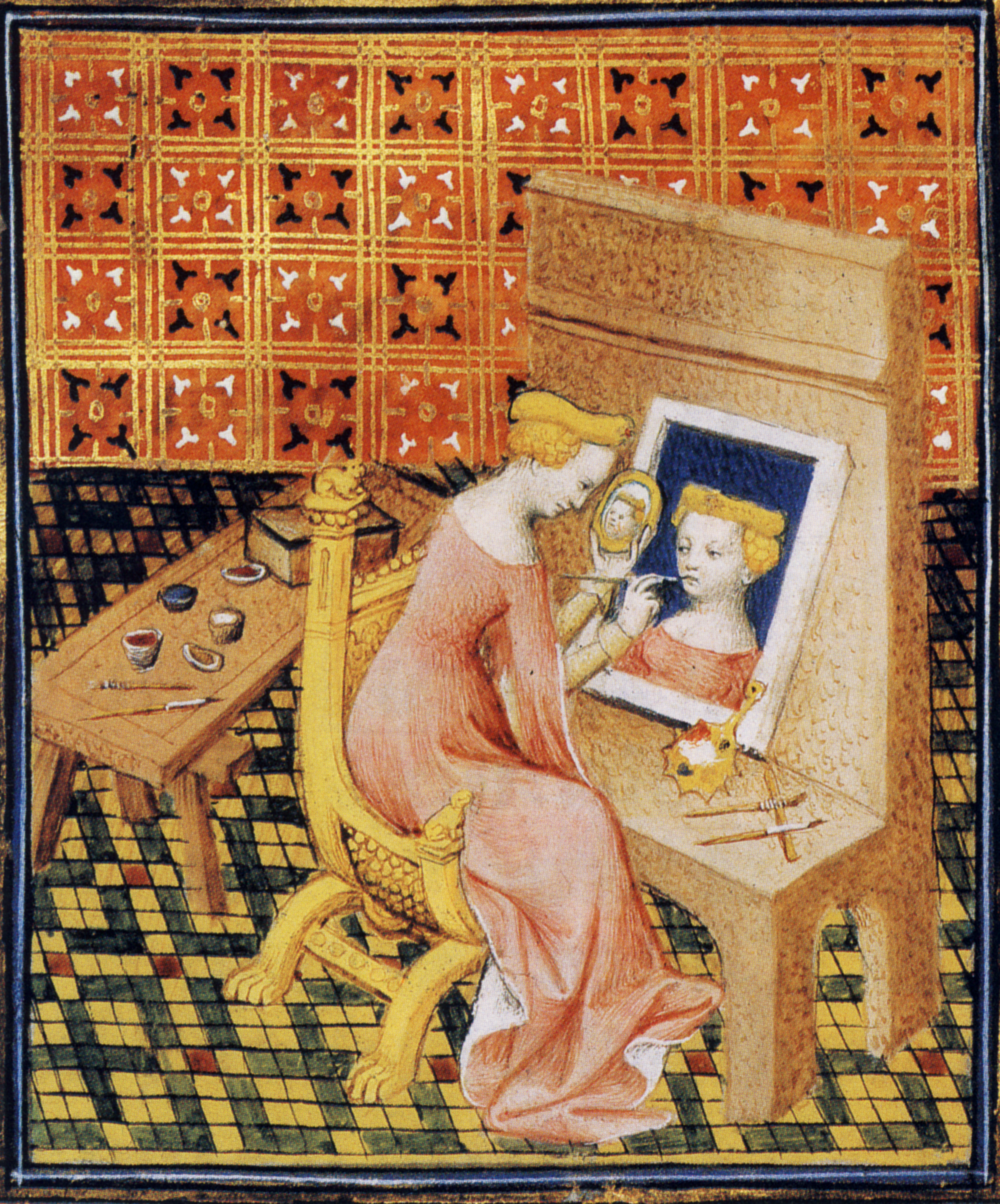
Miniature du Maître du Couronnement de la Vierge, tirée d'un manuscrit du De mulieribus claris de Boccace, vers 1403, BNF.

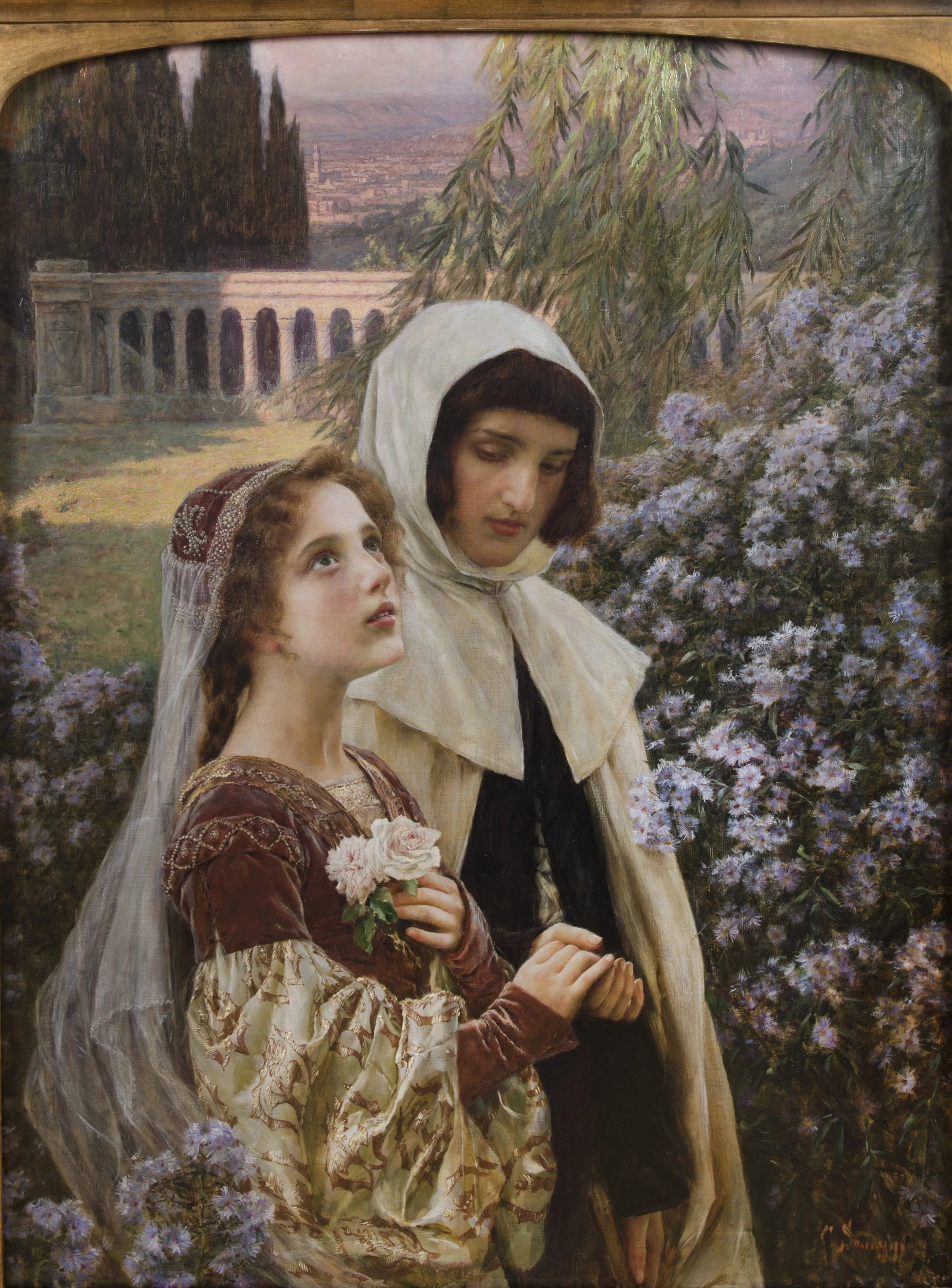
Béatrice Portinari est représentée avec la coiffure et les vêtements typiques du XIIIe siècle. Œuvre raffinée de Cesare Saccaggi en 1903.

Au Moyen Âge, la femme doit avoir une taille fine, une poitrine définie et une chevelure ondoyante, mais le plus important pour être considérée comme étant belle est d’avoir un teint diaphane et délicat, car cela est un signe de noblesse. Le front est épilé à la racine des cheveux, pour qu’il soit bombé. La pilosité est considérée comme honteuse (sauf pour les courtisanes). C’est pour cela qu’elles s’épilent le front, la racine des cheveux, les sourcils ainsi que bien d’autres parties du corps à l’aide de racloirs en ivoire, de pâte (appelée « dropax ») ou de pierre ponce. Bien que l’Église soit contre le maquillage, les femmes apprécient entre autres le khôl et d’autres fards.

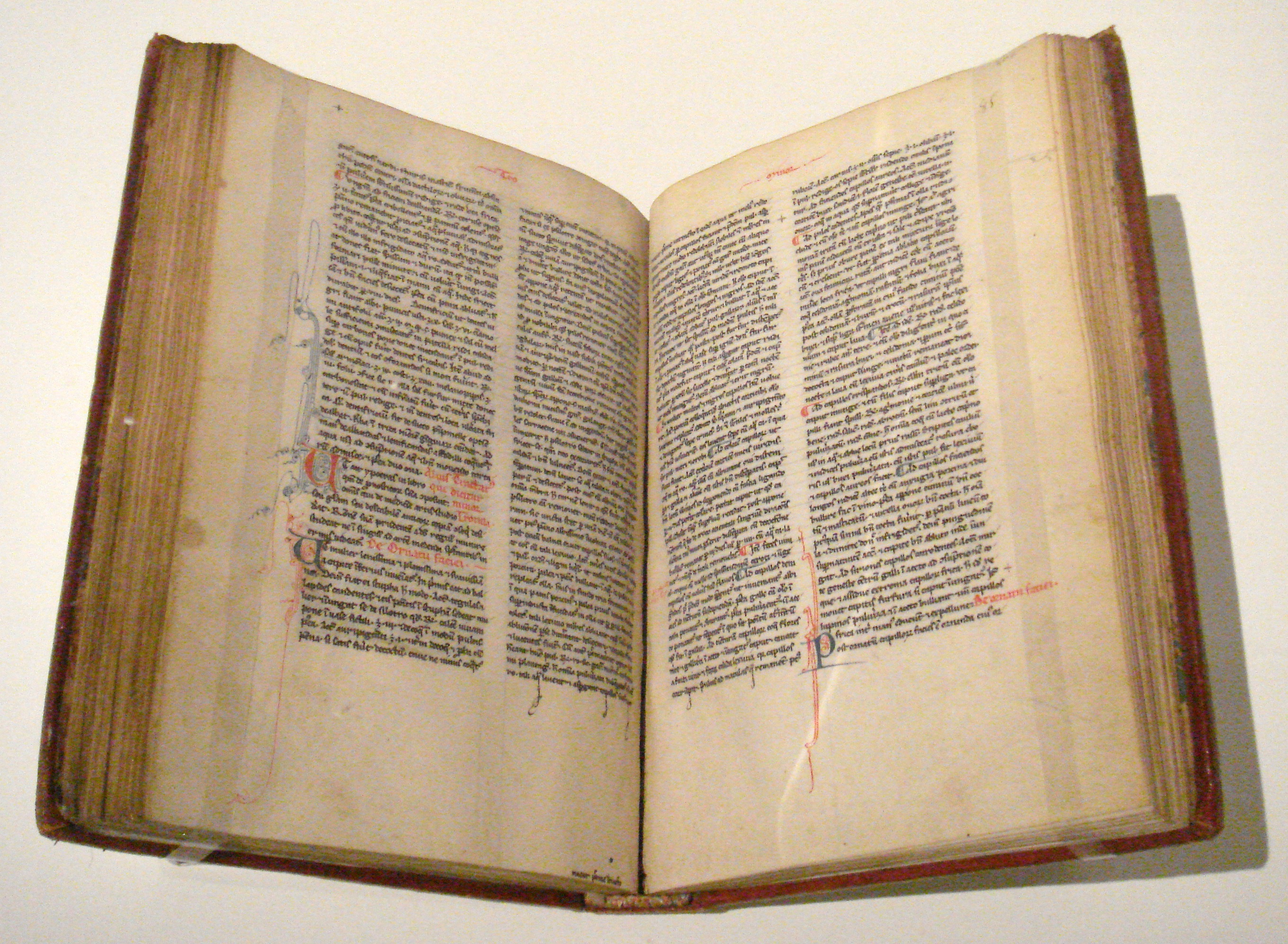
Le De Ornatu Mulierum (L'Ornement des dames), de Trotula, contient une liste de recettes cosmétiques et leurs usages.

## Personnages fantastiques féminins
Différents personnages fantastiques féminins existent, tels la fée Mélusine.

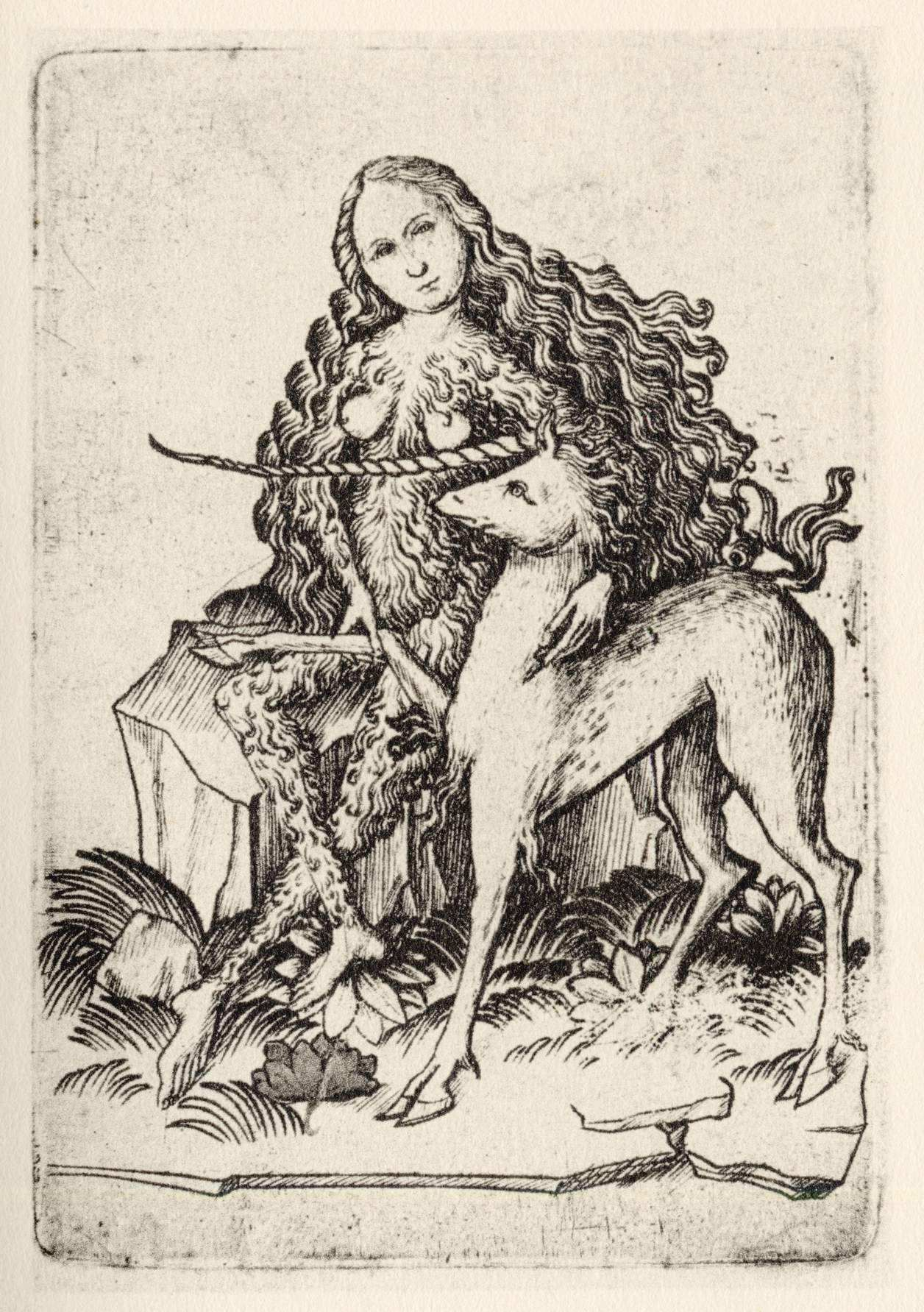
Jeune femme sauvage en compagnie d'une licorne, vers 1460-1467.
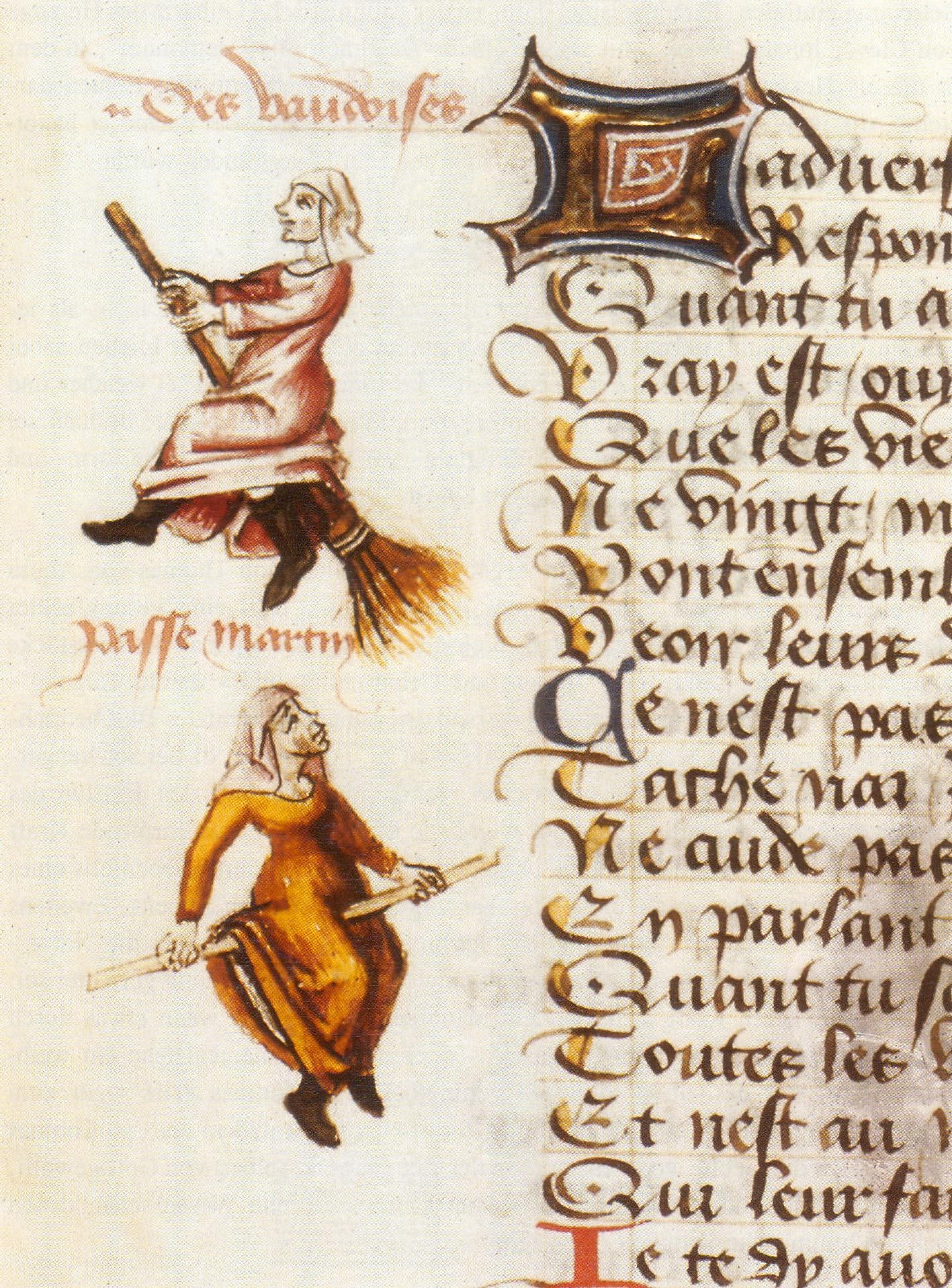
Enluminure représentant le vol de deux sorcières sur un balai et un bâton, dans Le Champion des dames de Martin Le Franc, 1451.
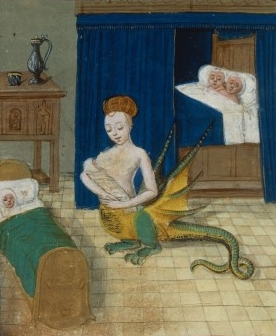
Mélusine allaitant ses fils Thierry et Raymonnet, enluminure du XVe siècle.

### Articles connexes

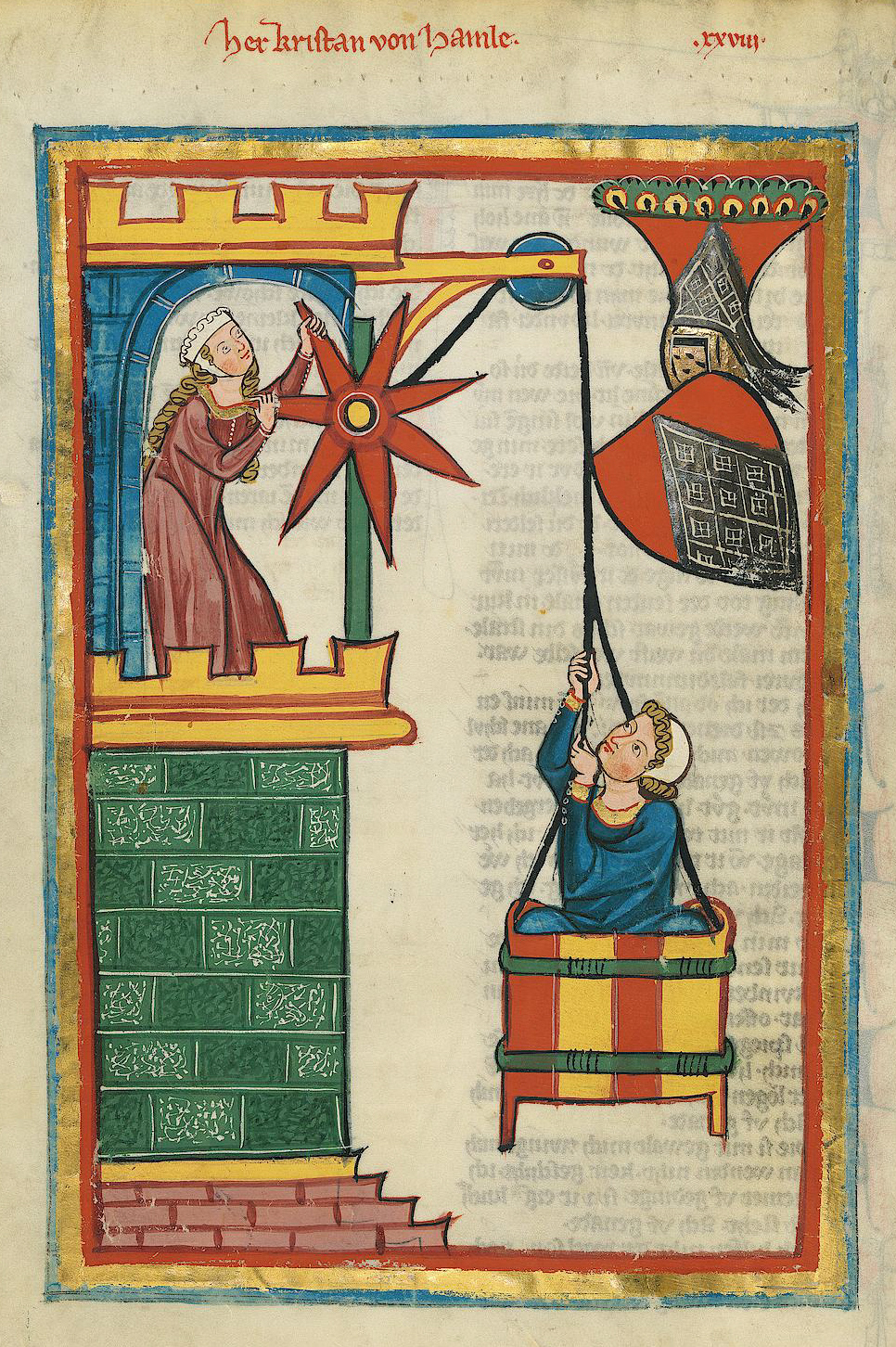
Les amants médiévaux, enluminure tirée du Codex Manesse, entre 1305 et 1315.